# 中区 (名古屋市)
中区（なかく）は、愛知県名古屋市を構成する16行政区の一つ。名古屋市の中心となる区であり、愛知県庁および名古屋市役所の所在地である。

## 概要
1908年4月1日の4区制施行時から存在する。1937年10月1日に一部が中村区となる。1944年2月1日に栄区（さかえく）を分区したが、翌年11月3日に編入されている。
名古屋市の中核に位置する行政区で、市内最大の繁華街・オフィス街である栄や、電気街として有名な大須、観光名所として有名な名古屋城などが位置している。栄は松坂屋や三越、パルコなどの大型商業施設や飲食店が集積する中部地方最大の繁華街であり、中心部には名古屋のランドマークとして有名な名古屋テレビ塔（中部電力 MIRAI TOWER）や久屋大通公園が位置している。栄に隣接する錦三丁目（錦三）や女子大小路は市内随一の歓楽街として夜も賑わいを見せている。栄地区はターミナル駅の名古屋駅が位置する名駅地区（中村区）と並ぶ名古屋の2大商業エリアとして発展している。
また、名古屋城南側の三の丸は、国の出先機関、愛知県庁、名古屋市役所などの行政機関が集中している官公庁街である。伏見駅から栄駅の間、または丸の内駅から久屋大通駅にかけての桜通、錦通、広小路通では金融機関が林立するビジネス街となっており、名古屋におけるメガバンク・都市銀行や地方銀行の拠点がこれらの通りに面している所に集中している。

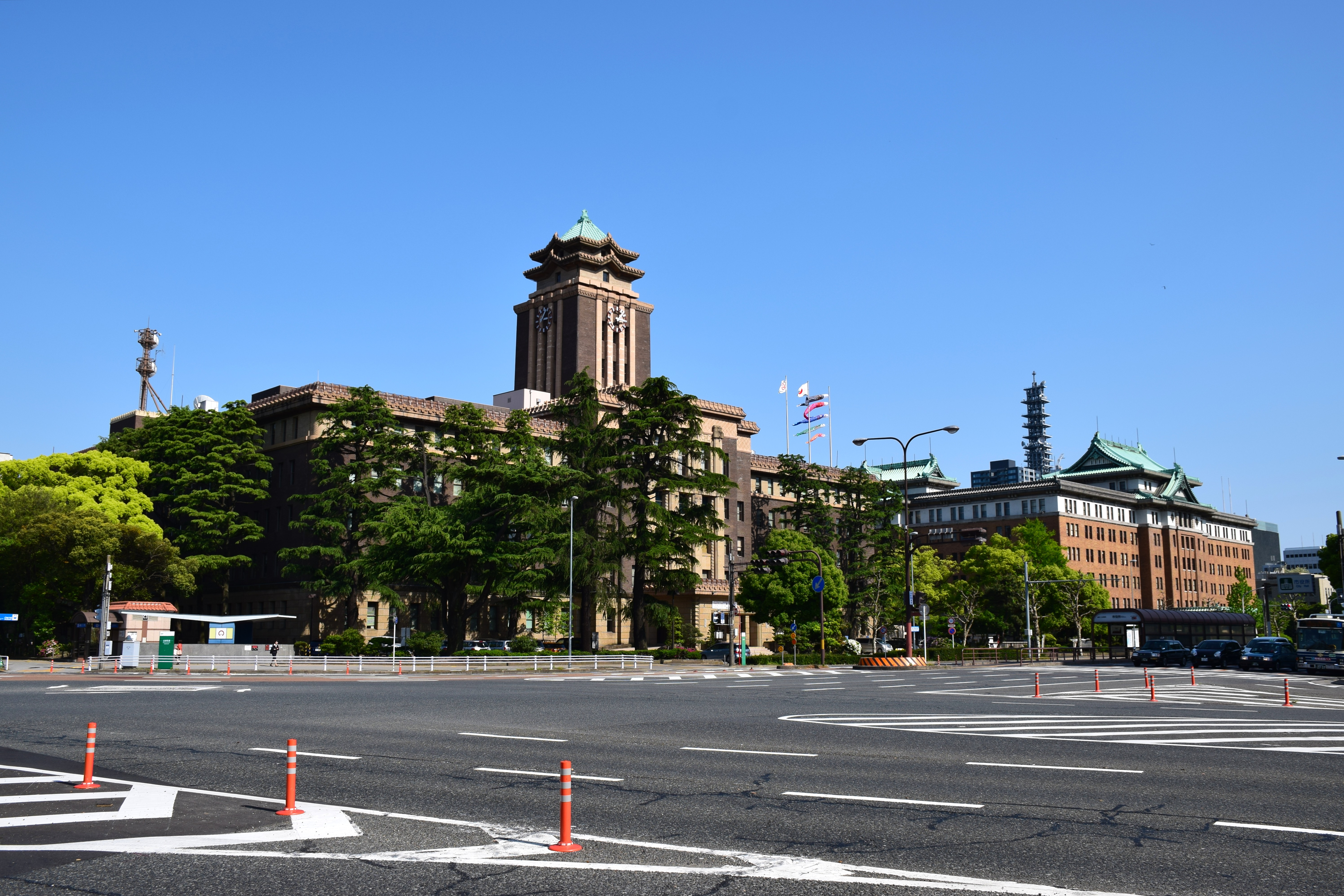
名古屋市役所と愛知県庁
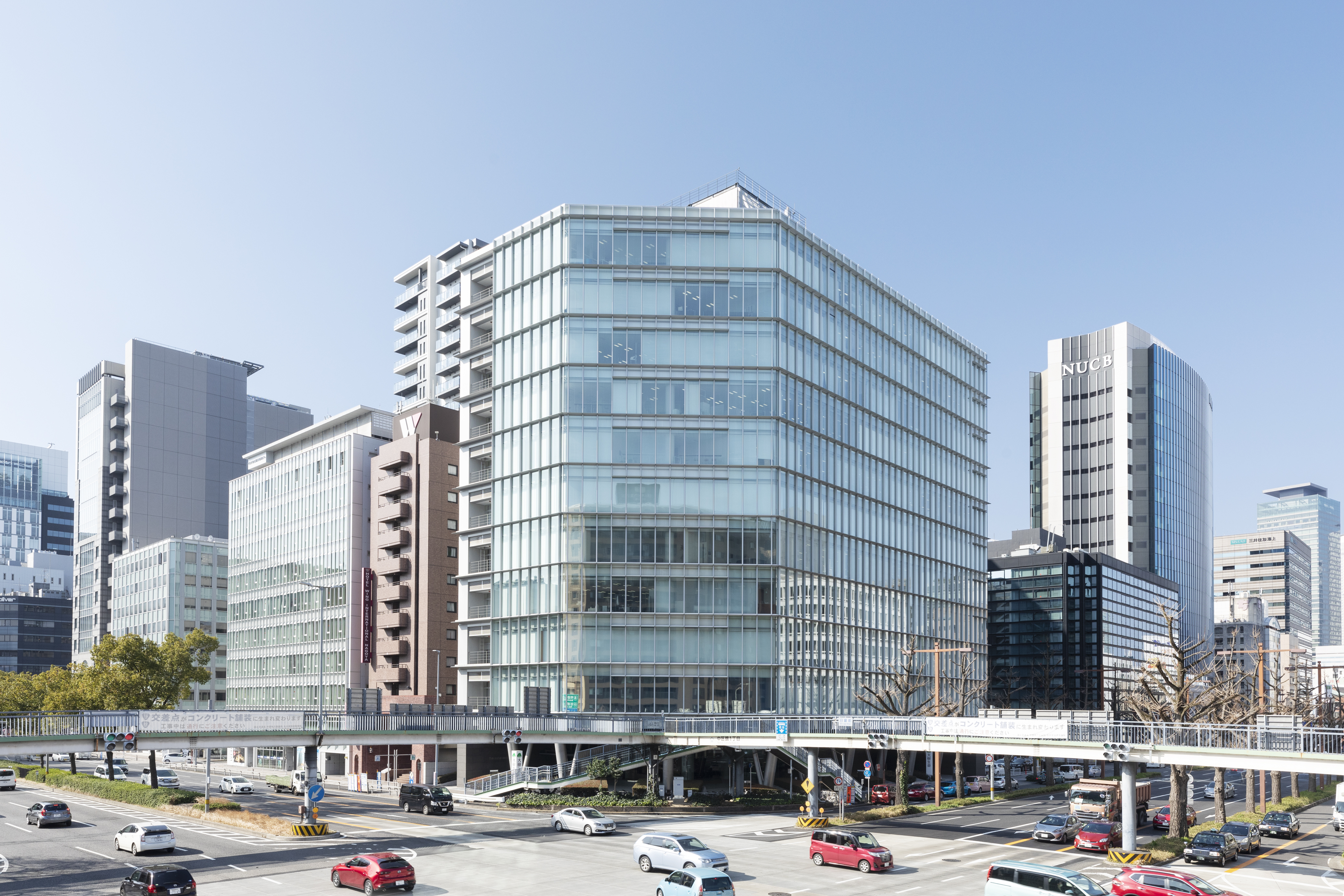
丸の内のオフィス街（桜通・日銀前交差点）
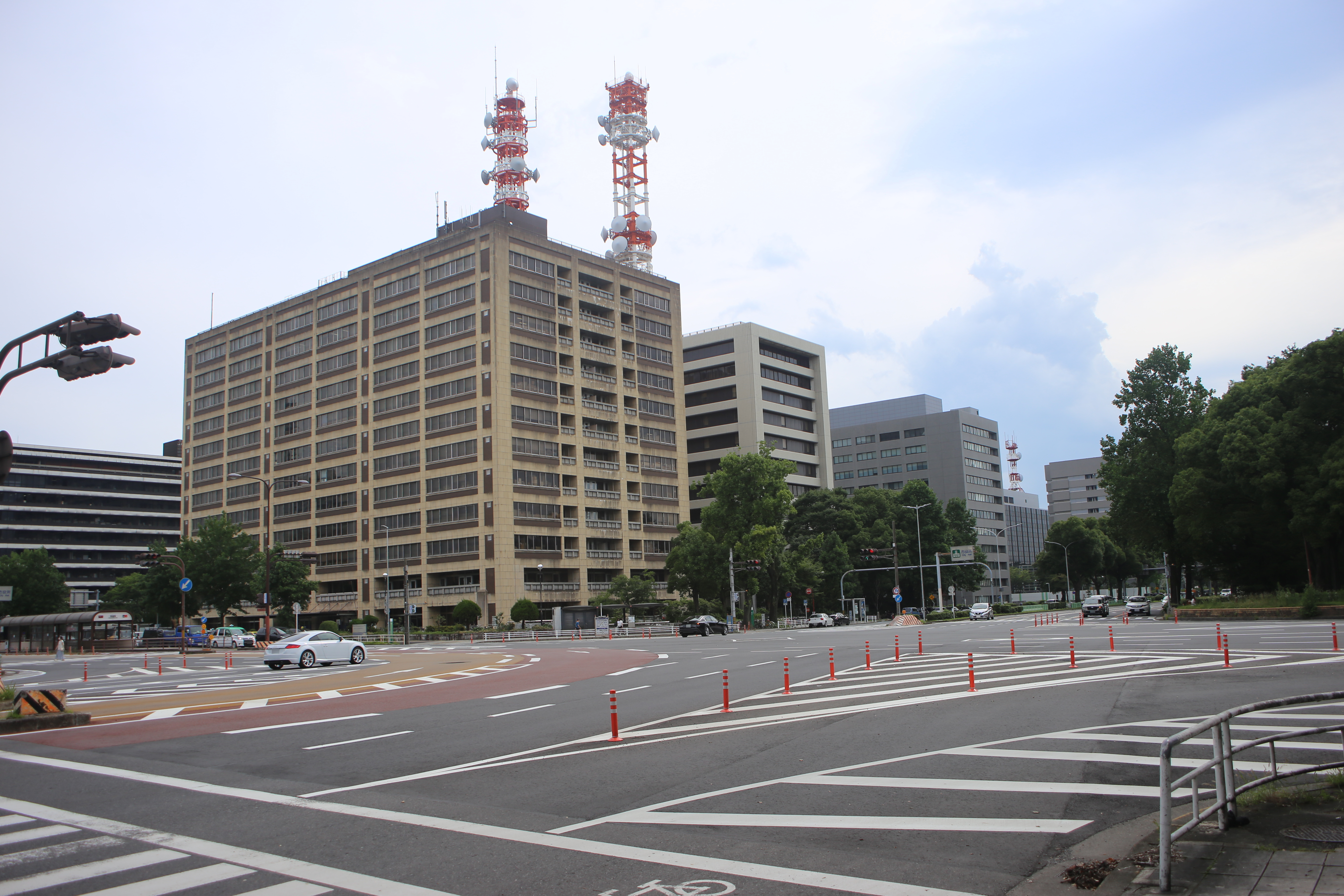
三の丸の官庁街
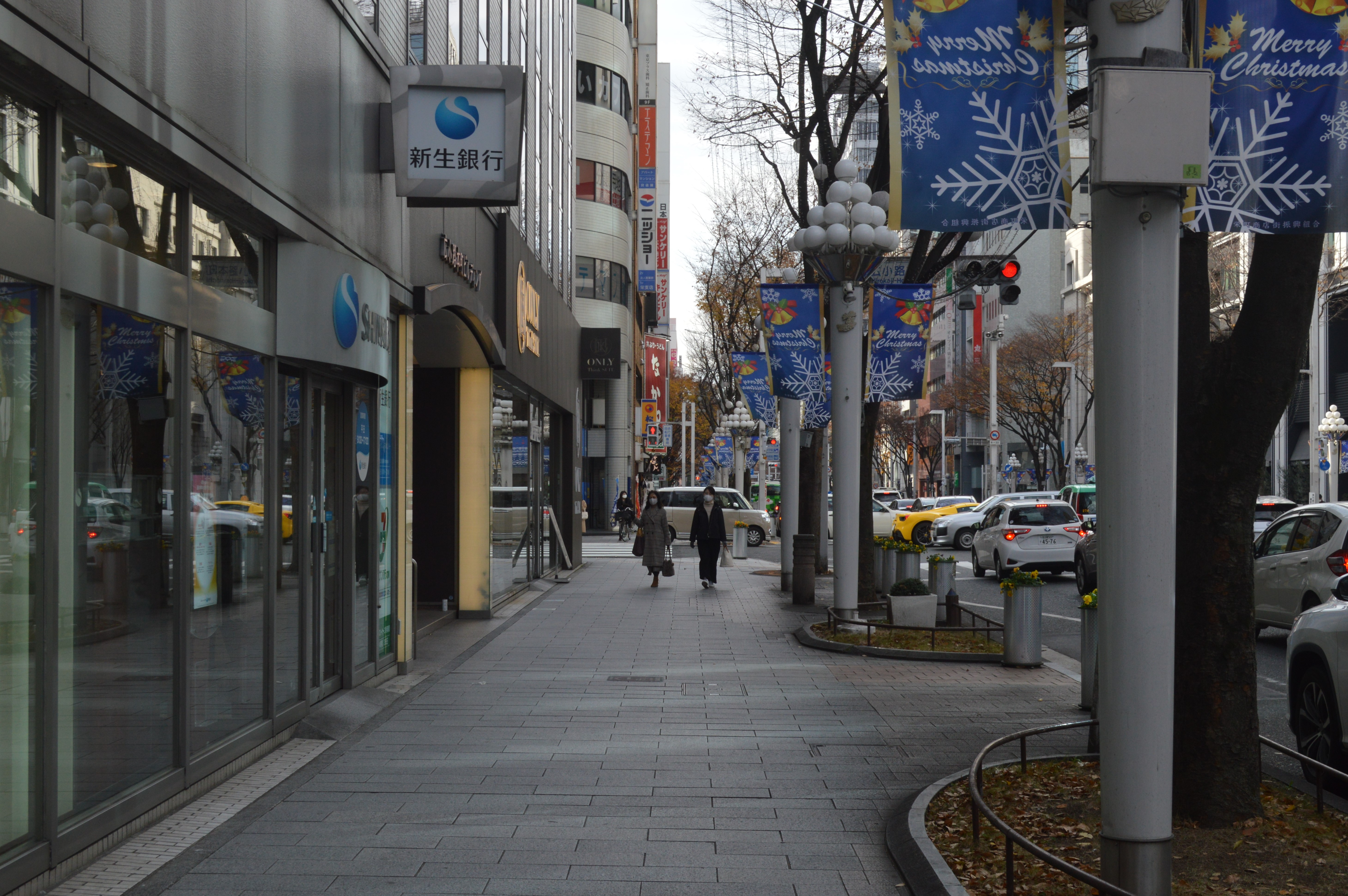
伏見の金融街
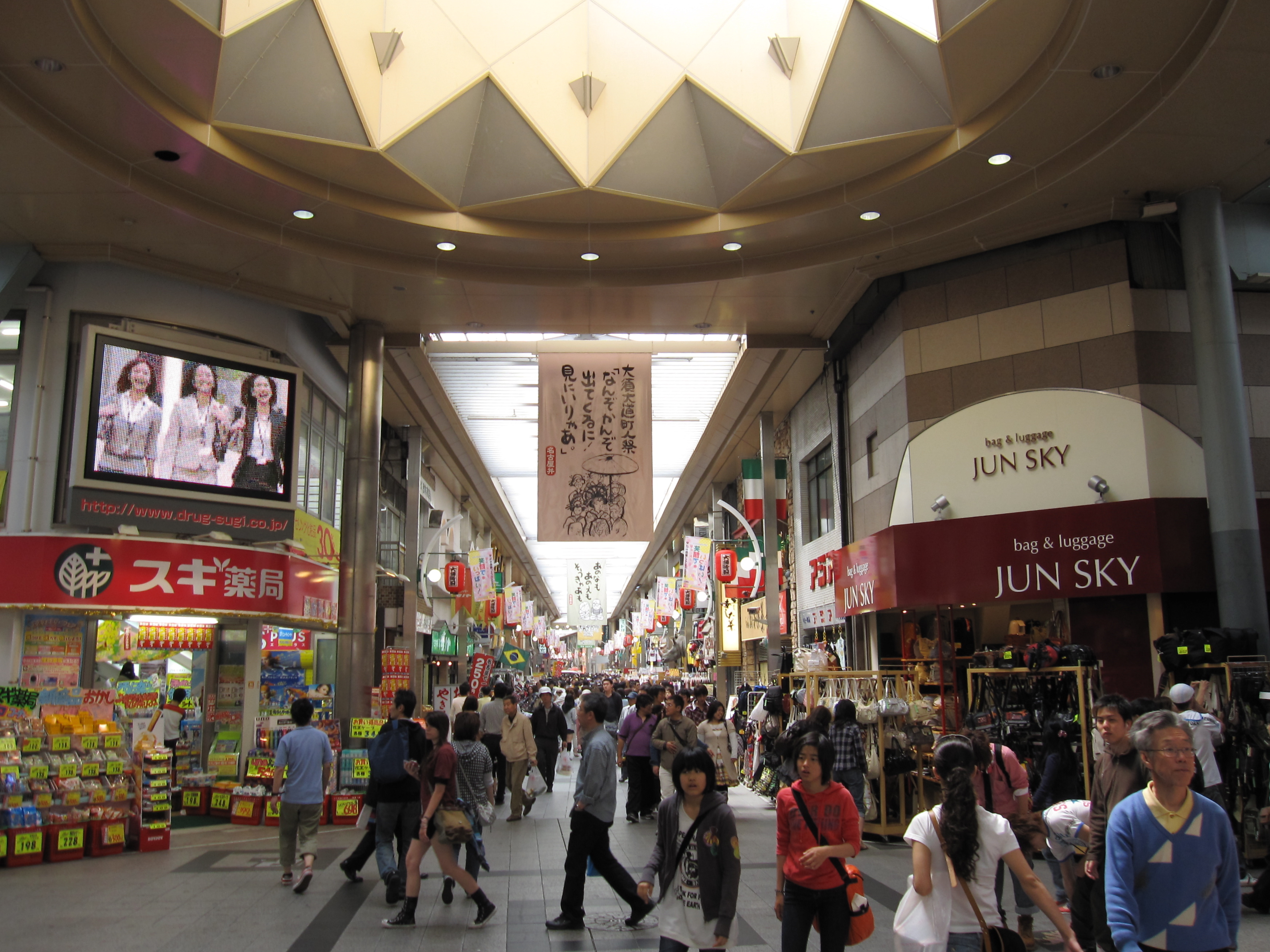
大須の商店街
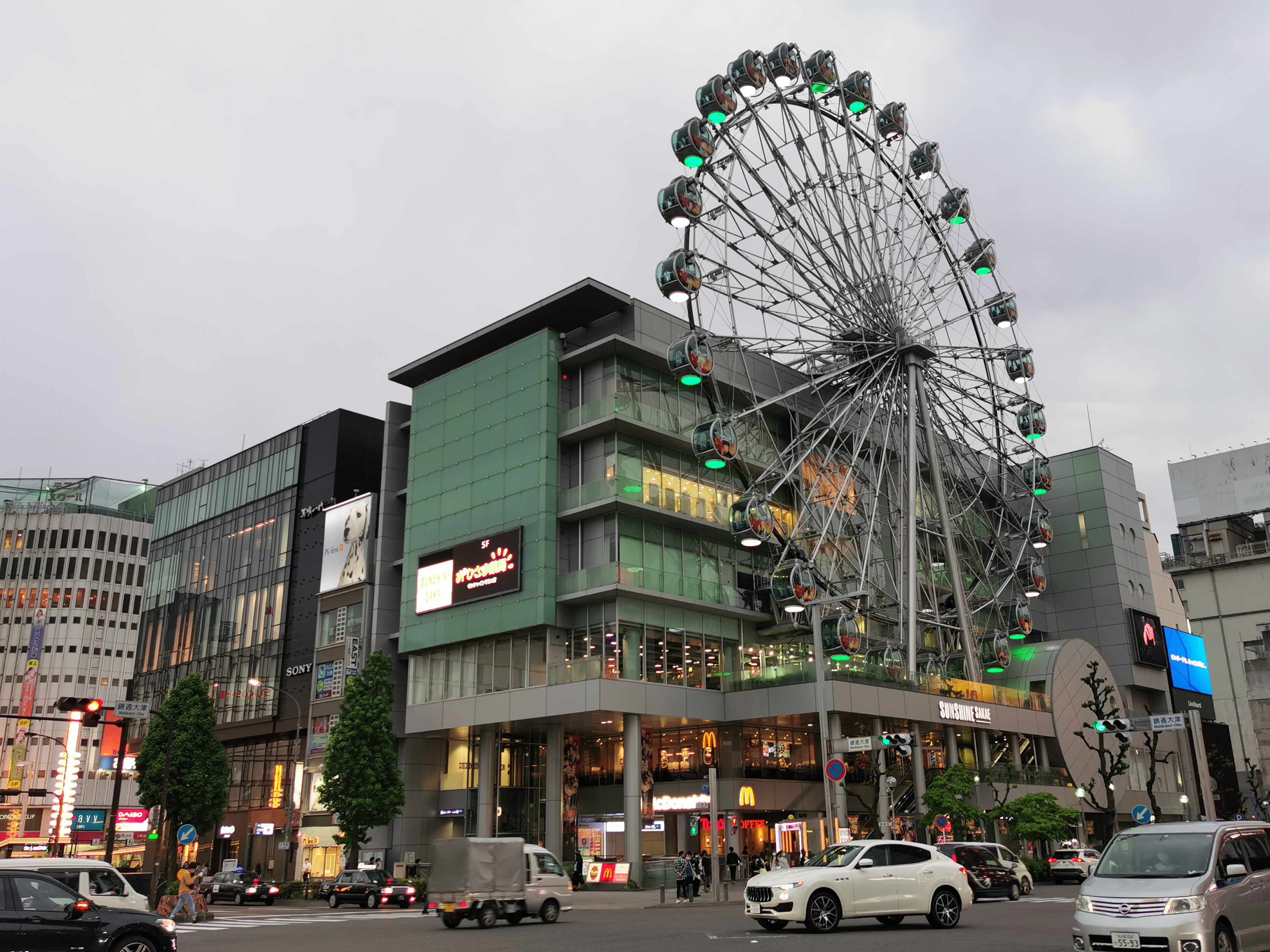
中部地方最大の繁華街である栄
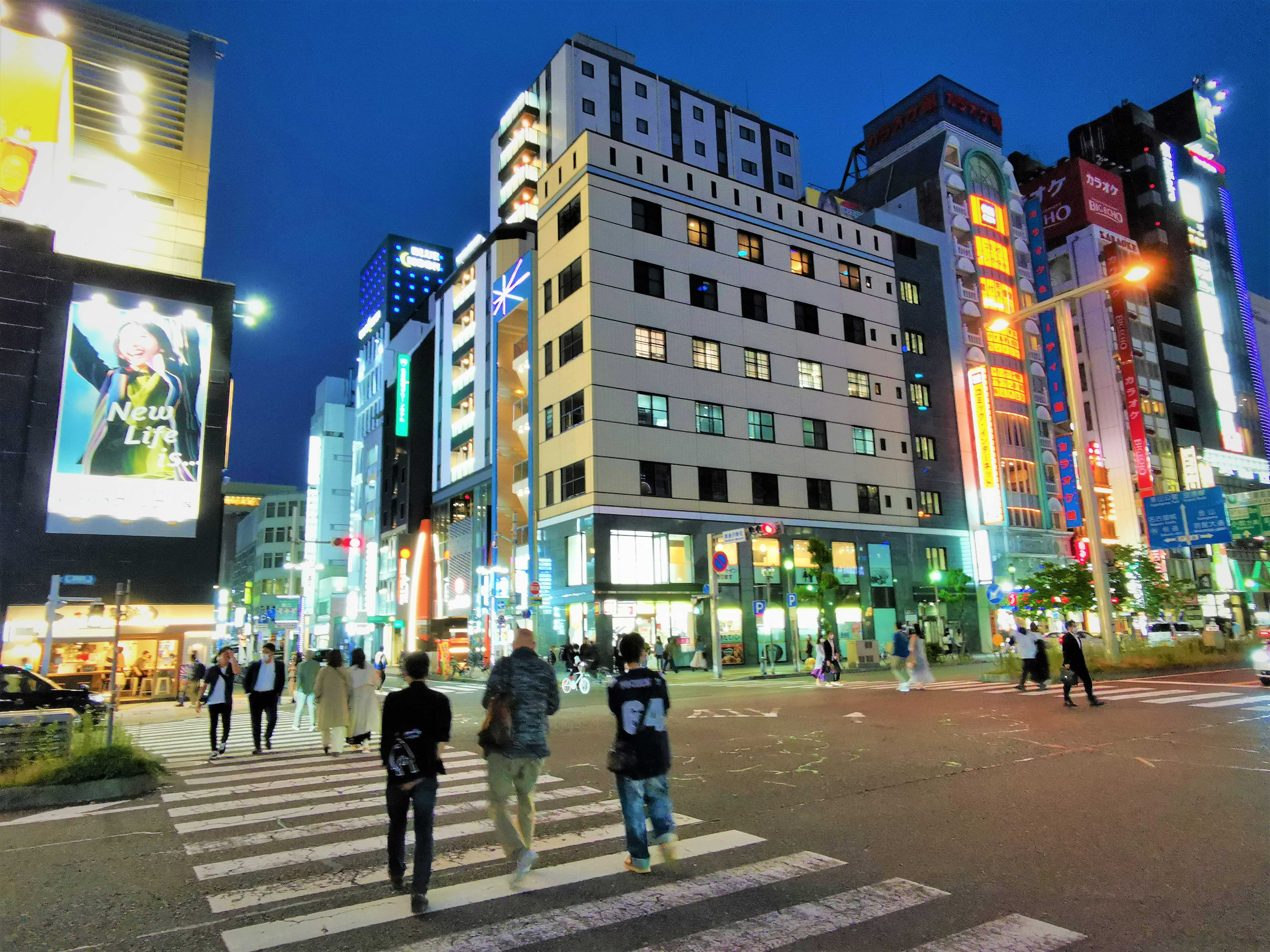
中部地方最大の歓楽街である錦三丁目
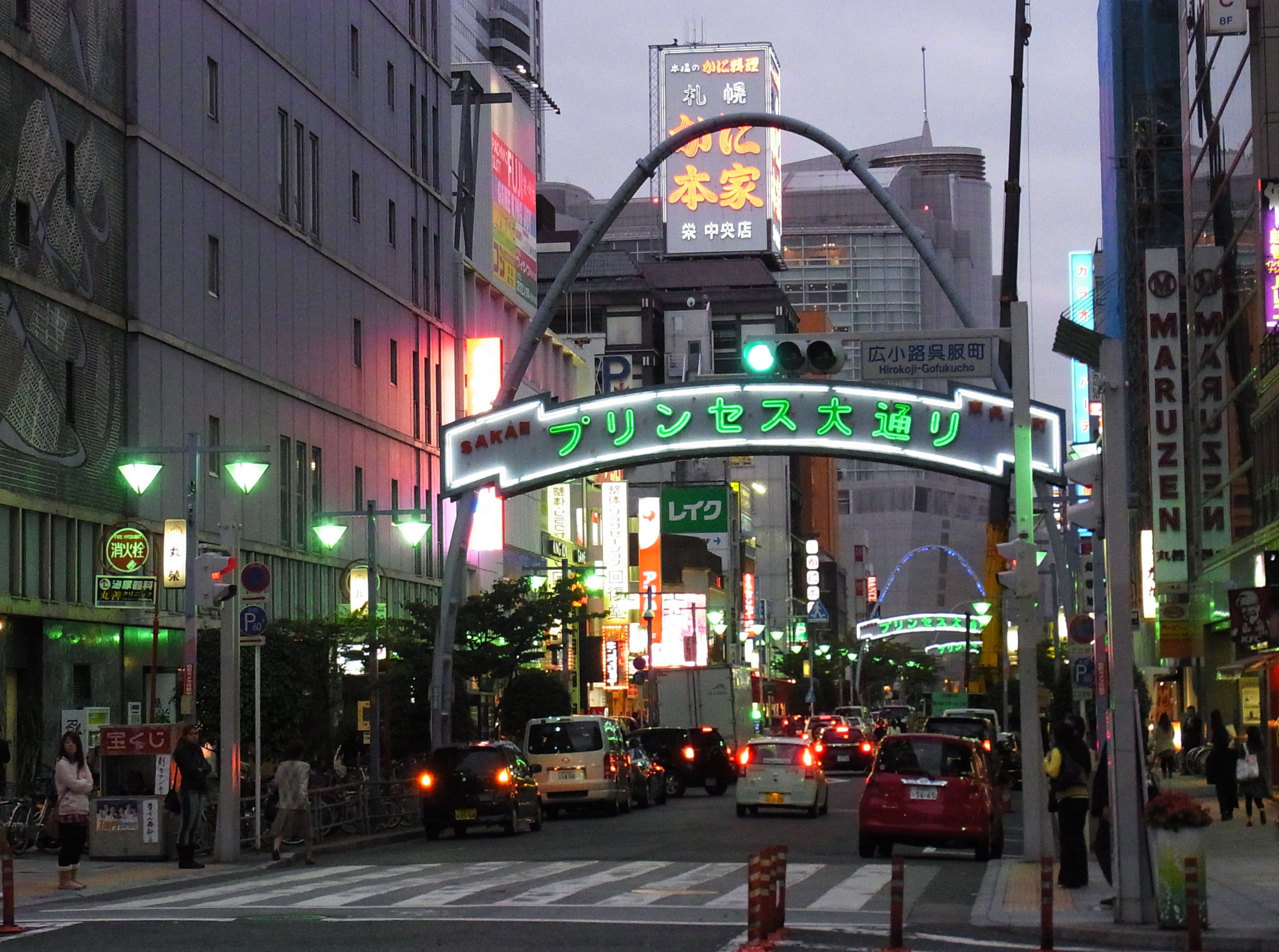
歓楽街である呉服町通
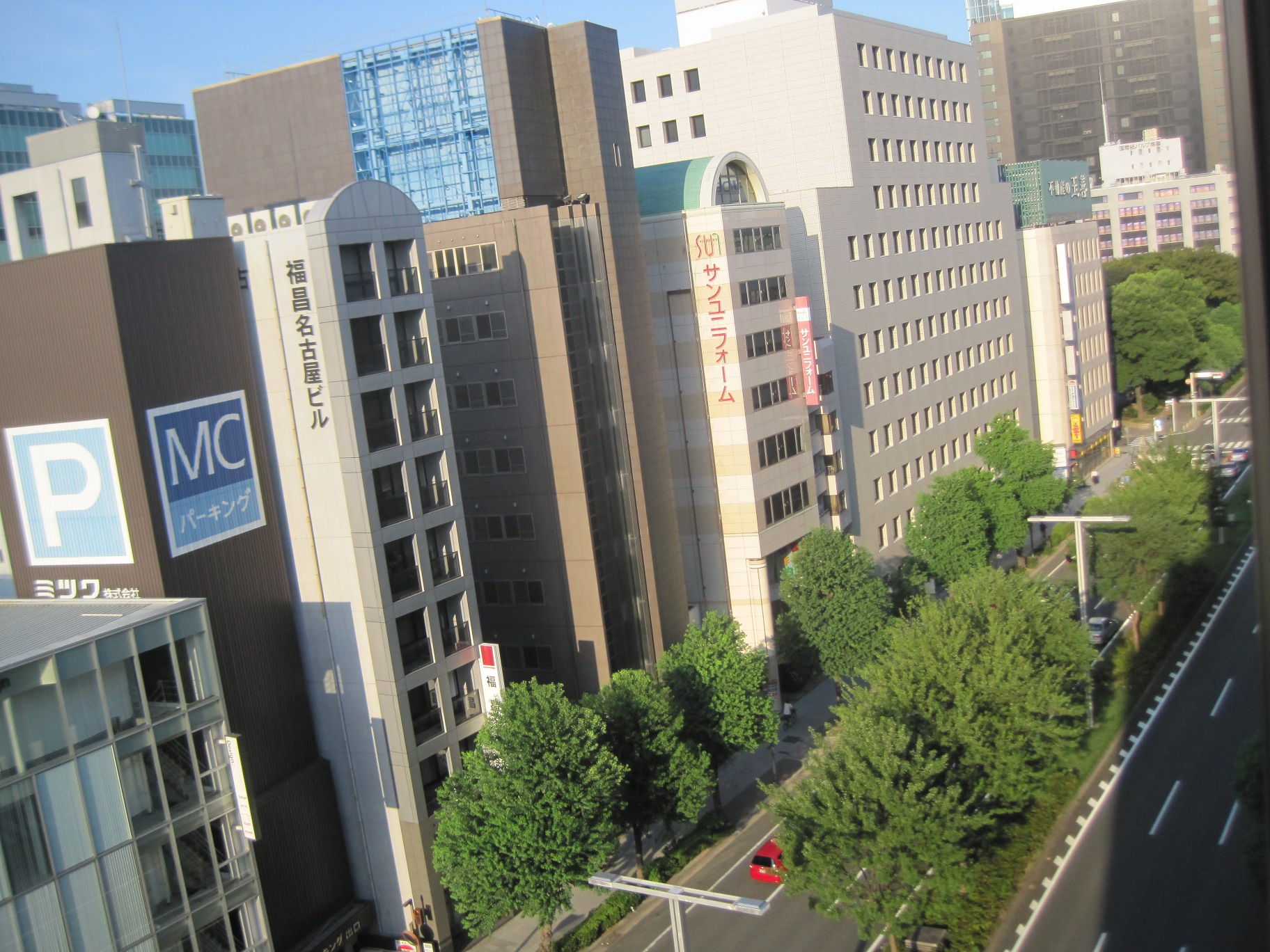
錦通
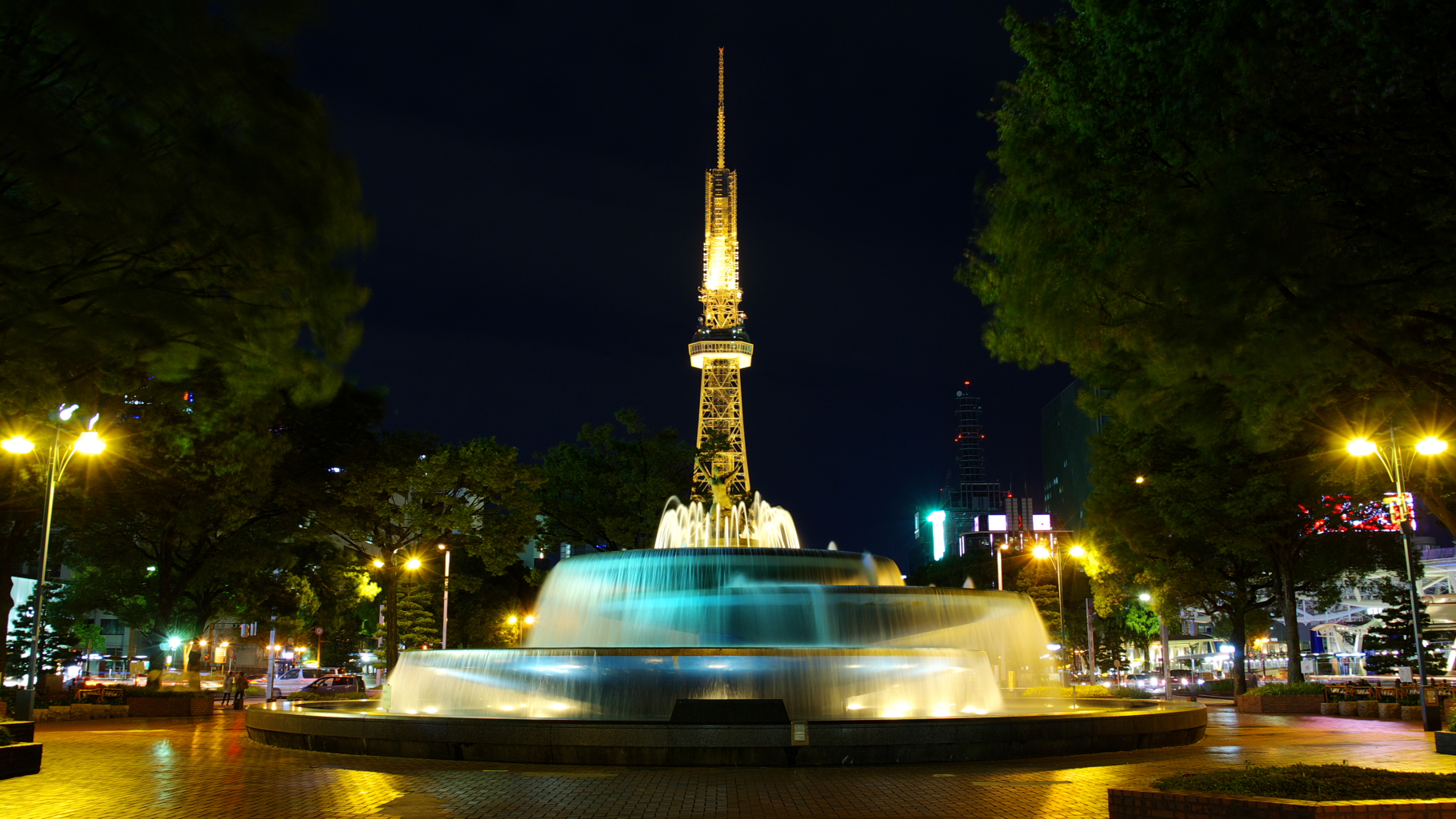
久屋大通公園にある希望の泉と名古屋テレビ塔（中部電力 MIRAI TOWER）の夜景
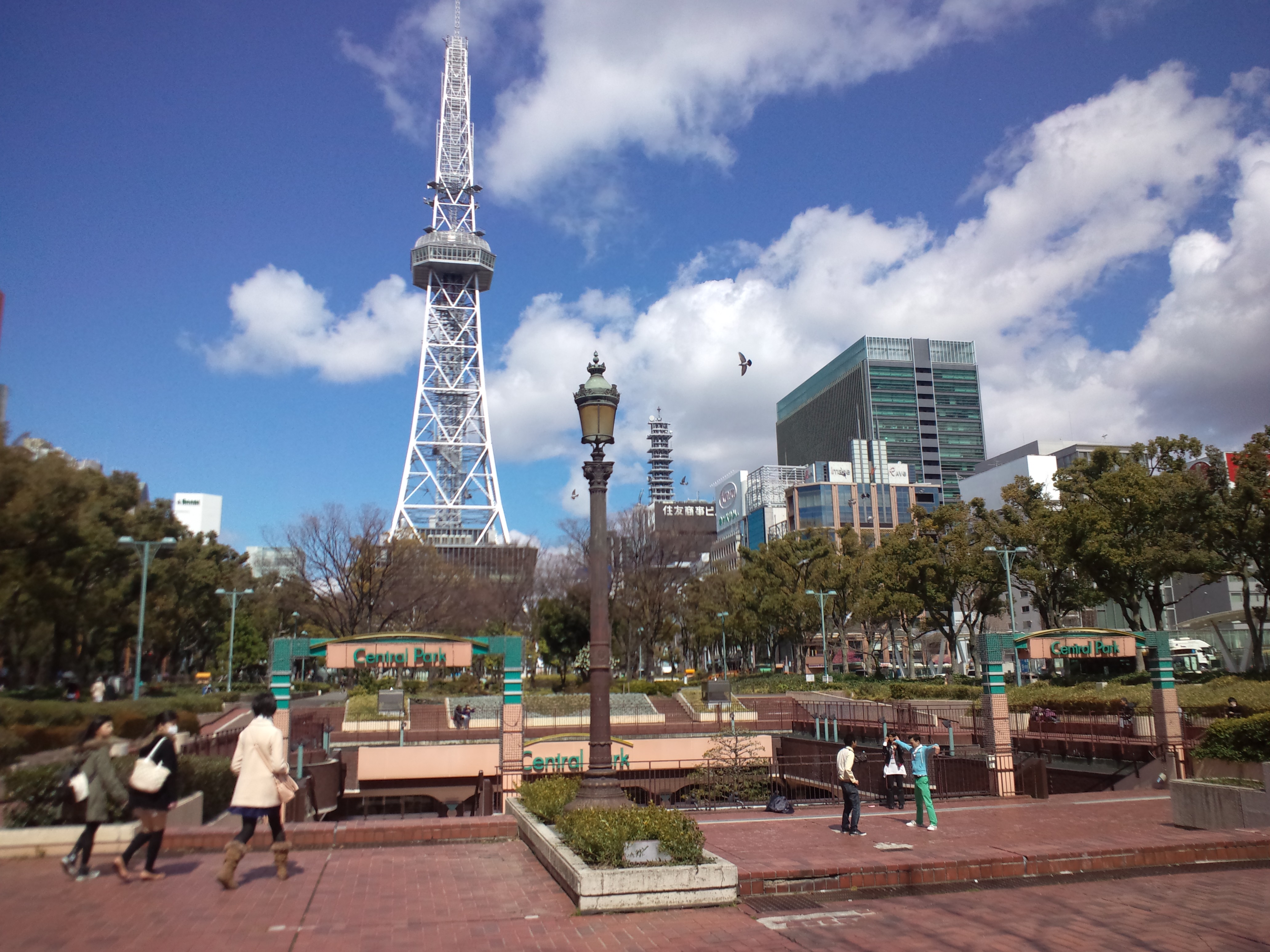
セントラルパークと名古屋テレビ塔（中部電力 MIRAI TOWER）
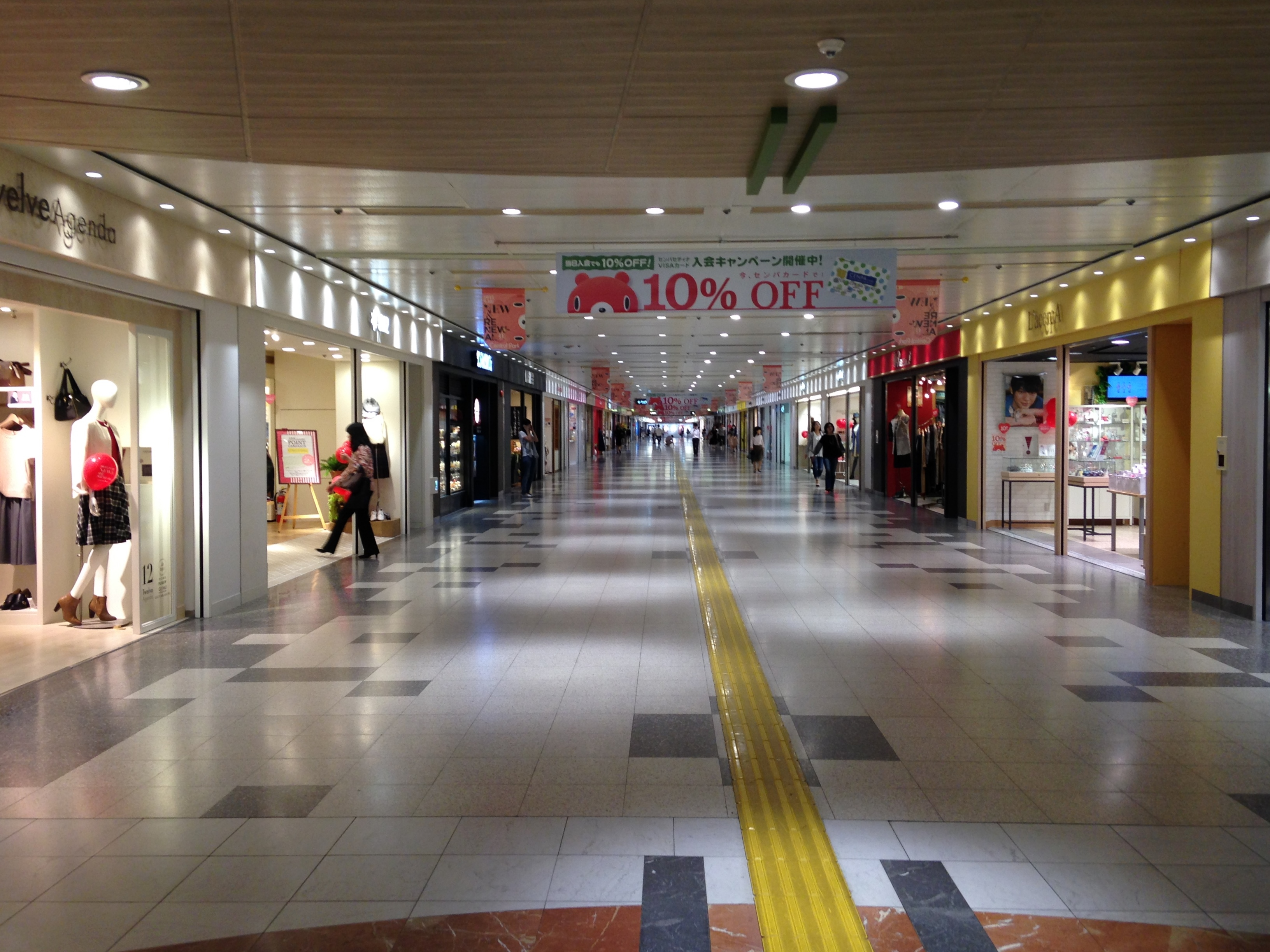
久屋大通公園の地下に広がるセントラルパーク地下街
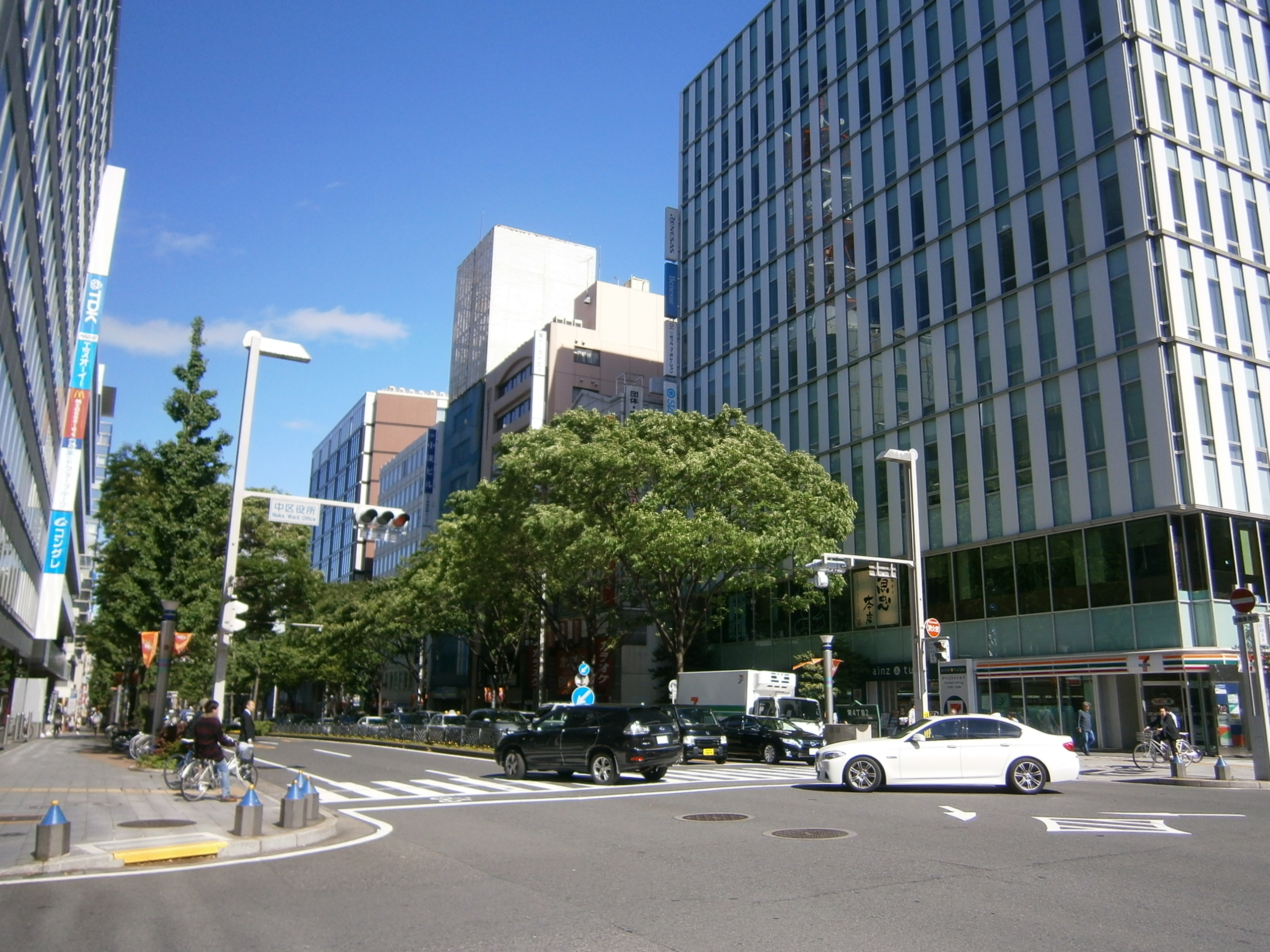
中区役所交差点
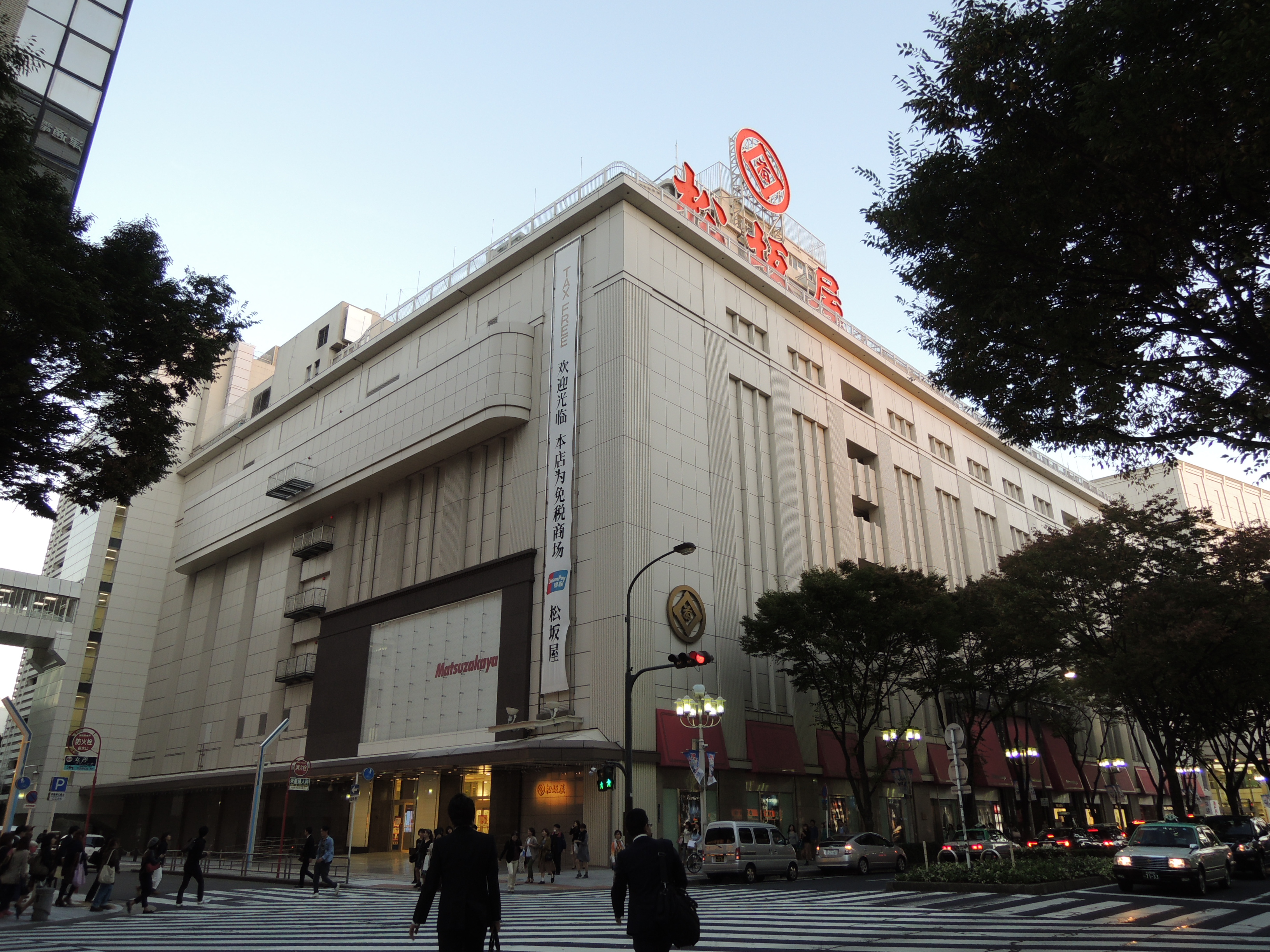
大津通から見た松坂屋本館
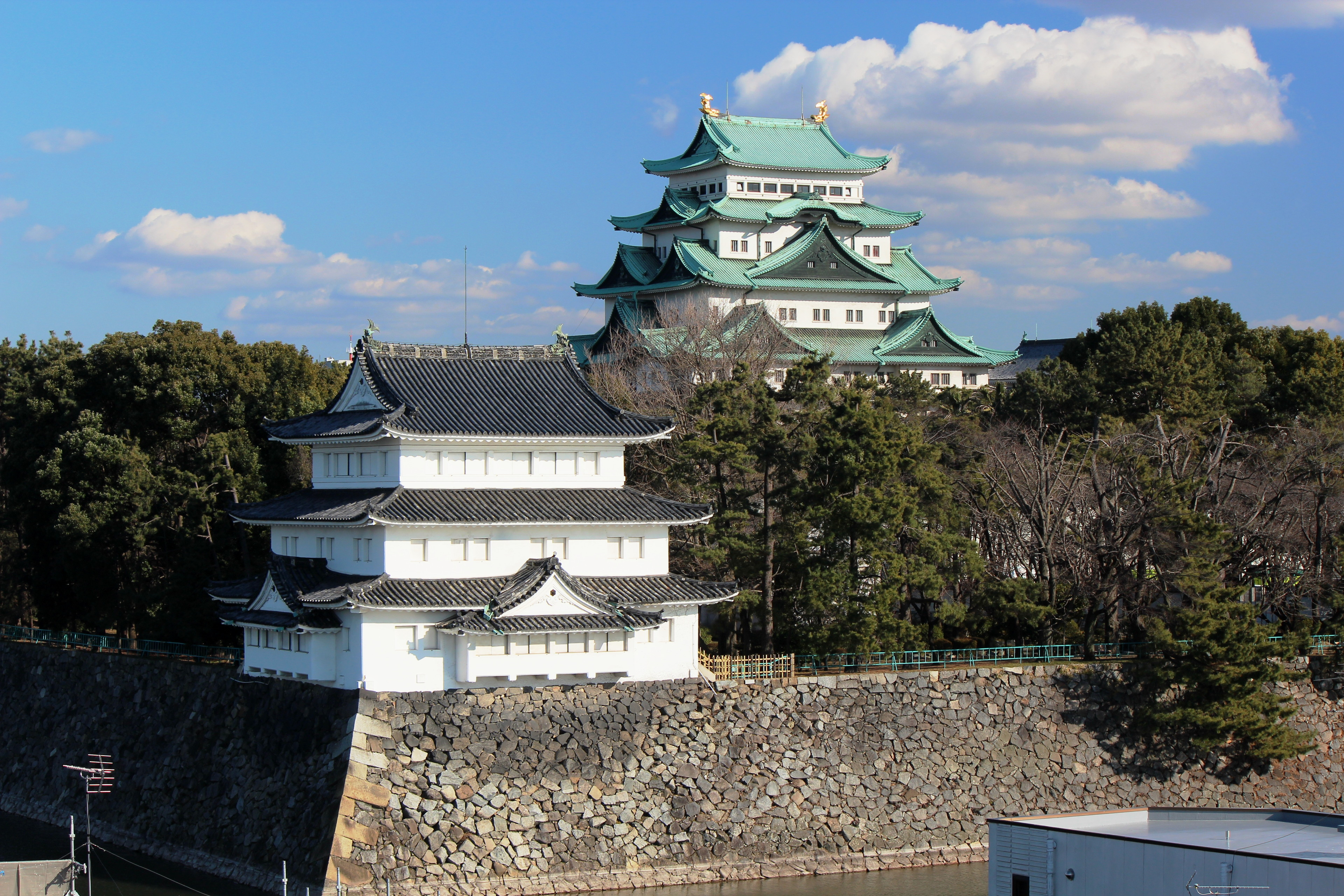
名古屋城北西櫓と天守閣

## 地理

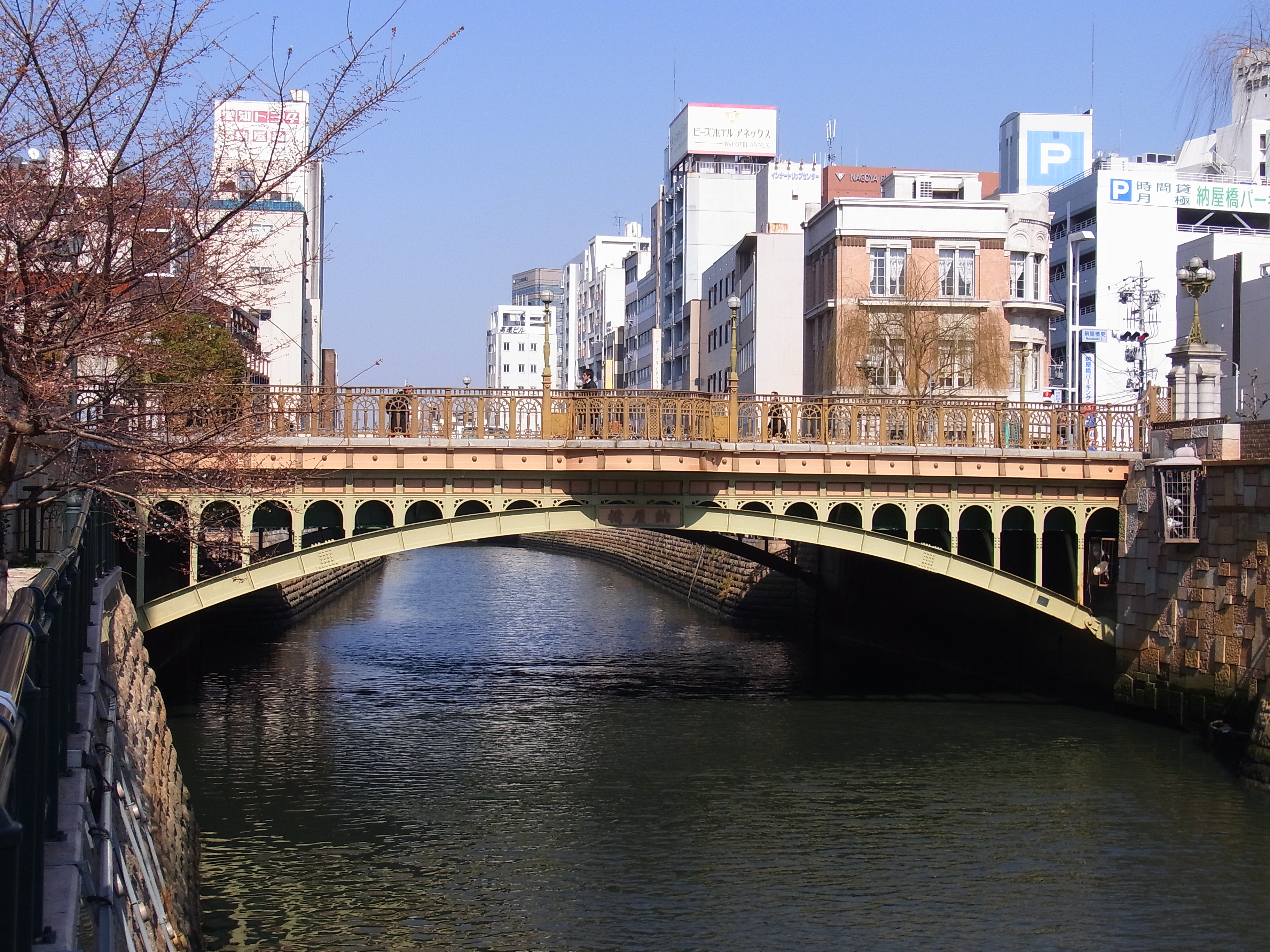
堀川に架かる納屋橋

### 地形

#### 河川
主な川
- 堀川
- 新堀川

### 地域
- 葵
- 伊勢山
- 大井町
- 大須
- 金山
- 金山町
- 上前津
- 栄
- 矢場町
- 三の丸
- 新栄
- 新栄町
- 橘
- 千代田
- 錦
- 伏見
- 二の丸
- 東桜
- 富士見町
- 古渡町
- 平和町
- 本丸
- 正木
- 松原
- 丸の内
- 門前町

### 人口
| 中区の人口の推移 \| 2000年（平成12年） \| 64,791人 \| \| \| 2005年（平成17年） \| 70,867人 \| \| \| 2010年（平成22年） \| 78,243人 \| \| \| 2015年（平成27年） \| 83,420人 \| \| \| 2020年（令和2年） \| 91,502人 \| \| |          |  |
| 総務省統計局 国勢調査より |          |  |
| 2000年（平成12年） | 64,791人 |  |
| 2005年（平成17年） | 70,867人 |  |
| 2010年（平成22年） | 78,243人 |  |
| 2015年（平成27年） | 83,420人 |  |
| 2020年（令和2年） | 91,502人 |  |

### 隣接行政区
市内では最も多くの区に隣接している。
- 千種区
- 東区
- 北区
- 西区
- 中村区
- 昭和区
- 熱田区
- 中川区

## 歴史

### 古代

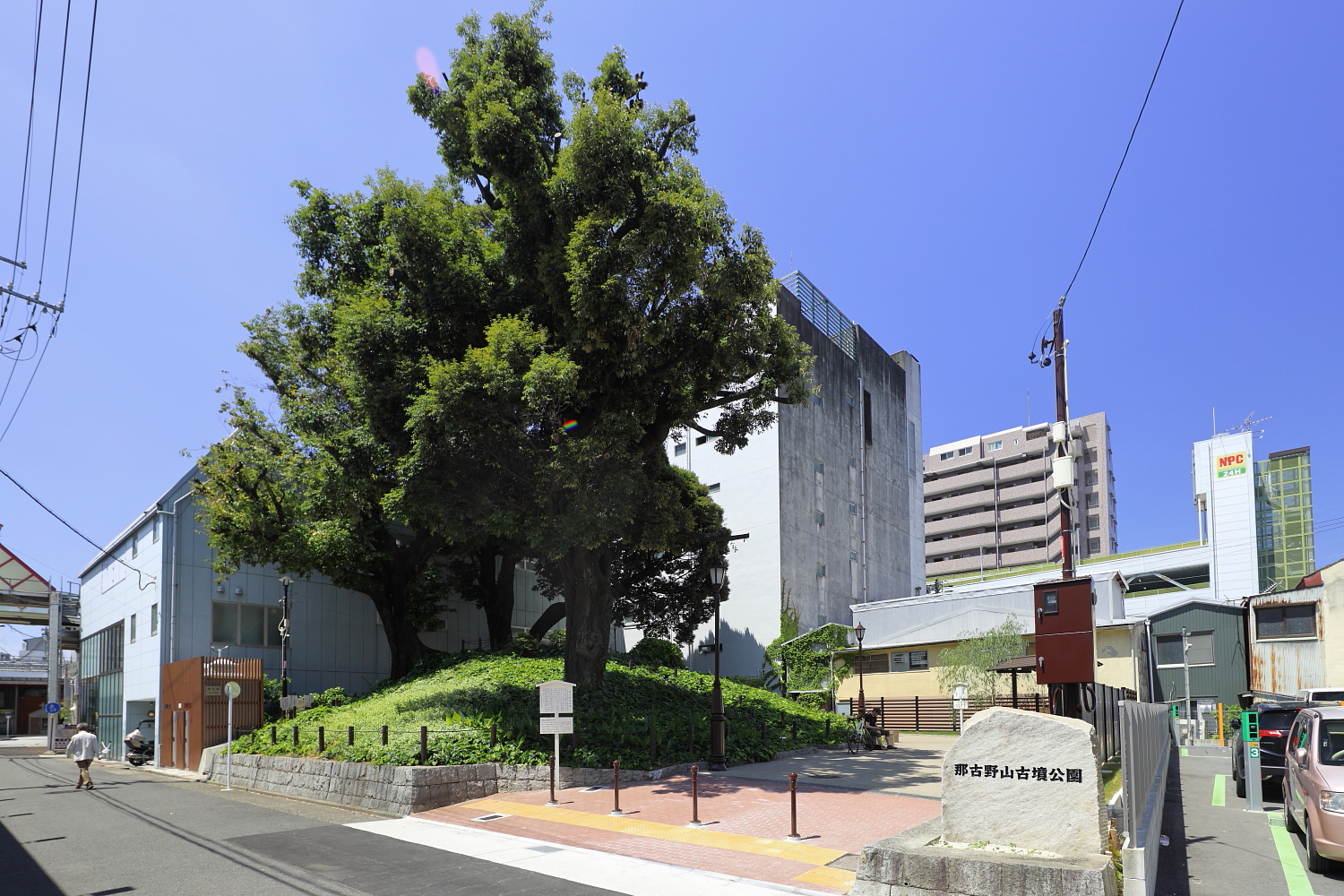
那古野山古墳

名古屋台地上に位置し、旧石器時代から古墳時代の遺跡が複数知られている。竪三蔵通遺跡（栄1丁目）、旧紫川遺跡（大須）、白川公園遺跡などでは旧石器時代の石器、縄文時代の尖頭器、弥生土器、古墳時代の須恵器など原始時代の遺物が多く出土する。名古屋城濠では弥生時代の銅鐸が出土している。
近世以降の開発で多くが失われたが、古墳も複数存在した。特に大須二子山古墳をはじめとする大須古墳群は5世紀成立と推定され、現在では那古野山古墳、日出神社古墳、浅間神社古墳などが一部残っている。
奈良時代以降の律令制下では、尾張国愛知郡に属した。現在の中区中部から北部の地域は、愛知郡日部郷であったと推定されている。平城京から出土した木簡に「尾張国愛智郡草部郷日置里」と書かれており、「日置里」は近世まで日置村と呼ばれていた日置神社周辺のことと考えられる。旅篭町遺跡（松原1丁目から2丁目）や名古屋城三の丸遺跡などでは奈良時代の集落跡が見つかっており、律令制下の日部郷に関連する可能性がある。一方、中区南部の正木、古渡町、平和付近は、律令制下の愛知郡大宅郷（太毛郷）に比定されている。大宅は「大家」とも書かれ、この付近には正木町遺跡をはじめとした古代集落遺跡が集中することから愛知郡の郡衙が置かれた地と推定されている。正木には、7世紀成立と推定される古刹願興寺跡があり発掘調査が行われている。東海道の駅家である新溝駅もこの付近にあったとする説が有力視されている。
区内には古社も複数ある。日置神社は平安中期成立の『延喜式神名帳』に記載のある神社（式内社）である。若宮八幡社は8世紀初頭に現在の名古屋城付近で創建されたという伝がある神社で、『延喜式神名帳』の「孫若御子神社」に比定する説がある。泥江縣神社は平安末期成立の『尾張国内神名帳』に「泥江縣天神」として記録がある神社で、9世紀成立とされる。

### 中世
律令制が衰退する11世紀以降は「愛知郡日部郷」という郷名は史料上から消え、代わって荘園や公領が成立した。平安末期には現在の名古屋城周辺に「那古野荘」と呼ばれる荘園が成立していたことが知られている。鎌倉期成立の『那古野荘領家職相伝系図』（東洋文庫）に「建春門院法花堂領尾張国那古野庄」とあるのが古く、この記述が「なごや」という地名の文献上の初出でもある。他に「尾張国那古野荘安養寺」「尾州愛智郡那古屋庄亀岳山万松寺」と書かれた史料がある。
一方、大宅郷や市部郷など中区南部に比定されている地名が鎌倉期の史料に見え、公領や神領も存在したらしい。市部郷は正確な比定地は不明だが、近世まで「市部堤」という堤があった尾頭橋周辺を指しているとするのが有力である。『熱田宮領新別納郷等注文案』に「市部郷二十丁七反」とあり鎌倉後期には熱田神宮領があったようだが、後に山城等持院領となったという。大宅郷は律令制下の愛知郡大宅郷を継承したものとみられ、14世紀の『阿闍梨頼意証文』に「愛知郡東條大宅郷...古渡河」とあるので中区南部にあった郷とみられる。
戦国期にには今川氏が那古野城を築き、中区北部を治めた。この城は16世紀後半に一旦廃城となるが、後に名古屋城として再建される。中区南部には織田信秀により古渡城が築城され、織田信長はこの地で元服したという伝がある。

### 近世

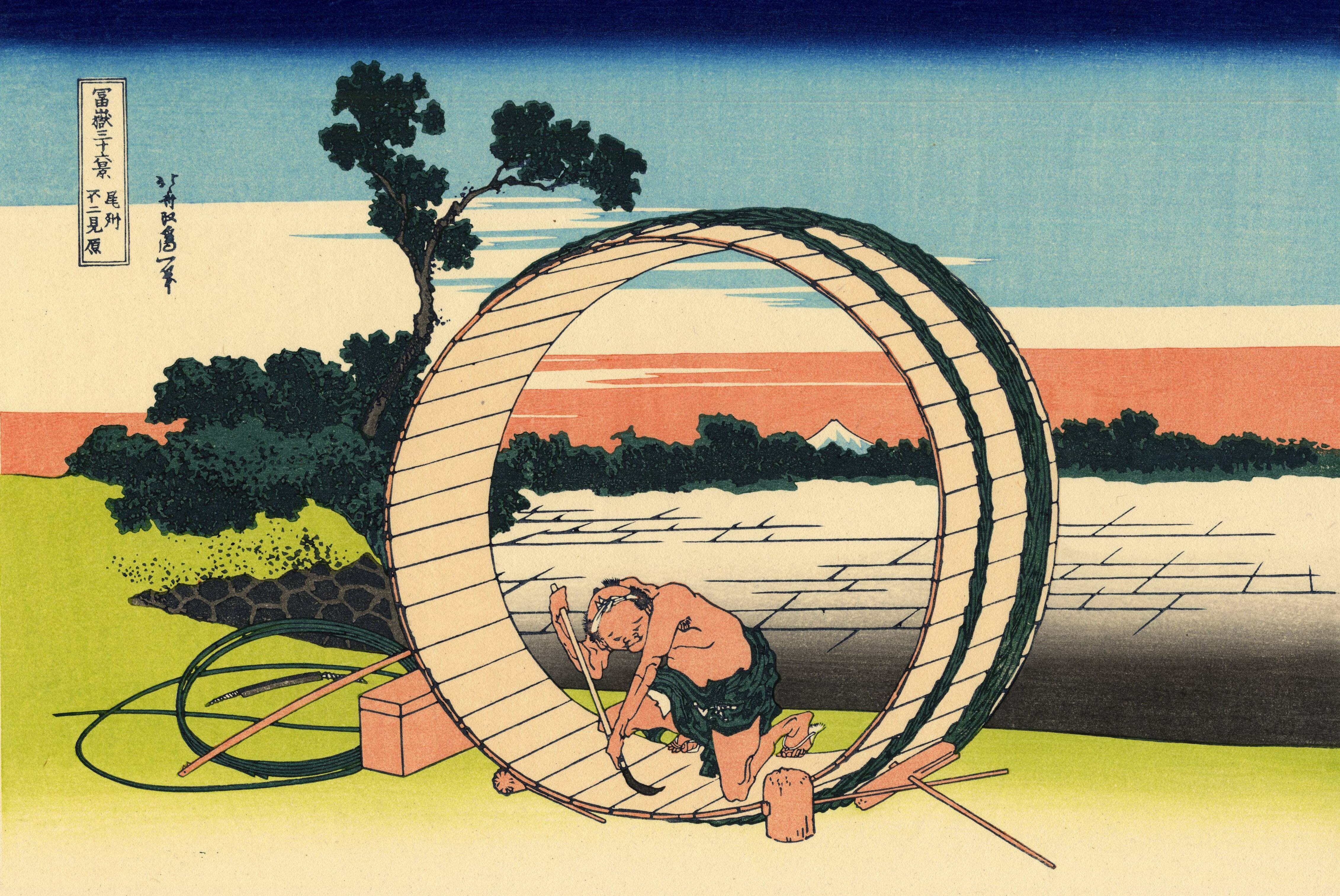
葛飾北斎「富嶽三十六景」尾州不二見原、描かれている場所は名古屋市中区の富士見原もしくは伏見町。

前述の那古野城は16世紀に廃絶した後は荒廃し、周辺は葦が深く茂り、鶏や雉が多くいたという。しかし1610年（慶長10年）、徳川家康がこの地に目をつけ名古屋城を建設し、城南側に広大な城下町を築いた（清洲越し）。もともと那古屋村、広井村、前津小林村、日置村、古渡村などであった地の一部が名古屋城下へと編入・開発されていき、堀川も開削された。

### 近代

#### 明治時代
- 1878年（明治11年）郡区町村編制法による新行政区名古屋区ができる
- 1889年（明治22年）名古屋区が名古屋市となる(人口157,496人)
- 1891年（明治24年）濃尾大震災
- 1898年（明治31年）(笹島―県庁前)間に市内電車開通
  - 市内電話通話開始(加入者200名)
- 1907年（明治40年）都市ガス供給開始(本町―古渡間)
  - 名古屋港開港
- 1908年（明治41年）中区設置4区制(中区、東区、西区、南区)
  - 中区役所を万松寺境内に置く
- 1909年（明治42年）鶴舞公園(当時中区鶴舞町)開園
- 1910年（明治43年）精進川改修工事完成
  - 第10回関西府県連合共進会を鶴舞公園で開催
- 1911年（明治44年）精進川を新堀川と改称

#### 大正時代
- 1913年（大正2年）納屋橋架け替え工事完成
- 1914年（大正3年）中区役所庁舎完成(西川端町3-42 現千代田一丁目)

  - 名古屋市上水道完工・給水開始
- 1918年（大正7年）名古屋でも米騒動起こる
- 1920年（大正9年）第1回国勢調査(市世帯数92,461、人口429,997人、中区世帯数37,748、人口174,141人)
- 1921年（大正10年）隣接16カ町村を本市に編入
- 1922年（大正11年）電車の市営開始
- 1925年（大正14年）NHK名古屋放送(JOCK)ラジオ放送開始

### 近現代

#### 昭和(戦前)
- 1928年（昭和3年）御大典奉祝名古屋博覧会が鶴舞公園にて開催
- 1930年（昭和5年）市営バス営業開始
  - 名古屋城を名古屋市へ御下賜
- 1933年（昭和8年）市役所現庁舎完成(三の丸三丁目)
- 1934年（昭和9年）中区役所現庁舎現在地に移転(新栄町1-6 現栄四丁目)
- 1936年（昭和11年）桜通(名古屋駅前―東桜町間)完成
- 1937年（昭和12年）名古屋汎太平洋平和博覧会開催

  - 10区制施行により中区の区域変更
- 1941年（昭和16年）太平洋戦争始まる
- 1942年（昭和17年）初空襲市内6ヵ所に焼夷弾落下
- 1944年（昭和19年）13区制実施により、栄区を新設
  - 中区役所 中区大池町に移転
  - 中保健所開所(下前津町)
- 1945年（昭和20年）名古屋城天守閣、本丸御殿等空襲により焼失
  - 太平洋戦争終結
  - 中区役所および栄区役所を栄区新栄町1丁目7番地に移転[4]
  - 栄区を中区に合併[5]（12区に減区）

#### 昭和(戦後)
- 1951年（昭和26年）日本初の民間放送局中部日本放送(CBC)ラジオ放送開始
- 1954年（昭和29年）日本初となるテレビ塔完工
- 1955年（昭和30年）第1回名古屋まつり開催
- 1956年（昭和31年）名古屋市政令指定都市になる
- 1957年（昭和32年）地下鉄(名古屋―栄町間)開通
- 1958年（昭和33年）錦通開通
  - 中区役所新庁舎完成(栄四丁目1-11)
  - 区制50周年
- 1959年（昭和34年）伊勢湾台風名古屋地方を襲う
  - 名古屋城再建
- 1962年（昭和37年）市教育館開館
  - 市科学館開館
- 1964年（昭和39年）東海道新幹線営業開始

  - 名古屋都市計画第1号・栄公園完成
- 1966年（昭和41年）新住居表示実施(丸の内、錦、栄)
  - 市役所西庁舎完成
- 1968年（昭和43年）区政協力委員制度発足
- 1969年（昭和44年）名古屋市人口200万人突破
  - 「サカエチカ」オープン
- 1971年（昭和46年）前津福祉会館・児童館開館
- 1972年（昭和47年）市民会館開館
- 1974年（昭和49年）市電全廃
- 1977年（昭和52年）名古屋市基本構想議決
- 1978年（昭和53年）中区制70周年
  - 婦人会館開館
  - 大井プール開所
- 1980年（昭和55年）市基本計画を策定・公表
- 1981年（昭和56年）納屋橋改築完成
- 1982年（昭和57年）中文化センター開館
  - 基幹バス(ミッキー)運行開始
  - セントラルブリッジ(久屋大通公園)開通
  - 中社会教育センター開館
- 1983年（昭和58年）エンゼルブリッジ(久屋大通公園)開通
- 1984年（昭和59年）名古屋城博開催
- 1985年（昭和60年）高速2号線(東新町―高辻間)、高速分岐3号線(鶴舞南―東別院間)開通
  - 市役所東庁舎完成
- 1986年（昭和61年）若宮大通調節池完成
- 1987年（昭和62年）中区の区章の制定・区の木・区の花選定
- 1988年（昭和63年）中区制80周年
  - 白川公園に市美術館開館
  - 市新基本計画策定・公表

### 現代

#### 平成
- 1989年（平成元年）市会で「デザイン都市宣言」決議
  - 金山総合駅オープン
  - 世界デザイン博覧会開催
  - 市制百周年
- 1990年（平成2年）第1回中区区民まつり(中区なかよしまつり)実施
- 1991年（平成3年）名古屋都市センター発足
  - 中区役所朝日生命共同ビル業務開始
- 1992年（平成4年）市総合体育館開館
- 1993年（平成5年）市リサイクル推進センターの開設
- 1994年（平成6年）「わかしゃち国体」を開催
- 1995年（平成7年）伏見ライフプラザを開設
- 1996年（平成8年）平成8年8月8日を「まるはちの日」として市内各所で記念イベントの開催を決定
  - ナディアパーク完成
- 1997年（平成9年）名古屋能楽堂開館
- 1998年（平成10年）ランの館開館
- 1999年（平成11年）ごみ非常事態宣言
  - 金山南ビル・名古屋ボストン美術館開館
  - にっぽんど真ん中祭りを開催
- 2000年（平成12年）	介護保険制度開始
  - 東海豪雨 東海地方に集中豪雨 全市に甚大な被害
  - 名古屋市新世紀計画2010公表
- 2001年（平成13年）中スポーツセンター開館
- 2002年（平成14年）名古屋市が東海大地震にかかる地震防災対策強化地域に指定
  - オアシス21オープン
- 2003年（平成15年）市男女平等参画推進センター(つながれっとNAGOYA)オープン
- 2004年（平成16年）「あおなみ線」開業(名古屋駅―金城ふ頭)
  - 「安心・安全で快適なまちづくり条例」施行
- 2005年（平成17年）「新世紀・名古屋城博」開催
  - 金山総合駅北にアスナル金山オープン
- 2007年（平成19年）市が「生物多様性条約第10回締約国会議(COP10)」国内開催地に決定
- 2008年（平成20年）中区制100周年
  - 区政運営方針策定(以降毎年度策定）
  - 大井プール閉鎖
- 2010年（平成22年）名古屋開府400年
  - 生物多様性条約第10回締約国会議(COP10)開催
  - 栄市税事務所、金山市税事務所開設
- 2011年（平成23年）名古屋市科学館リニューアルオープン
- 2012年（平成24年）第1回中区安心・安全・快適なまちづくり大会開催
- 2013年（平成25年）中保健所が中区役所内に移転
  - 名古屋都市高速道路全面開通
- 2014年（平成26年）ランの館閉館
  - 久屋大通庭園フラリエ開館
  - 名古屋市生涯学習推進センター閉館
  - イーブルなごや（男女平等参画推進センター・女性会館）開館
  - なごや人権啓発センターソレイユプラザなごや開館
  - 持続可能な開発のための教育(ESD)に関するユネスコ世界会議開催
- 2016年（平成28年）中区区民会議がスタート
- 2017年（平成29年）中区広報大使を設置
- 2018年（平成30年）金シャチ横丁オープン
  - 中区制110周年
  - 中保健所を中保健センターに名称変更
  - 御園座リニューアルオープン

## 官公庁・施設

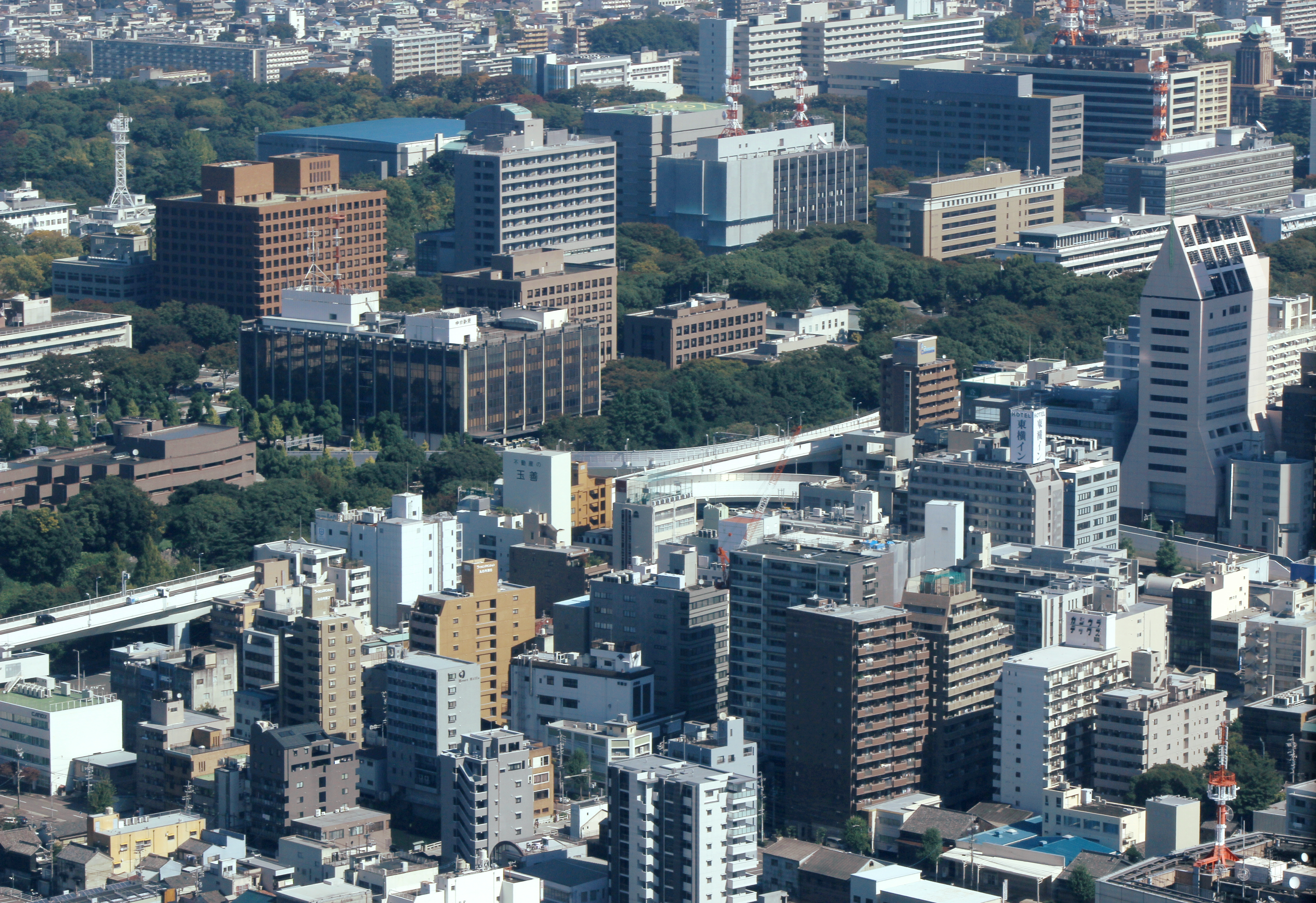
中部地方の政治中心地である三の丸官庁街

中部地方･東海地方を所管する中央省庁の出先機関（地方支分部局）が中区三の丸界隈に多く置かれている。

### 国家機関

#### 人事院
- 中部事務局

#### 内閣府
- 公正取引委員会 中部事務所

警察庁
- 中部管区警察局

#### 環境省
- 中部地方環境事務所

#### 経済産業省
- 中部経済産業局
- 中部近畿産業保安監督部
- 製品評価技術基盤機構 中部支所

#### 厚生労働省
- 東海北陸厚生局
  - 指導総括管理官
  - 社会保険審査官
- 愛知労働局

#### 特殊法人
日本年金機構
- 日本年金機構中部ブロック本部

#### 国土交通省
- 中部地方整備局
- 中部運輸局
- 国土地理院 中部地方測量部
- 水資源機構 名古屋支社
- 自動車事故対策機構 名古屋主管支局

#### 財務省
- 東海財務局

国税庁
- 名古屋国税局、名古屋中税務署

#### 総務省
- 中部管区行政評価局

#### 農林水産省
- 東海農政局
  - 農林水産消費安全技術センター
  - 土木改良技術事務所

#### 防衛省
- 近畿中部防衛局東海防衛支局

#### 法務省
- 名古屋法務局
- 中部地方更生保護委員会
- 名古屋保護観察所

公安調査庁
- 中部公安調査局

検察庁
- 名古屋高等検察庁
  - 名古屋地方検察庁
  - 名古屋区検察庁
  - 名古屋特別捜査部

#### 司法機関
裁判所
- 名古屋高等裁判所
  - 名古屋地方裁判所
  - 名古屋家庭裁判所
  - 名古屋簡易裁判所

司法組織
- 中部弁護士会連合会
- 愛知県弁護士会

### 施設

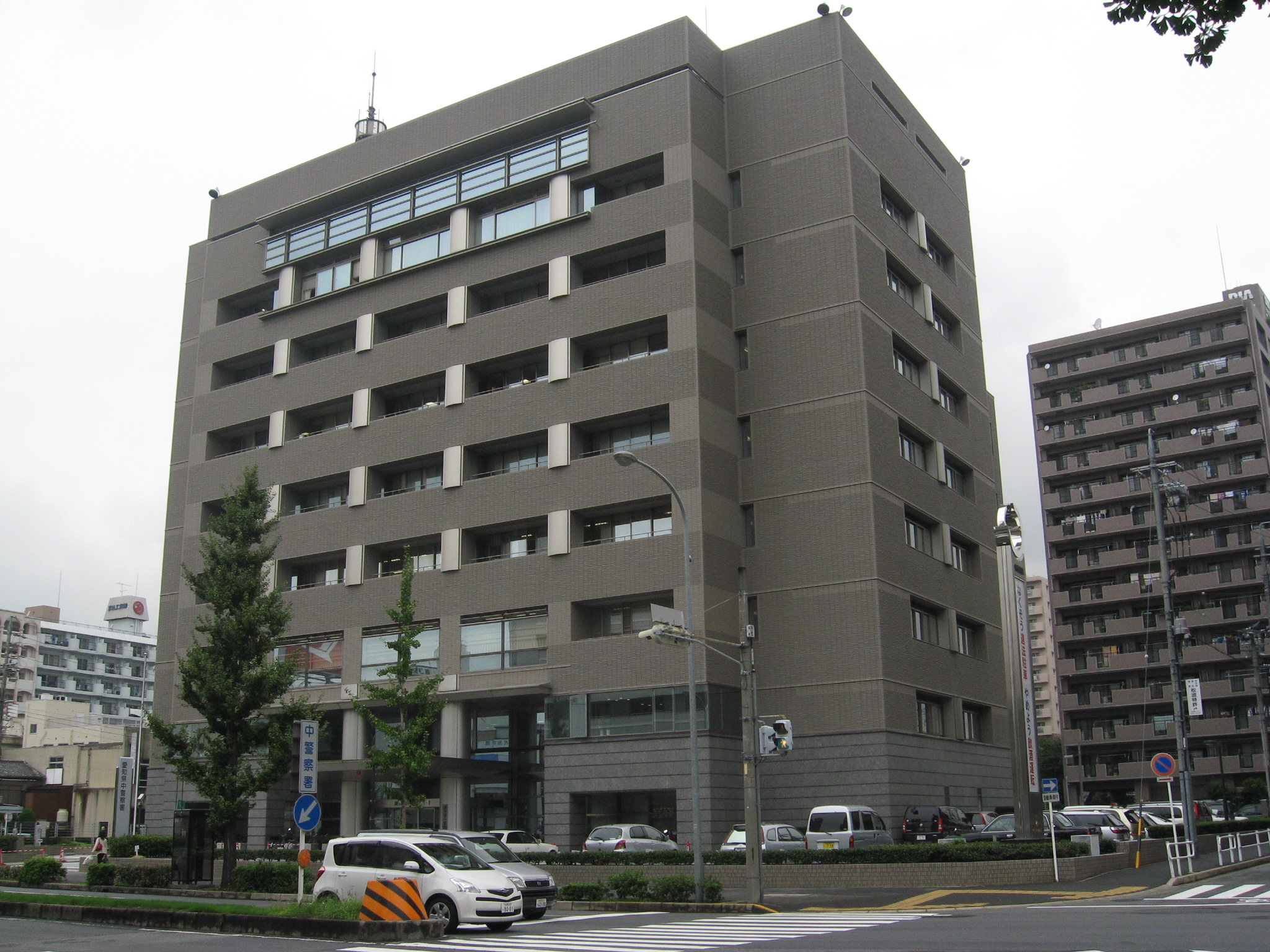
愛知県中警察署

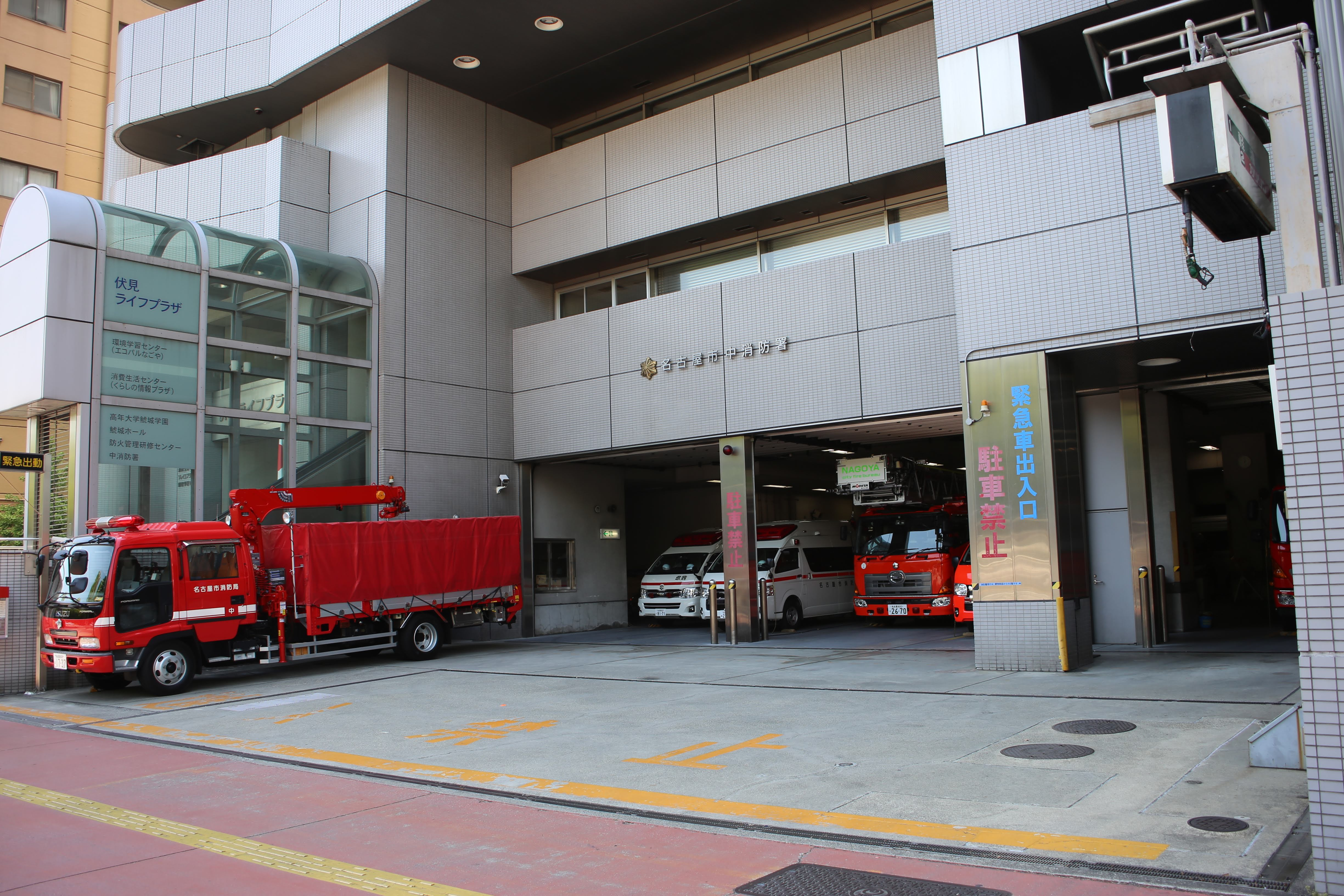
名古屋市中消防署

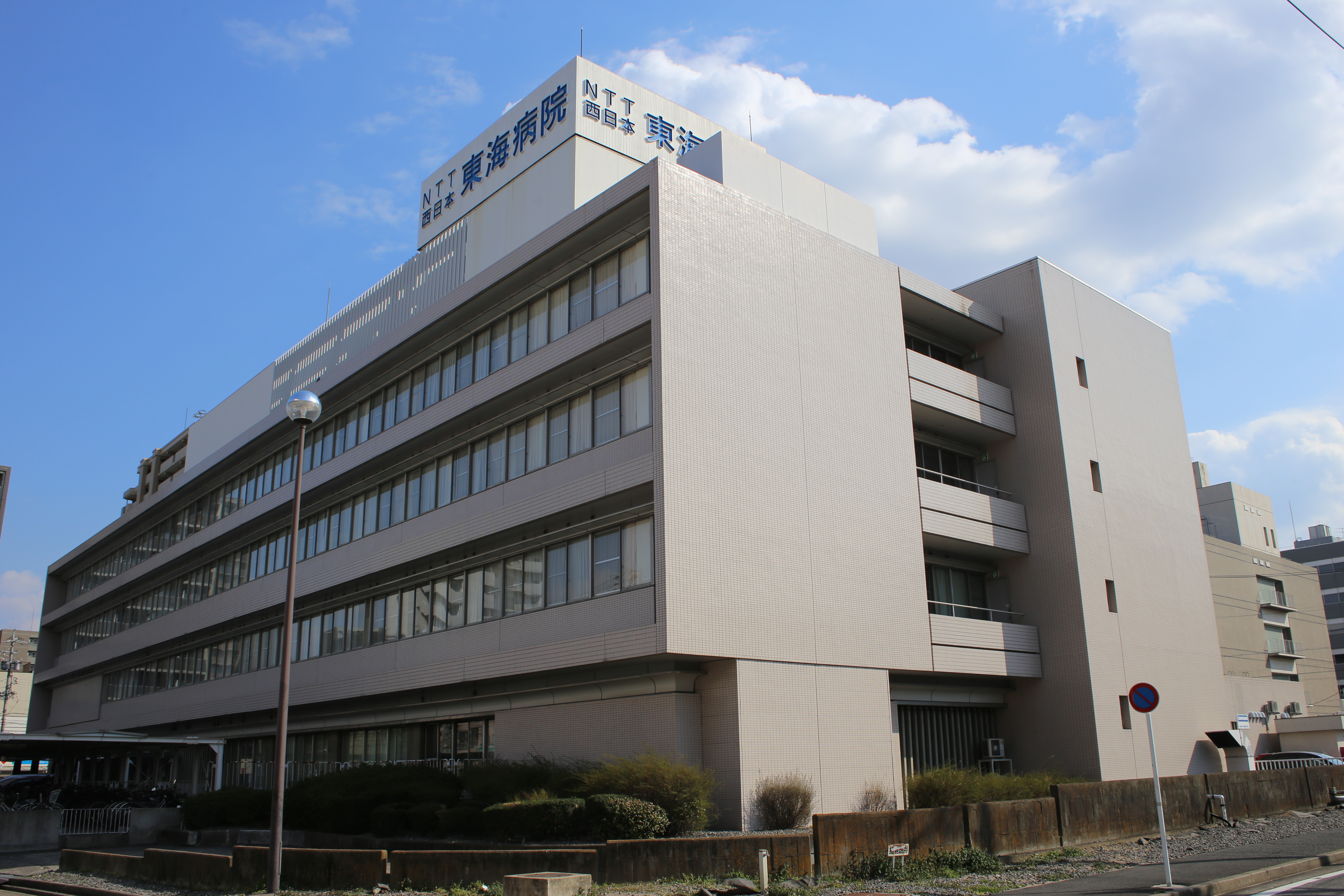
NTT西日本東海病院

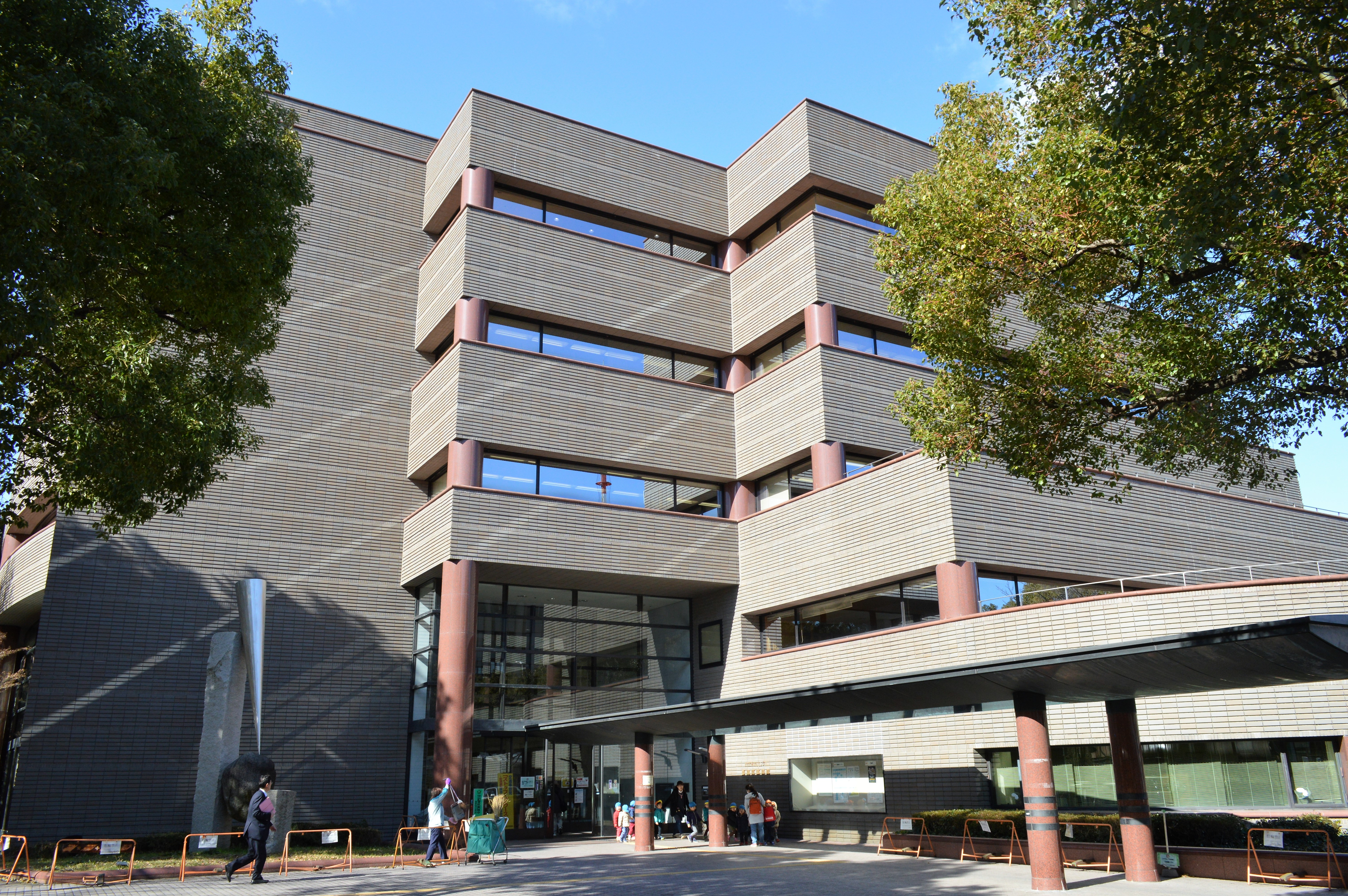
愛知県図書館

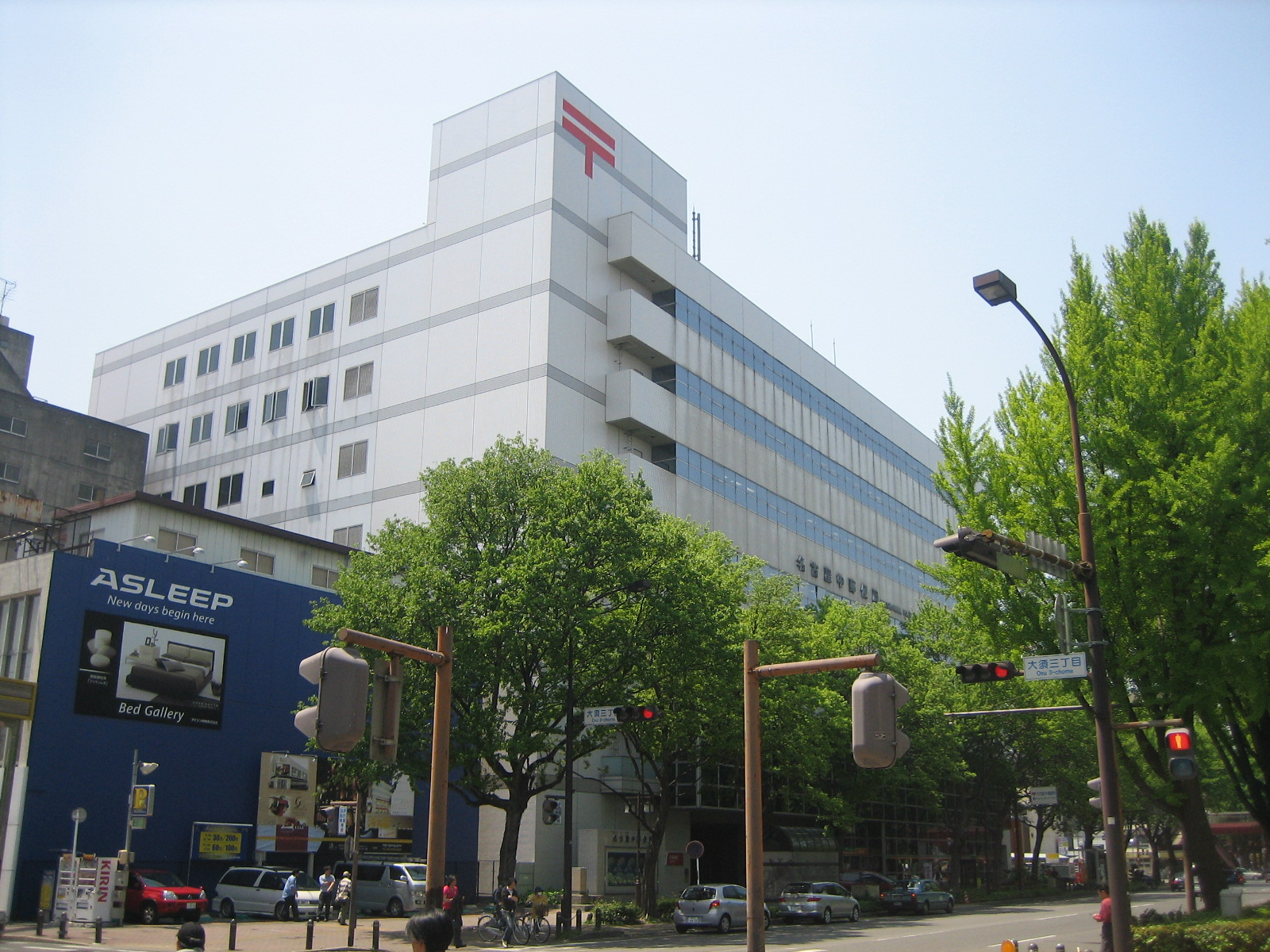
名古屋中郵便局

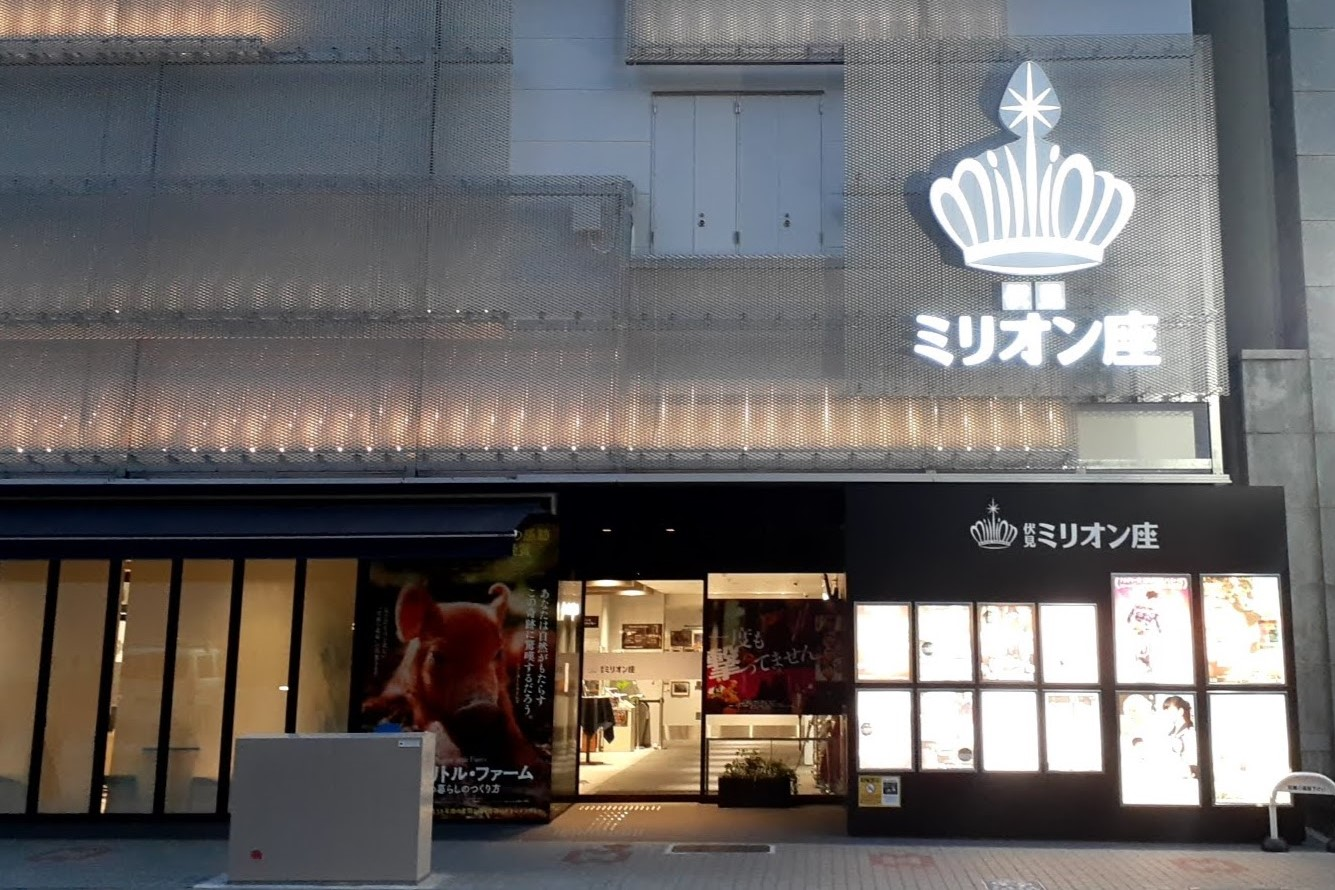
伏見ミリオン座

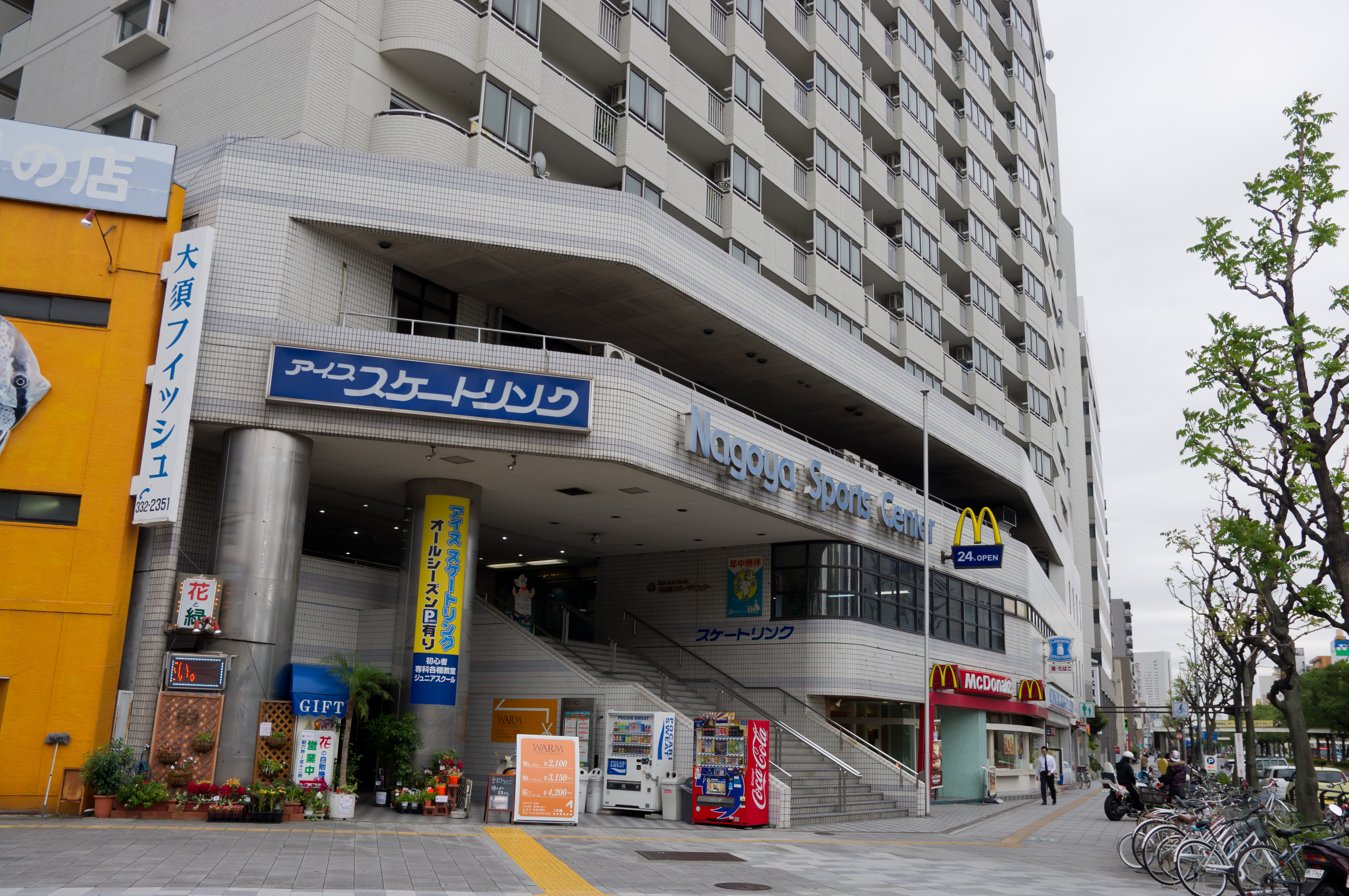
名古屋スポーツセンター本部

#### 警察
本部
- 愛知県警察本部

警察署
- 愛知県中警察署

交番
- 大津橋交番（丸の内三丁目）
- 南久屋交番（新栄町2丁目）
- 池田交番（栄四丁目）
- 新栄交番（新栄三丁目）
- 公園前交番（千代田五丁目）
- 大須交番（大須二丁目）
- 広小路交番（栄一丁目）
- 栄交番（錦三丁目）
- 矢場交番（栄三丁目）
- 松元交番（千代田一丁目）
- 橘交番（富士見町）
- 金山駅前交番（金山1丁目）

#### 消防
本部
- 名古屋市消防局

消防署
- 名古屋市中消防署
- 名古屋市橘消防署

出張所
- 老松（中区新栄1-46-12）
- 橘（中区橘1-22-15）

#### 医療・福祉
主な病院
- 愛知三の丸クリニック
- NTT西日本東海病院（現・重工大須病院）
- 国立病院機構名古屋医療センター
- 中日病院
- 名城病院

#### 郵便局
主な郵便局
- 名古屋中郵便局
  - ゆうちょ銀行名古屋支店
- 名古屋栄郵便局
- 名古屋錦郵便局
- 名古屋丸の内郵便局
- 名古屋丸の内三郵便局
- 名古屋橘郵便局
- 名古屋大須郵便局
- 名古屋栄一郵便局
- 名古屋大津町郵便局
- 名古屋正木郵便局
- 名古屋千郷郵便局
- 名古屋東新町郵便局
- 名古屋平和郵便局
- 名古屋中日ビル内郵便局
- 名古屋東陽町郵便局
- 名古屋新栄郵便局
- 名古屋市役所内郵便局
- 名古屋流町郵便局
- 名古屋上前津郵便局
- 名古屋南大津町郵便局
- 名古屋白山郵便局
- 名古屋七本松郵便局
- 名古屋米浜郵便局
- ループ金山郵便局

#### 文化施設
図書館
- 愛知県図書館
- 名古屋都市センターまちづくりライブラリー
- 御園座演劇図書館

劇場・ホール
- 大須演芸場
- センチュリーシネマ
- DIAMOND HALL
- 中日劇場
- 電気文化会館
- 名古屋市民会館
- 名古屋能楽堂
- 七ツ寺共同スタジオ
- 伏見ミリオン座
- 御園座
- 三井住友海上しらかわホール
- 宗次ホール

生涯学習施設
- 愛知県公文書館
- 愛知県産業貿易館
- 愛知・名古屋 戦争に関する資料館
- 印章歴史館
- 切支丹遺跡博物館
- 市営交通資料センター
- でんきの科学館
- 名古屋市科学館
- 名古屋市短歌会館
- 名古屋市美術館
- 名古屋ボストン美術館（2018年閉館）
- 歯の博物館
- 松坂屋美術館

### 運動施設
主なスポーツ施設
- 愛知県体育館
- 中スポーツセンター
- 名古屋スポーツセンター

## 対外関係

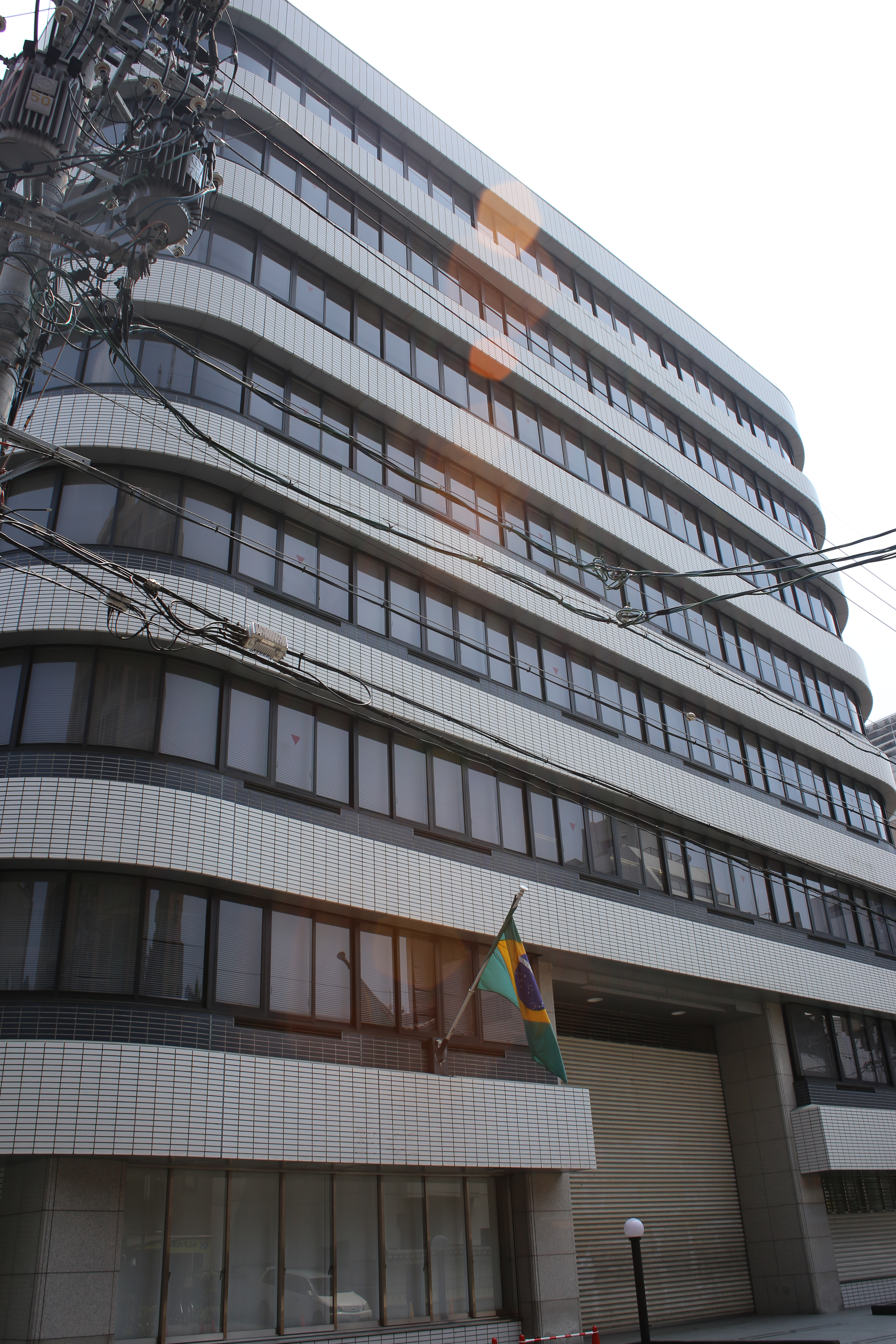
在名古屋ブラジル連邦共和国総領事館

### 国際機関

#### 国際連合機関
- 愛知県図書館（国際連合寄託図書館）（2010年度をもって指定解除）

#### 領事館
総領事館
- 在名古屋トルコ共和国総領事館
- 在名古屋フィリピン共和国総領事館
- 在名古屋ブラジル連邦共和国総領事館
- 在名古屋ペルー共和国総領事館

領事館
- 在名古屋カナダ領事館

名誉総領事館
- 在名古屋シンガポール共和国名誉総領事館
- 在名古屋タイ王国名誉総領事館

名誉領事館
- 在名古屋エチオピア連邦民主共和国名誉領事館
- 在名古屋オランダ王国名誉領事館
- 在名古屋コロンビア共和国名誉領事館

## 経済
| 名古屋証券取引所 |  | 名古屋商工会議所 |
| 名古屋証券取引所 |  | 名古屋商工会議所 |

名古屋市や愛知県、中部地方の経済の中枢機能が集積していることもあり、多くの企業が本社を構えている。
区内に日本三大証券取引所の一角である名古屋証券取引所や名古屋商工会議所などの金融商品取引所や経済団体などが存在する。
また、中日本最大の繁華街である栄を中心に商業などの第三次産業が発展している。

### 第三次産業

#### 商業
百貨店
- 松坂屋名古屋本店
- 三越名古屋栄店（オリエンタルビル）

- 松坂屋名古屋店 南館
- 丸栄本店（閉店）
- スカイル
- 三越名古屋栄店

主な商業施設
- アスナル金山
- オアシス21
- 大須301ビル
- コメ兵
- サンシャイン栄
- テラッセ納屋橋
- ドンキホーテ名古屋栄
- 名古屋 ZERO GATE
- 名古屋PARCO
- ナディアパーク
- 万松寺ビル

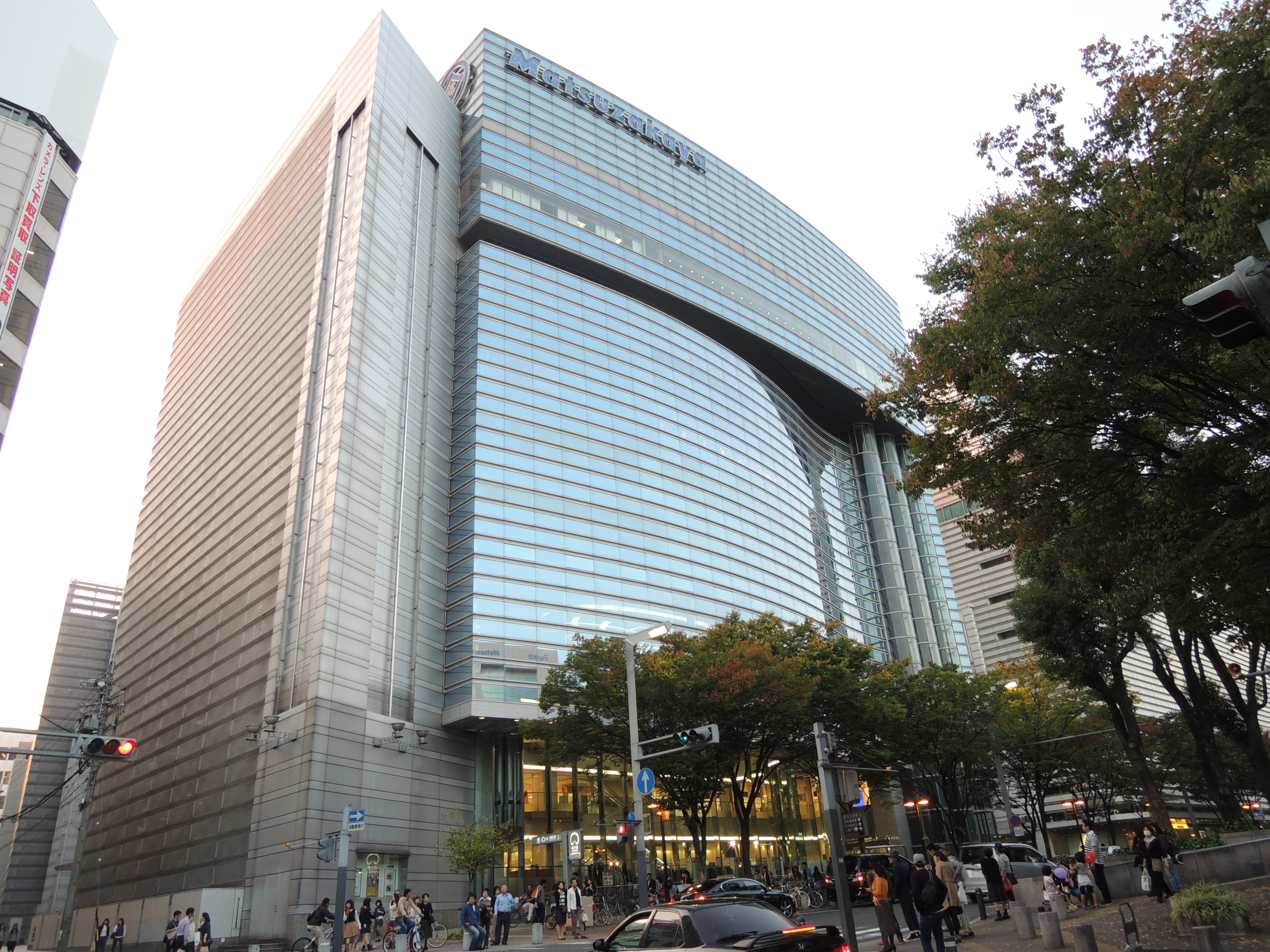
ヨドバシカメラ名古屋松坂屋
- ラシック
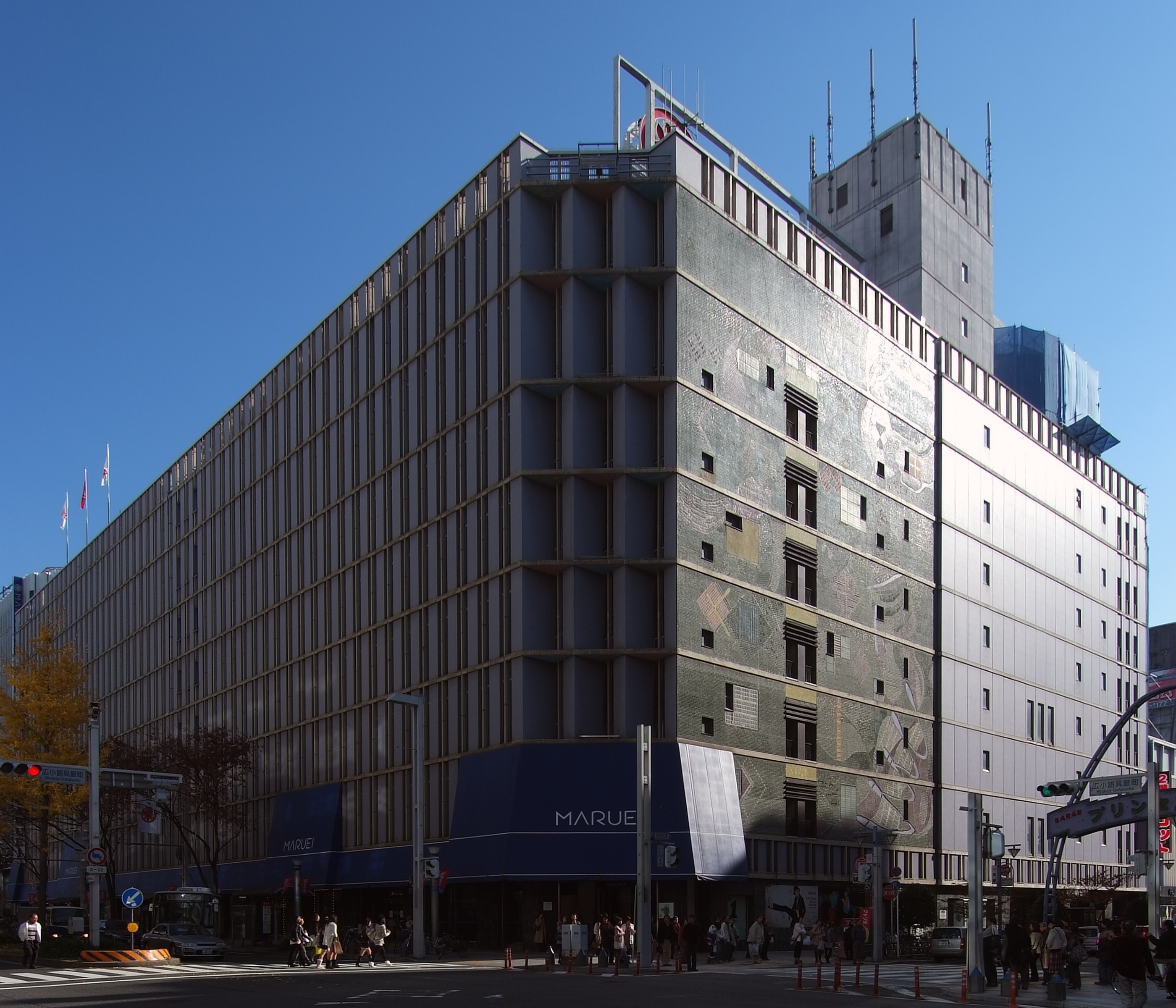
Maruei Galleria（旧丸栄跡地に建設された商業施設）
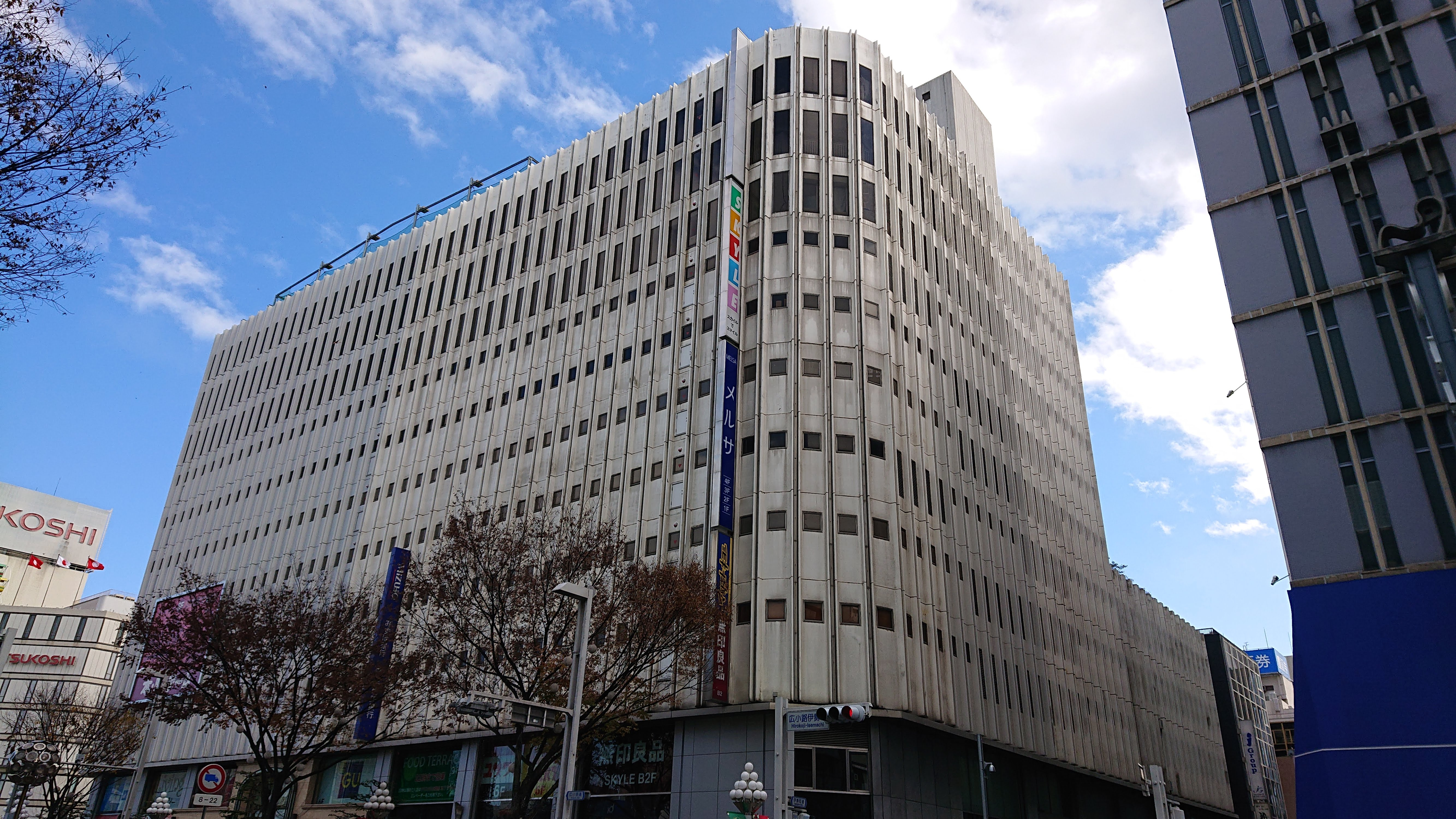
スカイル
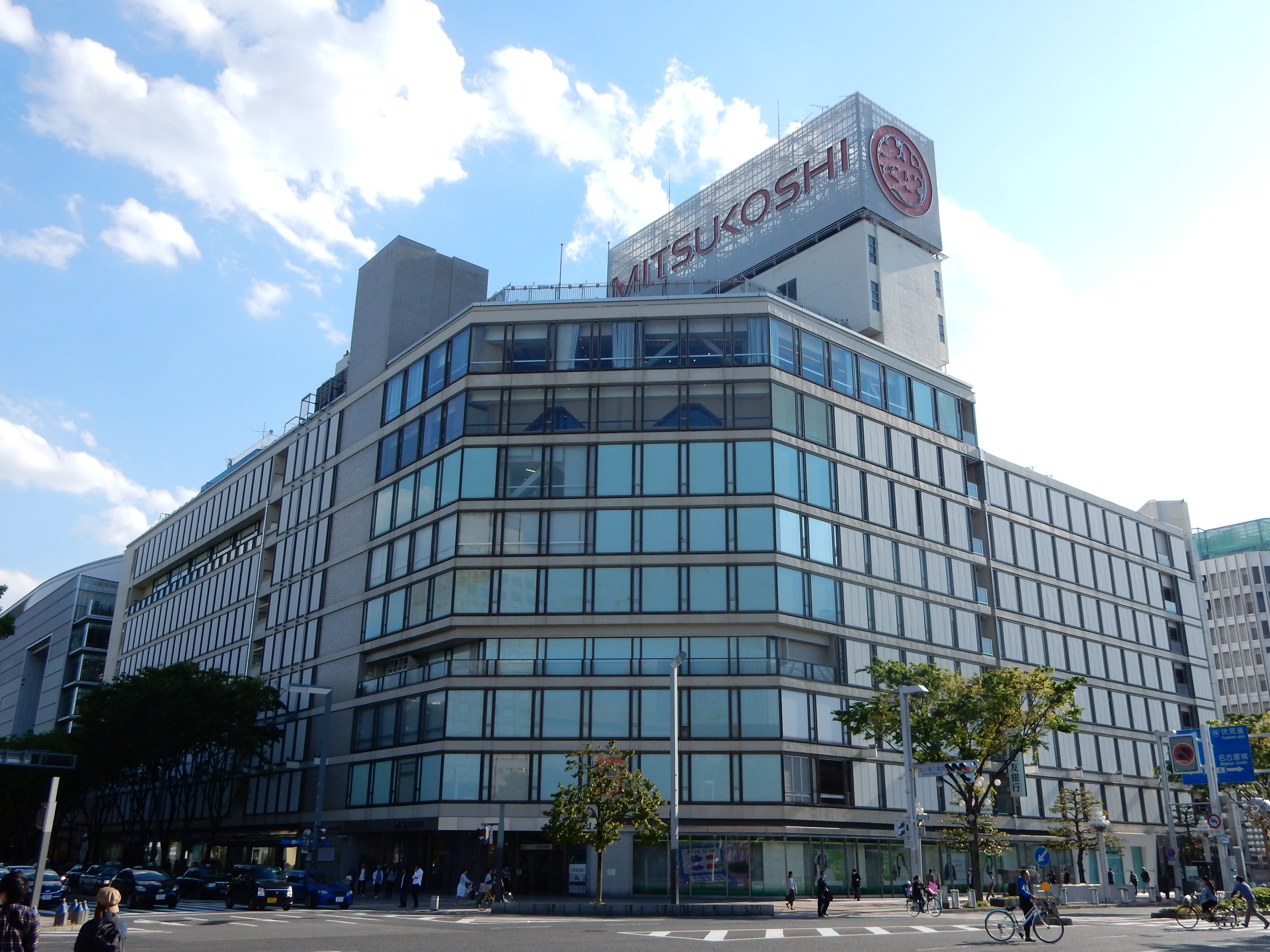
三越名古屋栄店

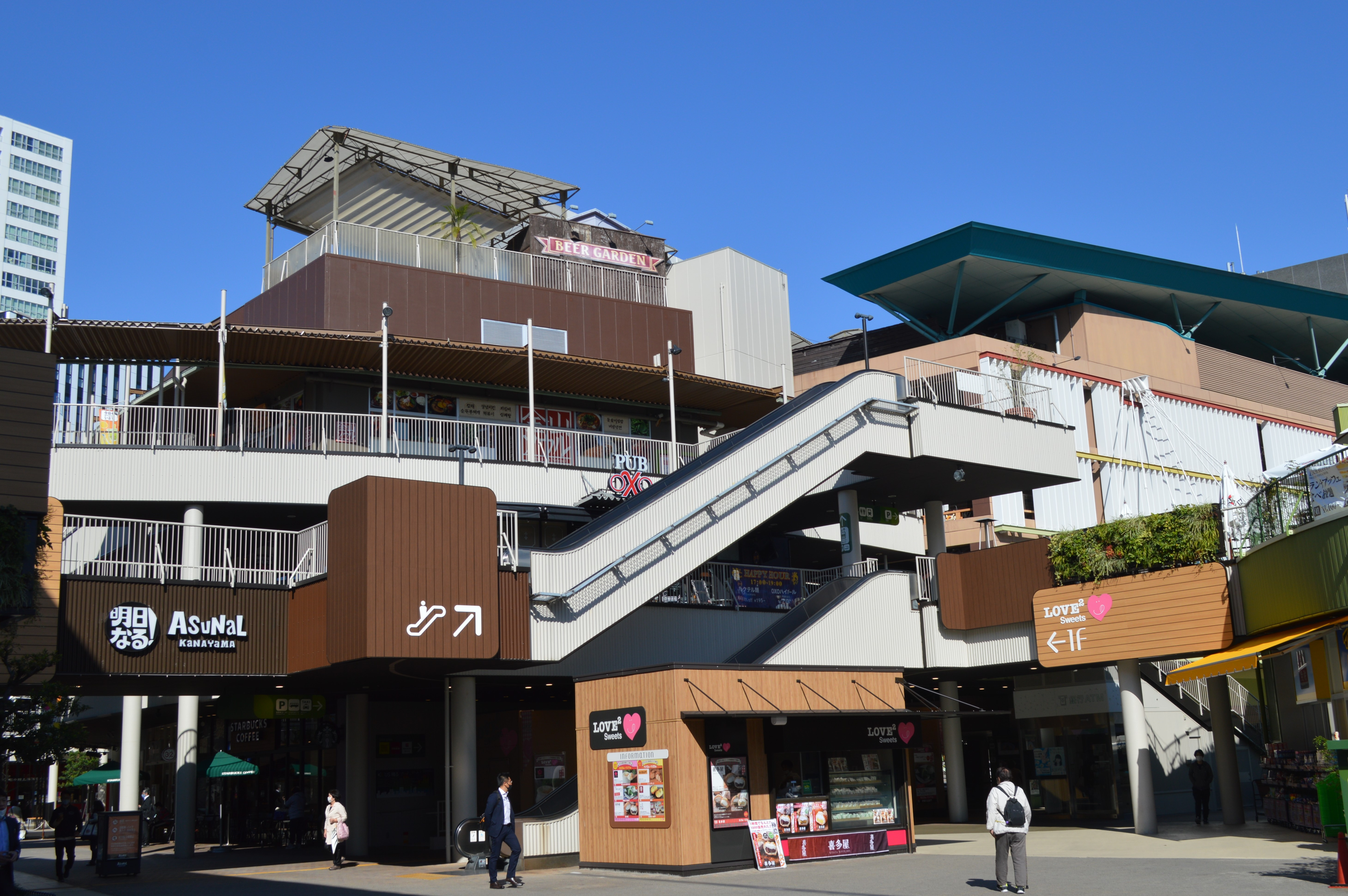
アスナル金山
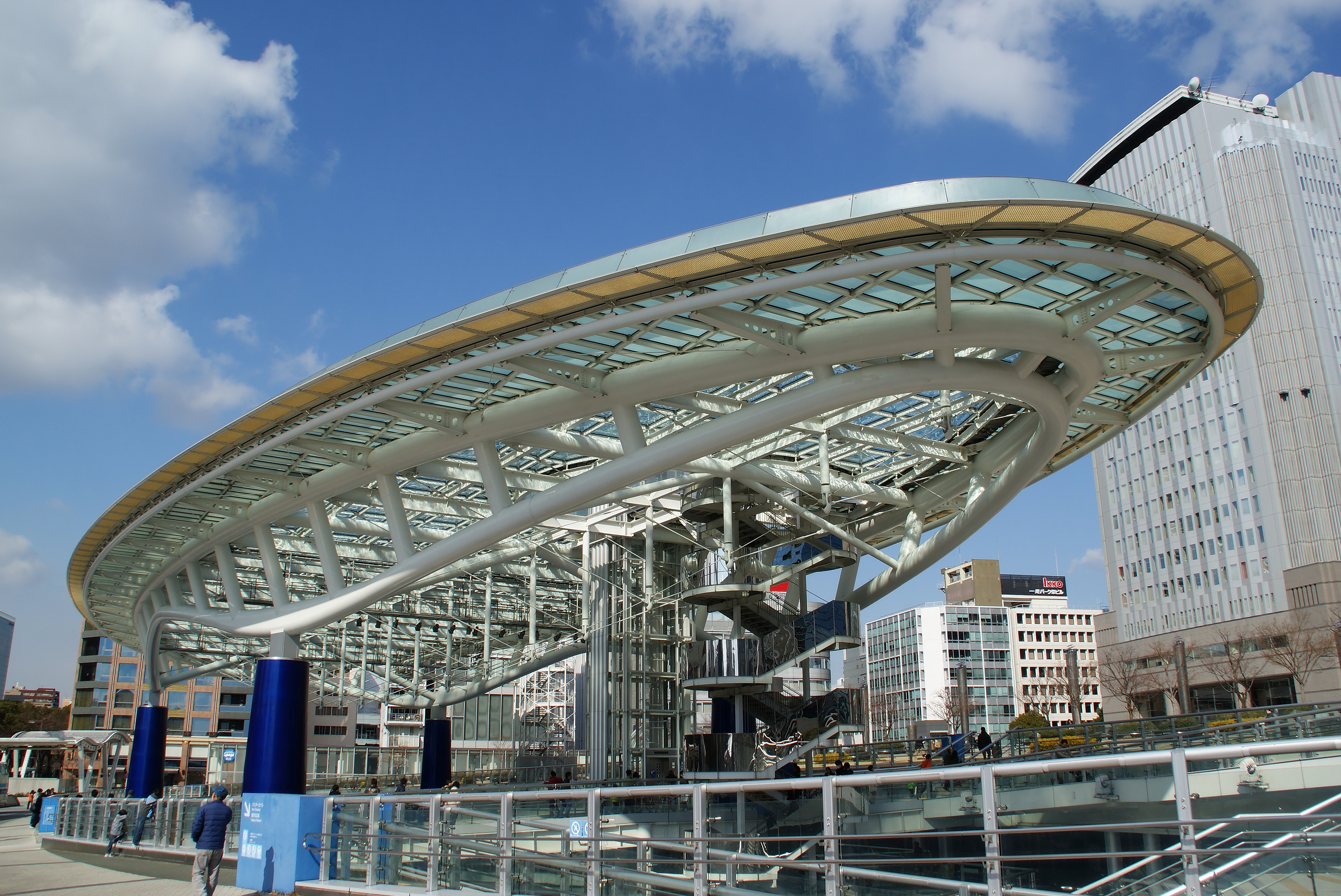
オアシス21
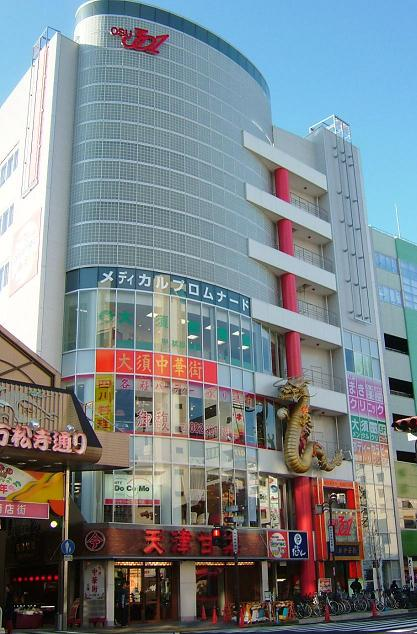
大須301ビル
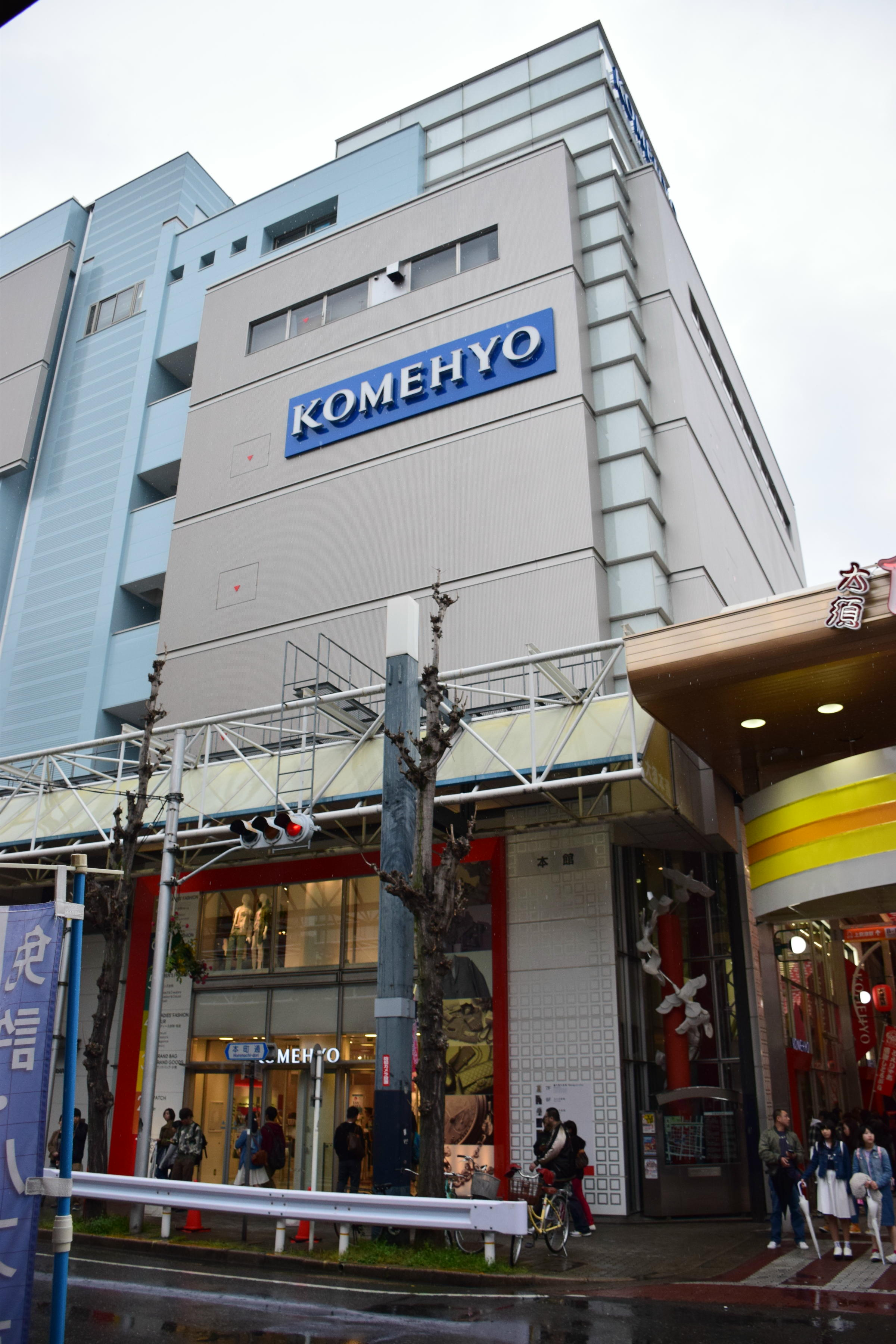
コメ兵ホールディングス本社
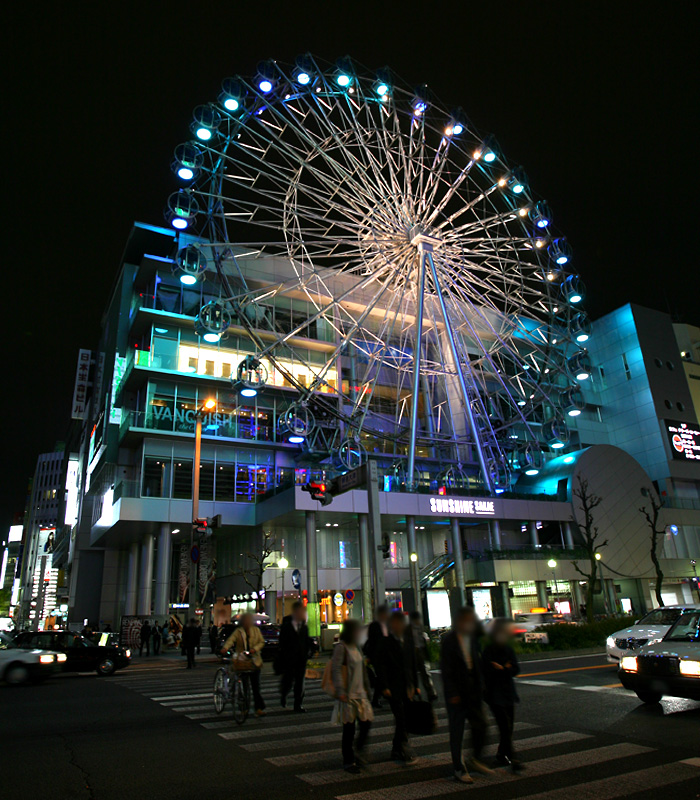
サンシャイン栄
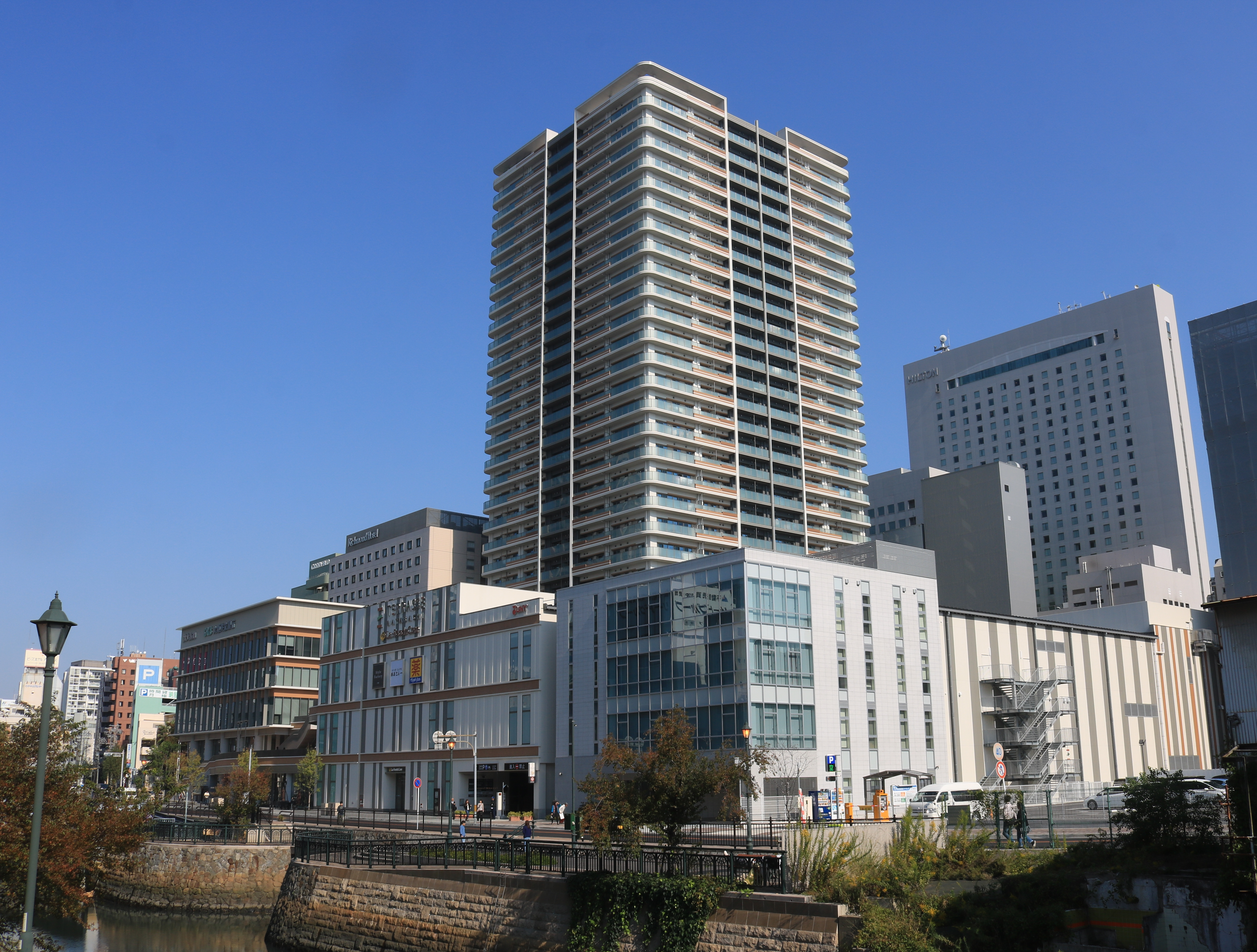
テラッセ納屋橋
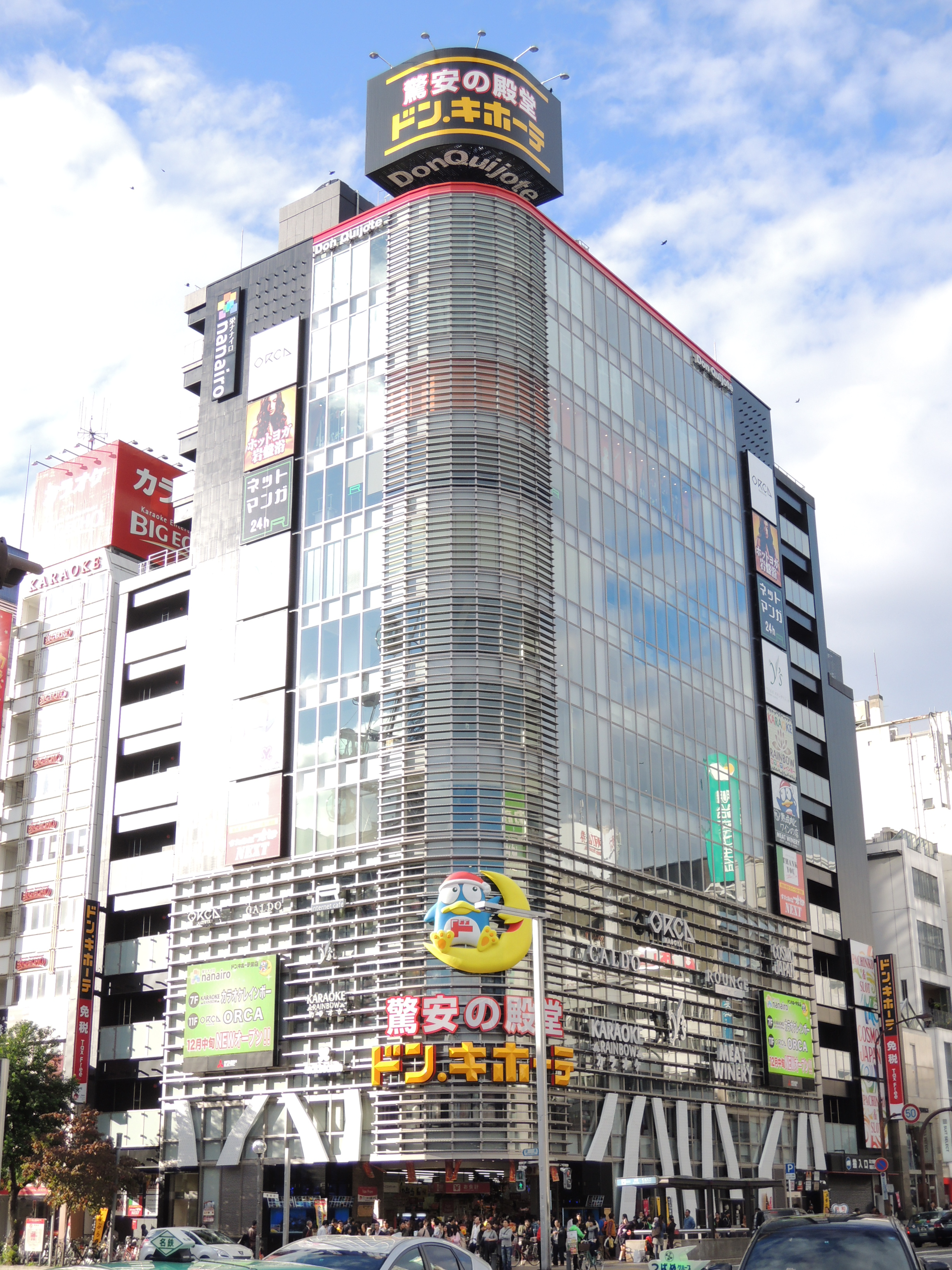
ドンキホーテ名古屋栄
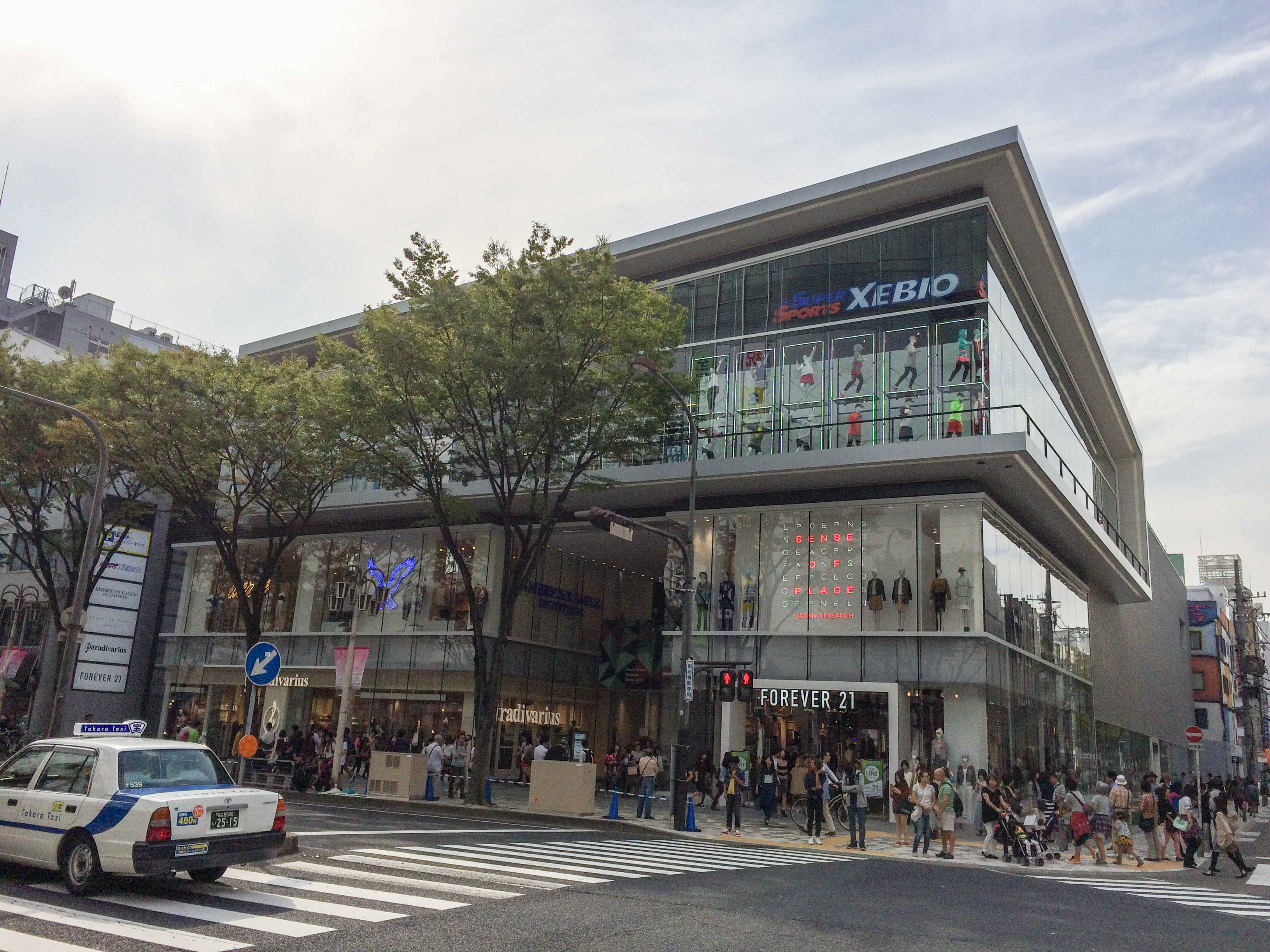
名古屋 ZERO GATE
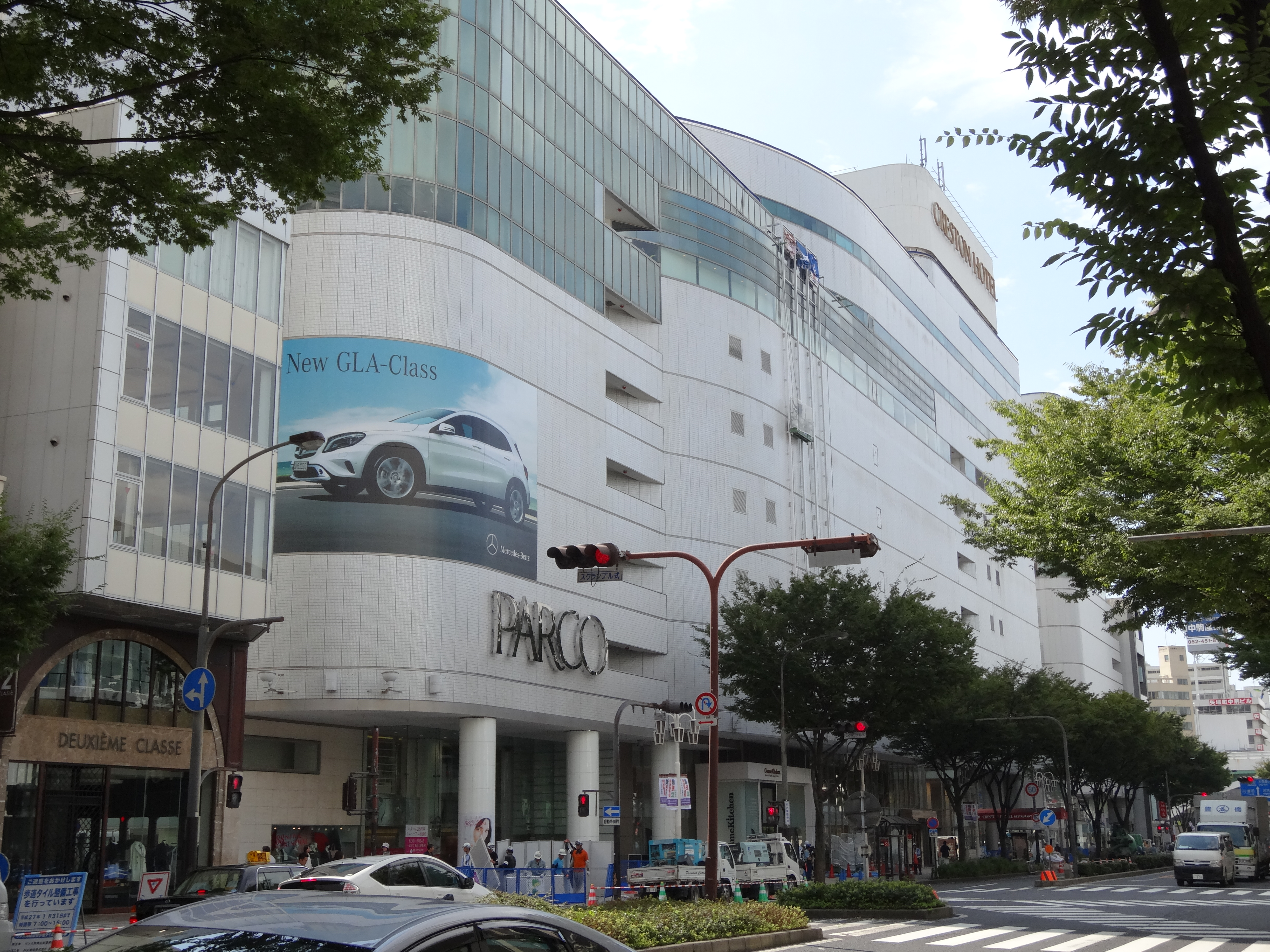
名古屋PARCO
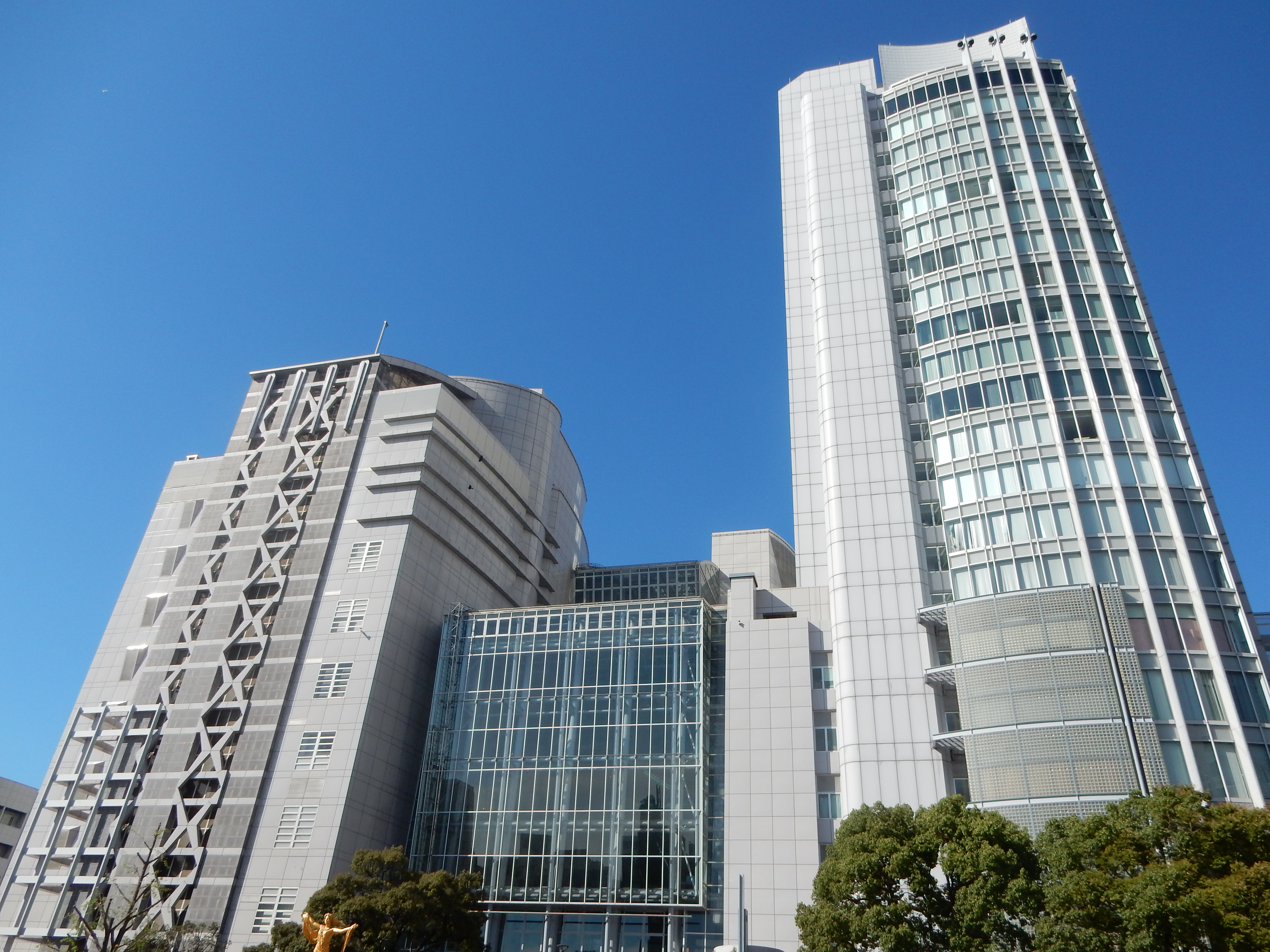
ナディアパーク
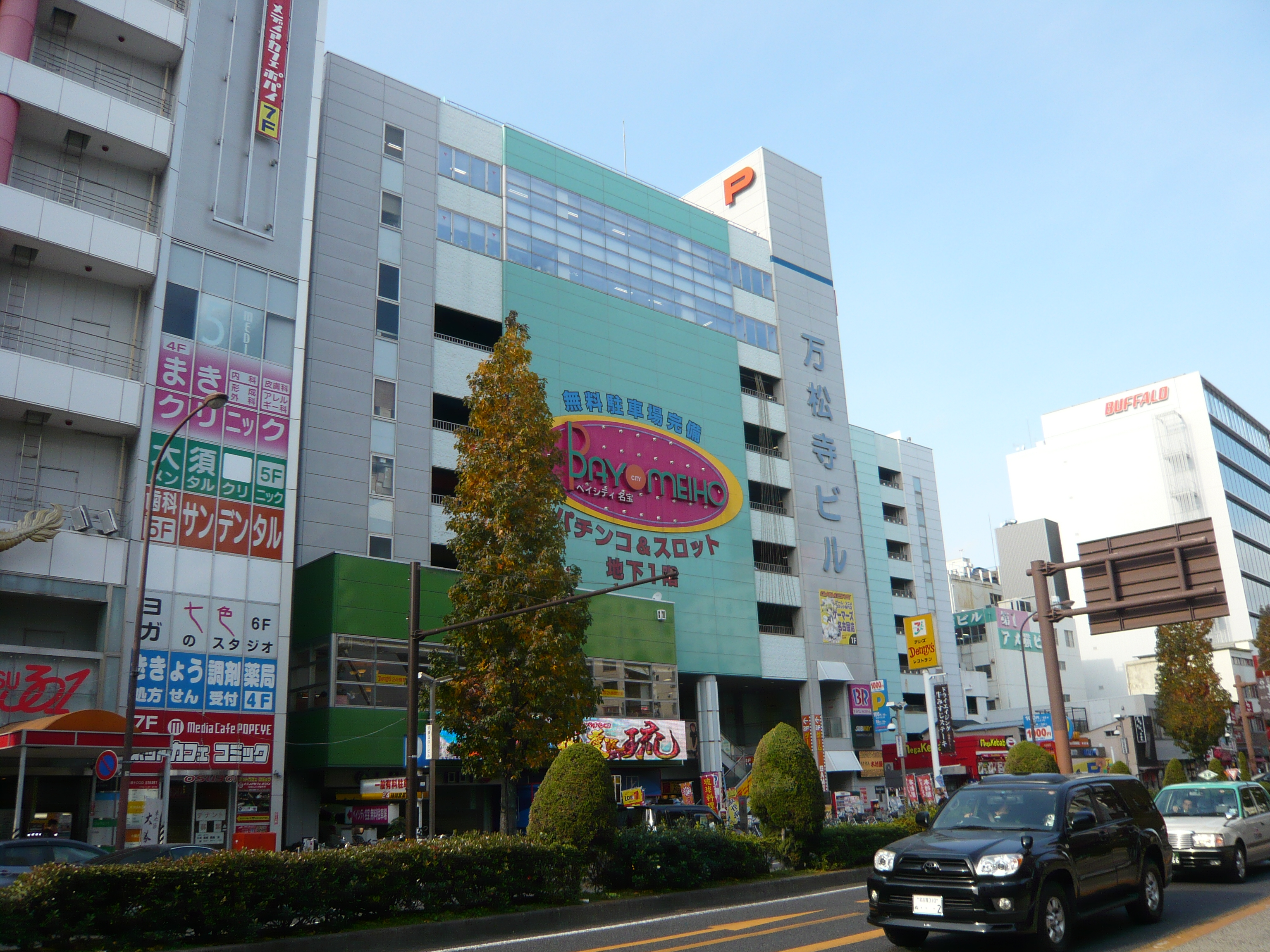
万松寺ビル
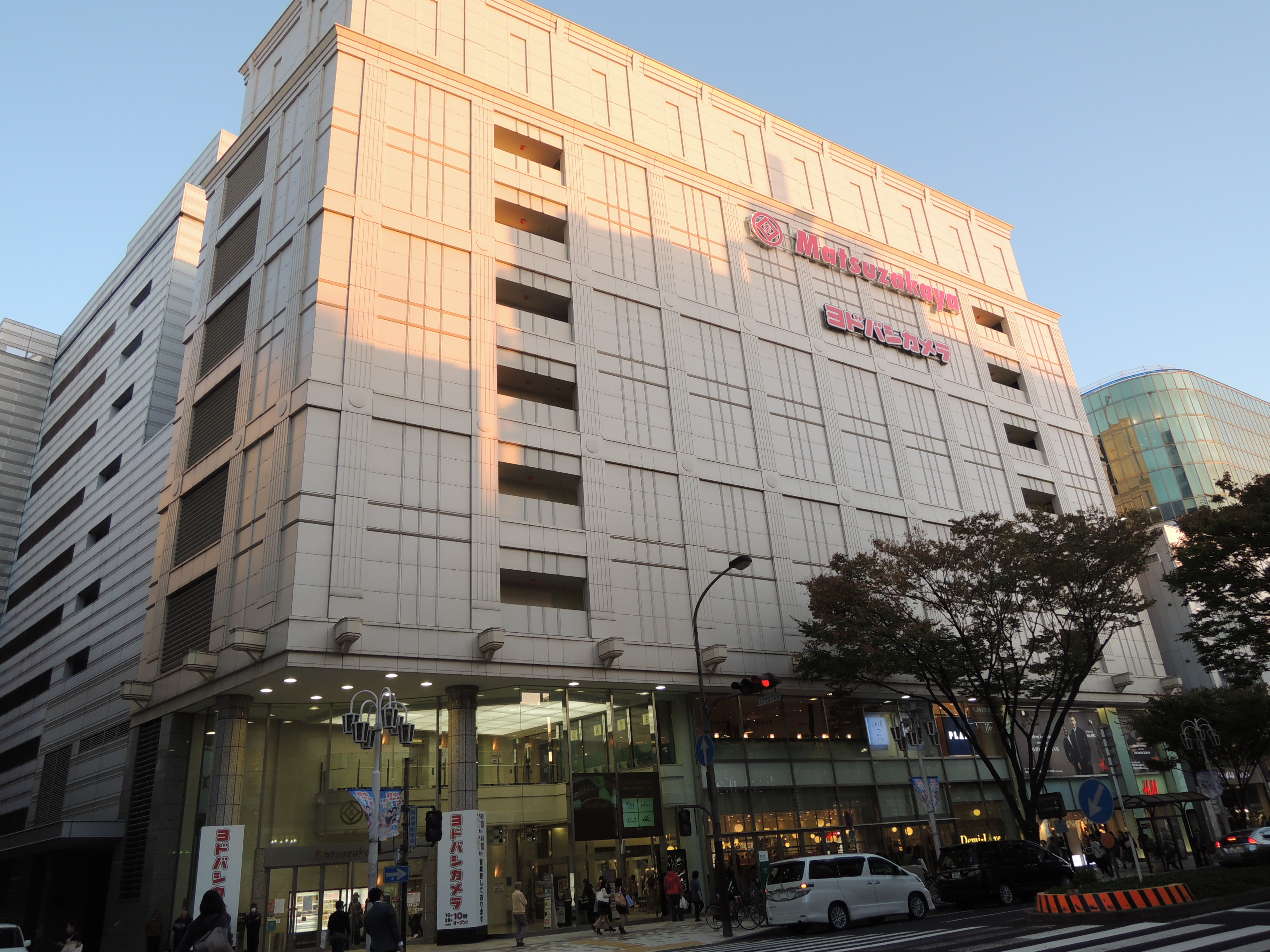
ヨドバシカメラ名古屋松坂屋
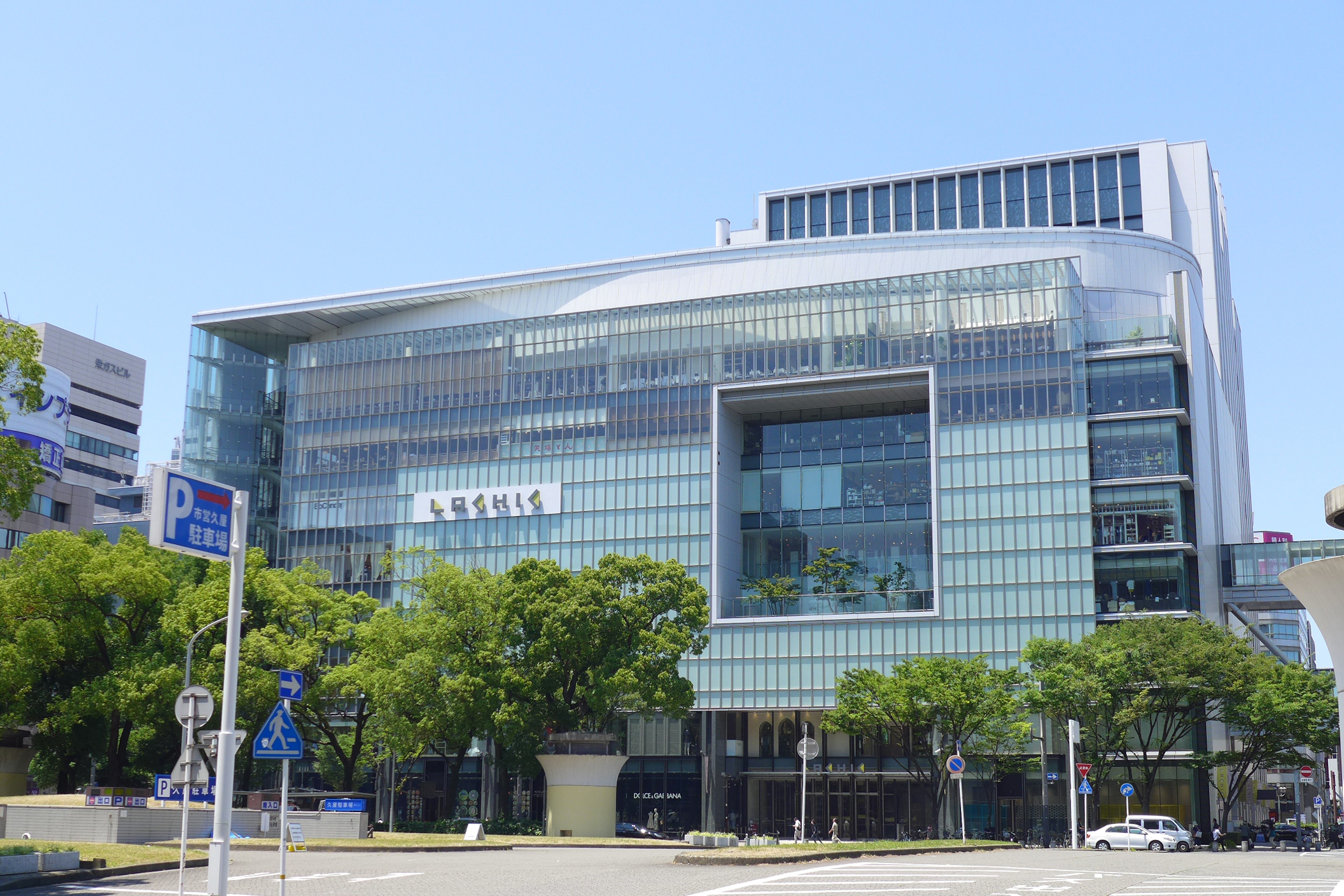
ラシック
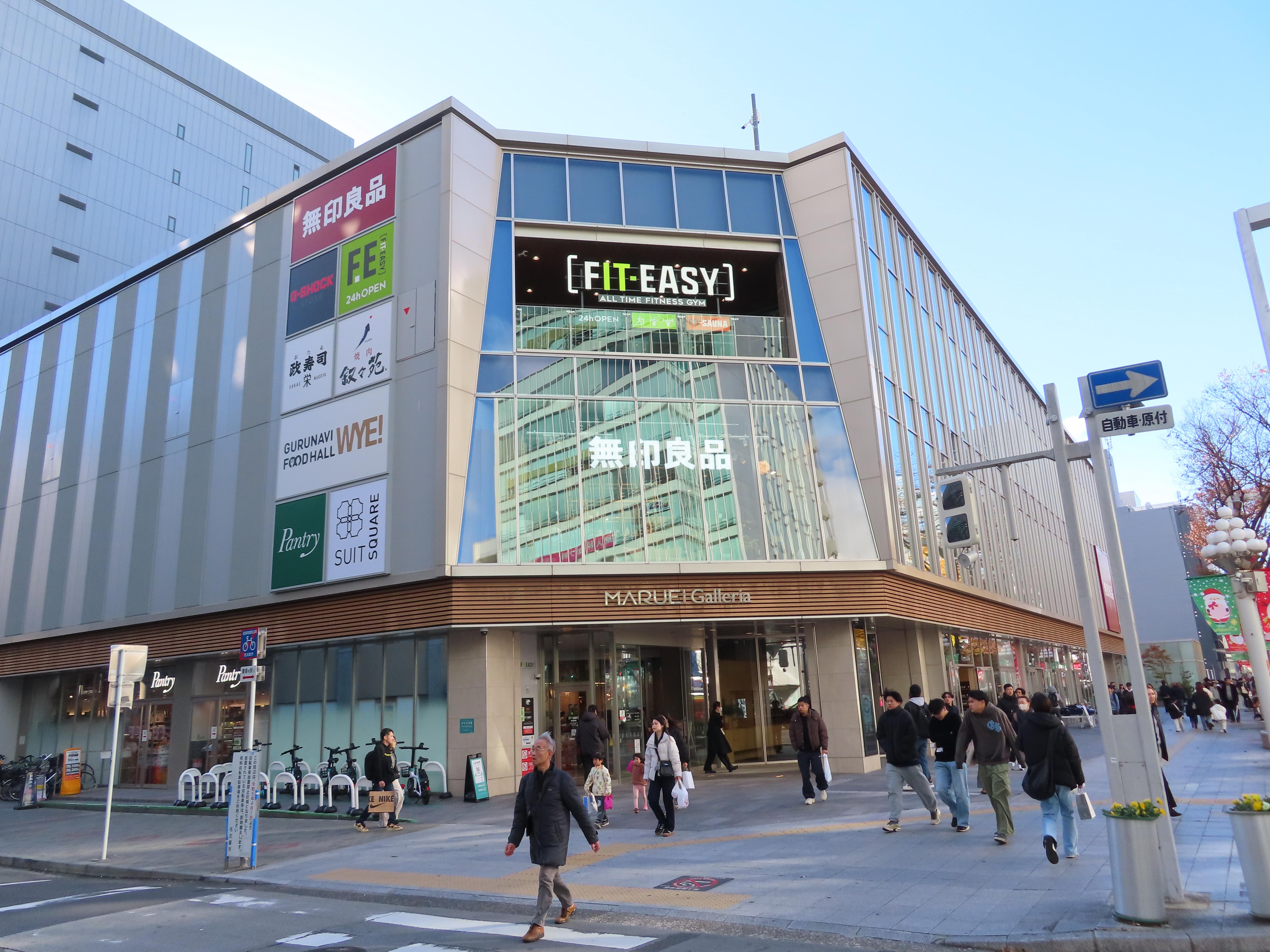
Maruei Galleria

### 本社を置く企業
上場企業
- アイサンテクノロジー
- あいちフィナンシャルグループ
- アイホン
- アルペン
- 医学生物学研究所
- ウッドフレンズ
- エスケーアイ
- NDS
- 岡谷鋼機
- カゴメ
- 川崎設備工業
- 菊水化学工業
- キムラユニティー
- グッドマン
- ゲオホールディングス
- コメ兵ホールディングス
- シイエム・シイ
- シーキューブ
- ジェイグループホールディングス
- ジャパンベストレスキューシステム
- シンクレイヤ
- スターキャット・ケーブルネットワーク
- ゼットン
- セディナ
- セントラルファイナンス
- 大成 本社
- 大同メタル工業
- ダイナパック
- 大宝運輸
- 中央コーポレーション
- 中部証券金融
- 中部日本放送
- ディー・ディー・エス
- デ・ウエスタン・セラピテクス研究所
- テンプスタッフ・ピープル
- 東海エレクトロニクス
- 東建コーポレーション
- トーエネック
- トーシンホールディングス
- 徳倉建設
- トビラシステムズ
- トラスト
- 名古屋銀行
- ナ・デックス
- ニチハ
- パーソルR&D
- バッファロー
- 初穂商事
- VTホールディングス
- プロトコーポレーション
- ワンダープラネット

その他の主な企業
- 愛知県医師会
- 愛知県道路公社
- 愛知信用金庫
- 朝日新聞名古屋本社
- アサヒドーカメラ
- アビバ
- アリュール
- 安藤証券
- ウェルビー
- エスワイフード
- NTB
- エフエム愛知
- エムジーホーム
- 大須ういろ
- オールハーツ・カンパニー
- キングコーポレーション
- 興和
- 国際デザインセンター
- コーチングアカデミー
- 近藤紡績所
- CBCテレビ
- CBCラジオ
- ZIP-FM
- スガキコシステムズ
- 中日新聞社
- テレビ愛知
- 豊島
- 中日本高速道路
- 名古屋市交通局
- 名古屋証券取引所
- 名古屋テレビ放送
- 日本メナード化粧品
- ビジネスデザイン研究所
- 富士コーヒー
- プロドローン
- ポッカサッポロフード&ビバレッジ
- マドラス
- 美濃忠

### 金融機関
- 三菱UFJ銀行
  - 名古屋営業部・名古屋中央支店・栄町支店（同一店舗に所在）
  - 大津町支店
  - 鶴舞支店
  - 上前津支店
  - 金山支店・熱田支店（同一店舗に所在）
- みずほ銀行
  - 名古屋支店
  - 名古屋中央支店
- 三井住友銀行
  - 名古屋支店
  - 名古屋栄支店
  - 上前津支店
  - 金山支店
- りそな銀行
  - 名古屋支店
  - 赤門通支店
- SBI新生銀行名古屋支店栄出張所
- SMBC信託銀行名古屋支店（旧称シティバンク銀行）
- あいち銀行
  - 本店
  - 名古屋営業部
  - 名古屋中央支店
  - 大津橋支店
  - 東別院支店
  - 大須支店
  - 金山支店
- 名古屋銀行
  - 本店
  - 上前津支店
- 十六銀行
  - 名古屋営業部 名古屋支店
  - 大須支店
- 大垣共立銀行名古屋支店
- 三十三銀行
  - 名古屋支店
  - 上前津支店
- 百五銀行上前津支店
- 静岡銀行名古屋支店
- スルガ銀行名古屋支店
- 清水銀行名古屋支店
- 七十七銀行名古屋支店
- 横浜銀行名古屋支店
- 第四北越銀行名古屋支店
- 八十二銀行名古屋支店
- 北陸銀行
  - 名古屋支店
  - 金山橋支店
- 北國銀行名古屋支店
- 福井銀行名古屋支店
- 滋賀銀行名古屋支店
- 京都銀行名古屋支店
- 広島銀行名古屋支店
- 山口銀行名古屋支店
- 伊予銀行名古屋支店
- 福岡銀行名古屋支店
- 三菱UFJ信託銀行名古屋支店
- みずほ信託銀行名古屋支店
- 三井住友信託銀行
  - 名古屋営業部
  - 名古屋栄支店
- SBJ銀行名古屋支店
- 中国銀行名古屋支店
- ブラジル銀行名古屋支店
- 商工中金名古屋支店
- 愛知信用金庫本店

## 情報・生活

### マスメディア

#### 新聞社
- 中日新聞社
- 朝日新聞名古屋本社
- 読売新聞中部支社
- 日本経済新聞名古屋支社
- 日刊スポーツ新聞西日本 名古屋本社
- スポーツニッポン新聞社 大阪本社名古屋オフィス

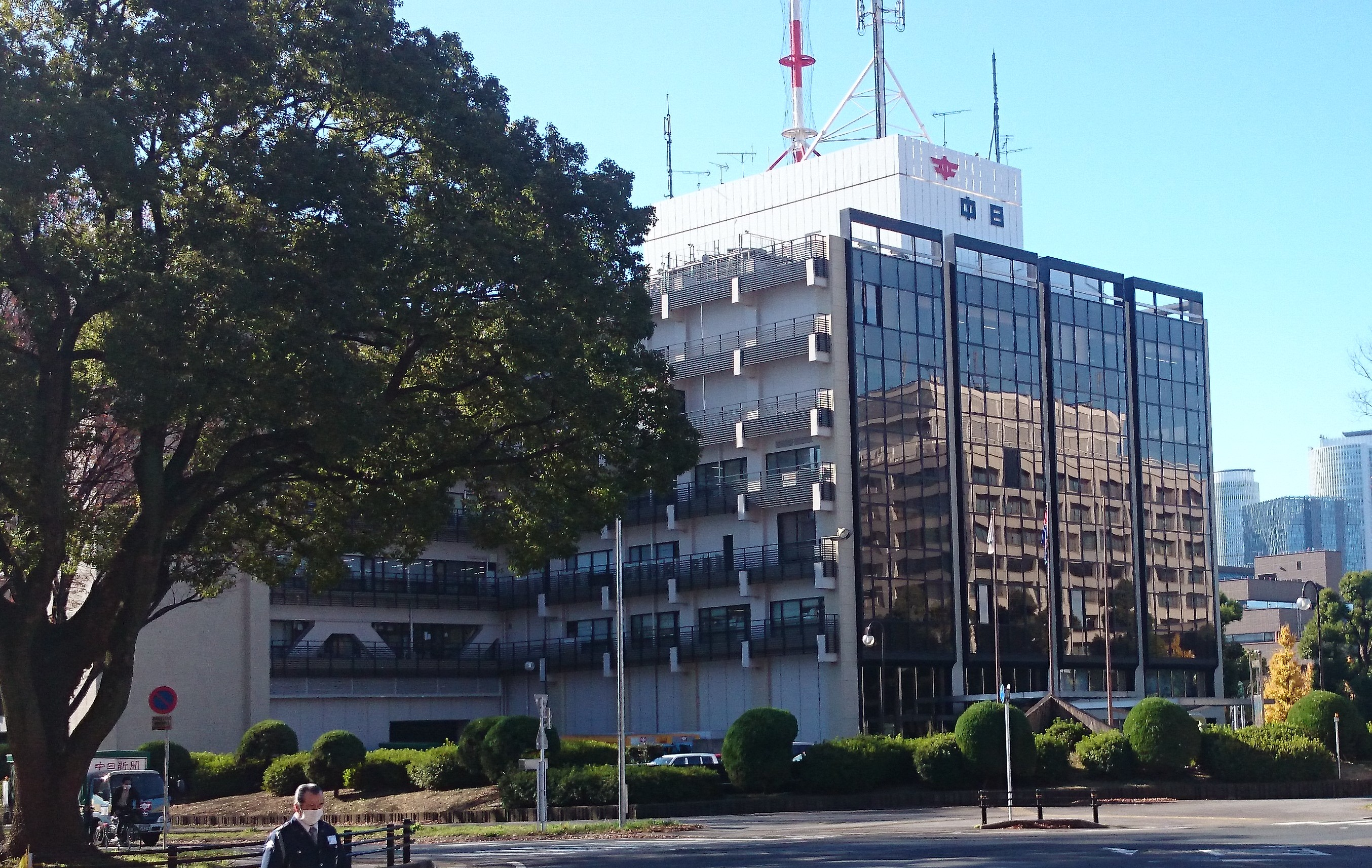
中日新聞社
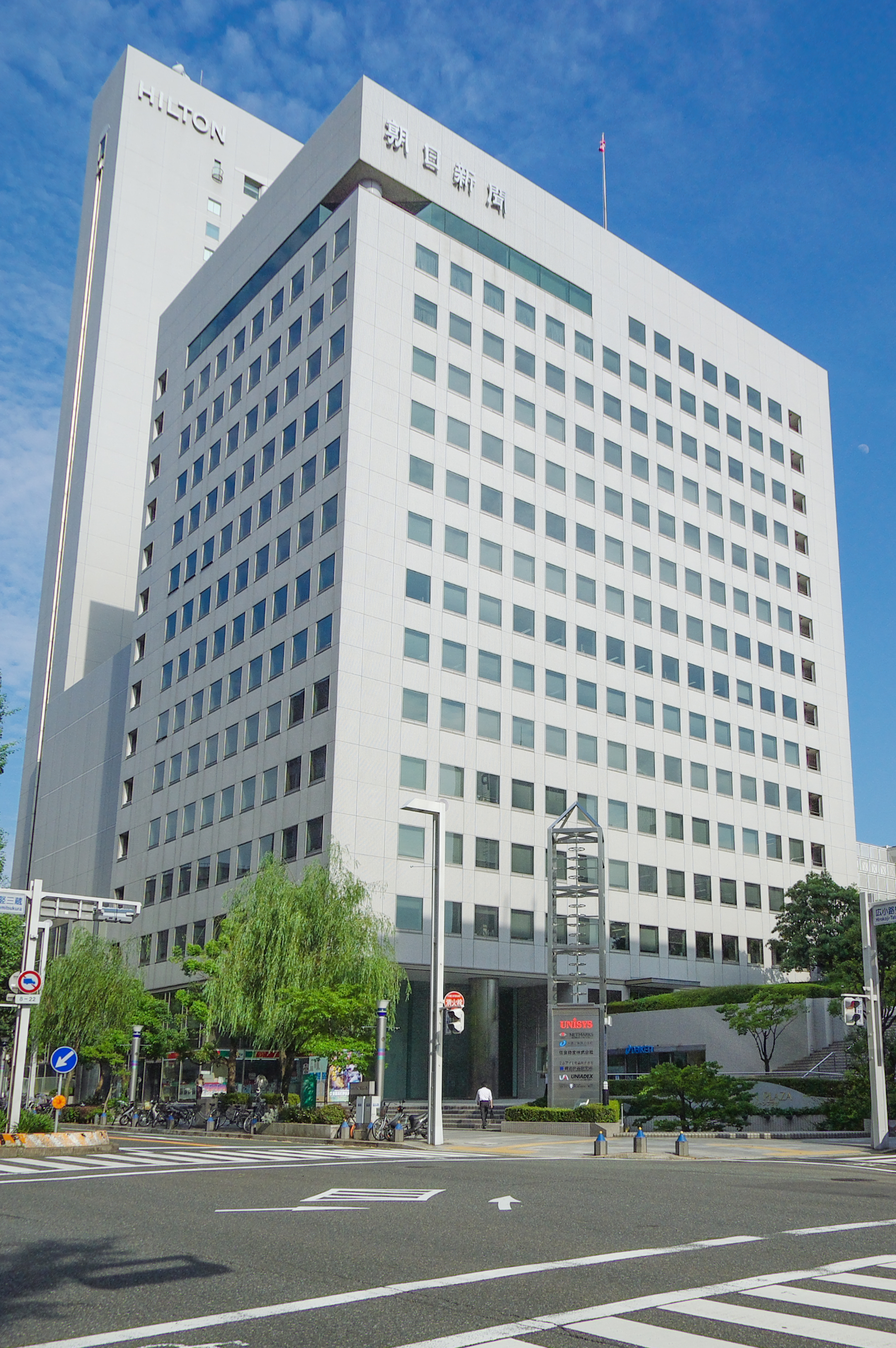
朝日新聞名古屋本社
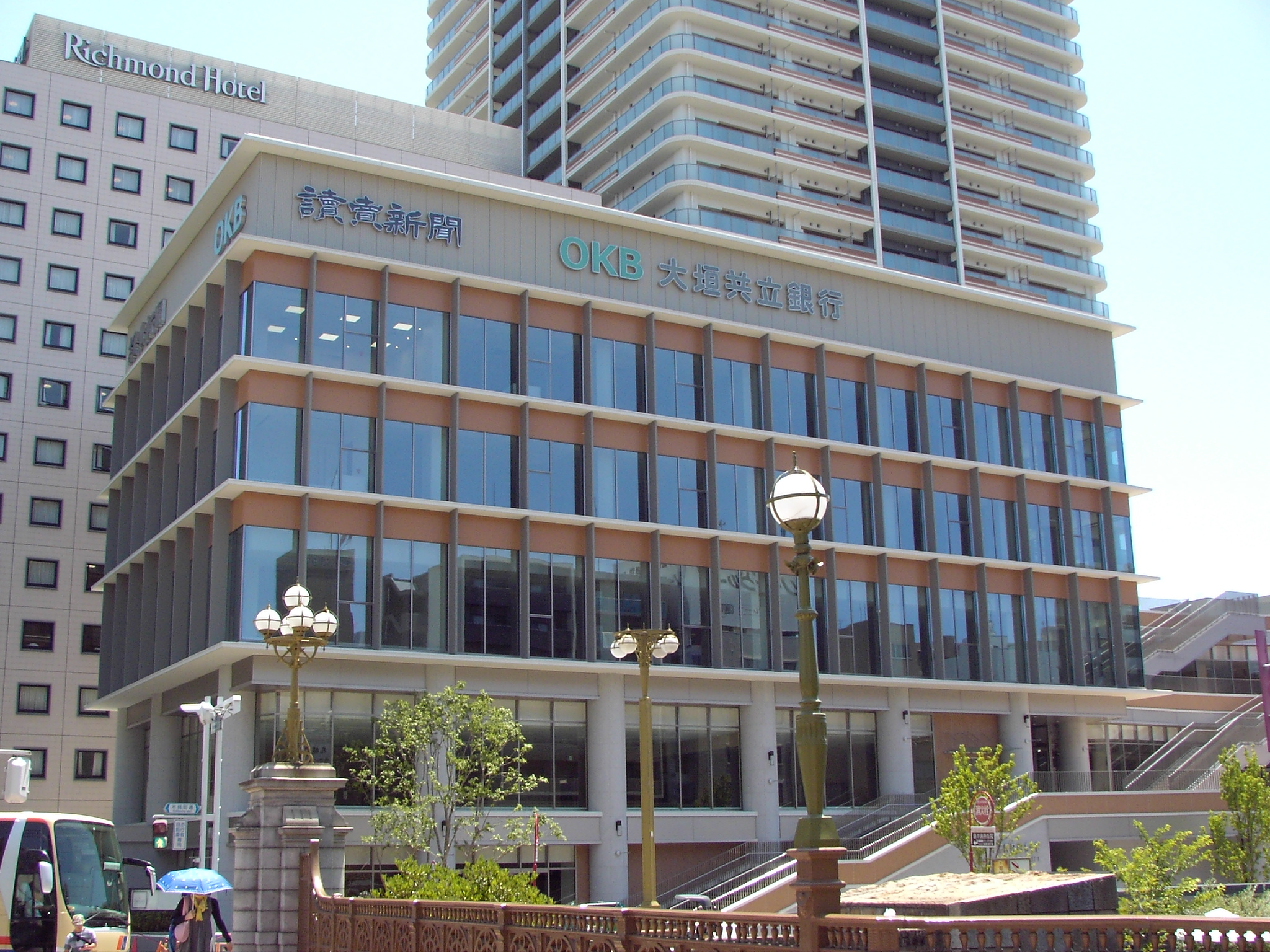
読売新聞中部支社
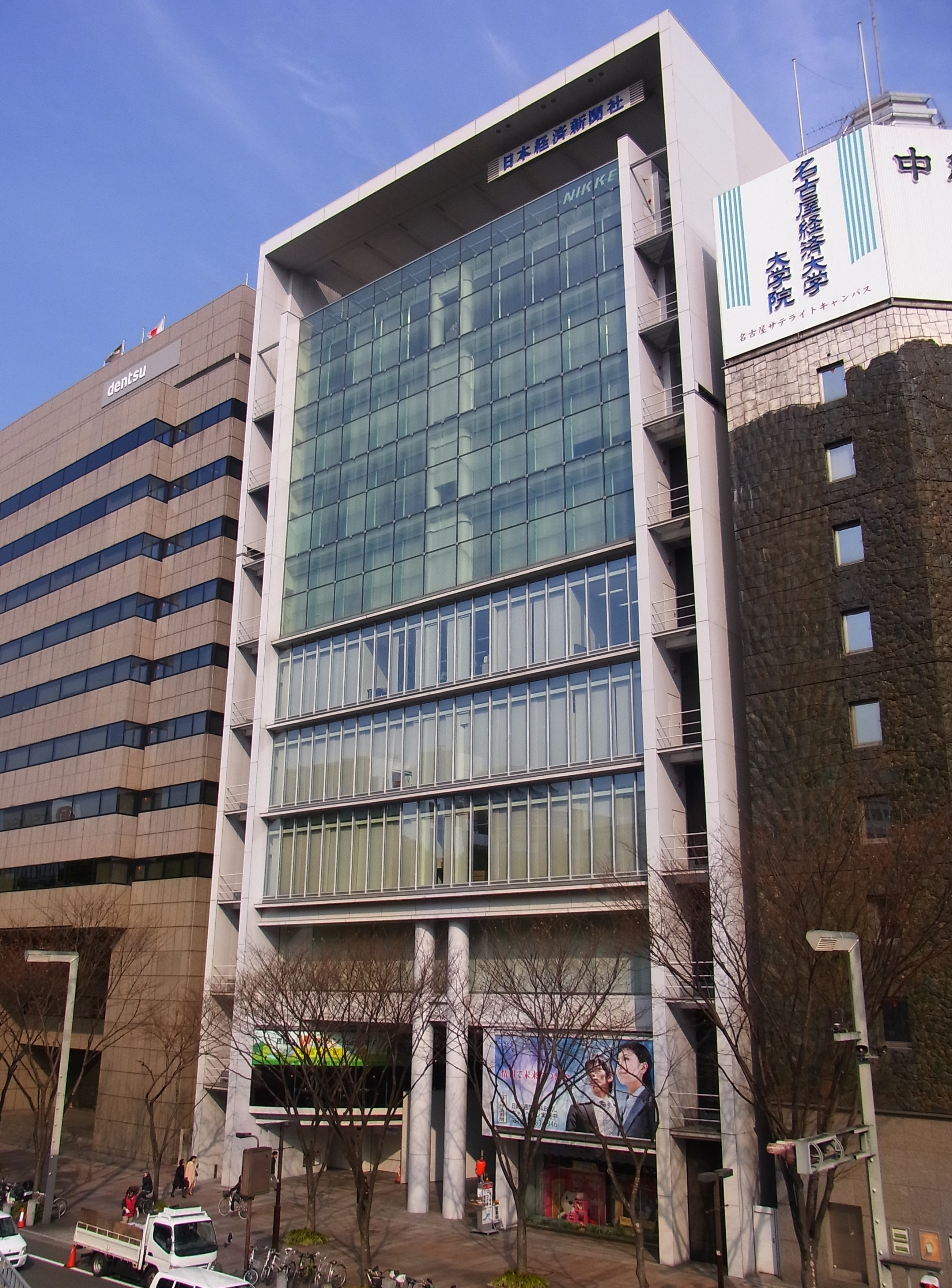
日本経済新聞名古屋支社

#### 通信社
- 共同通信社 名古屋支社
- 時事通信社 名古屋支社

#### 放送局

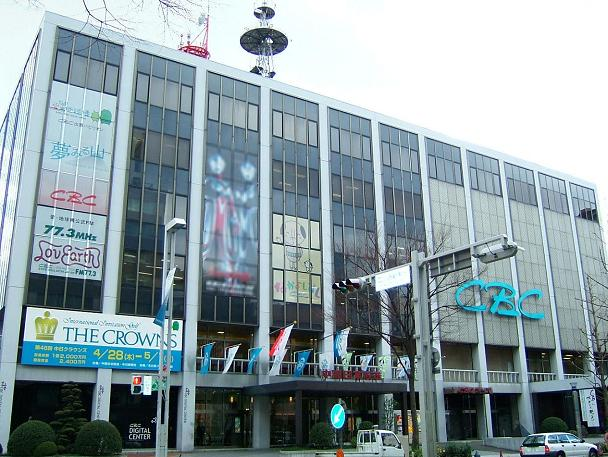
中部日本放送
  - CBCテレビ
  - CBCラジオ
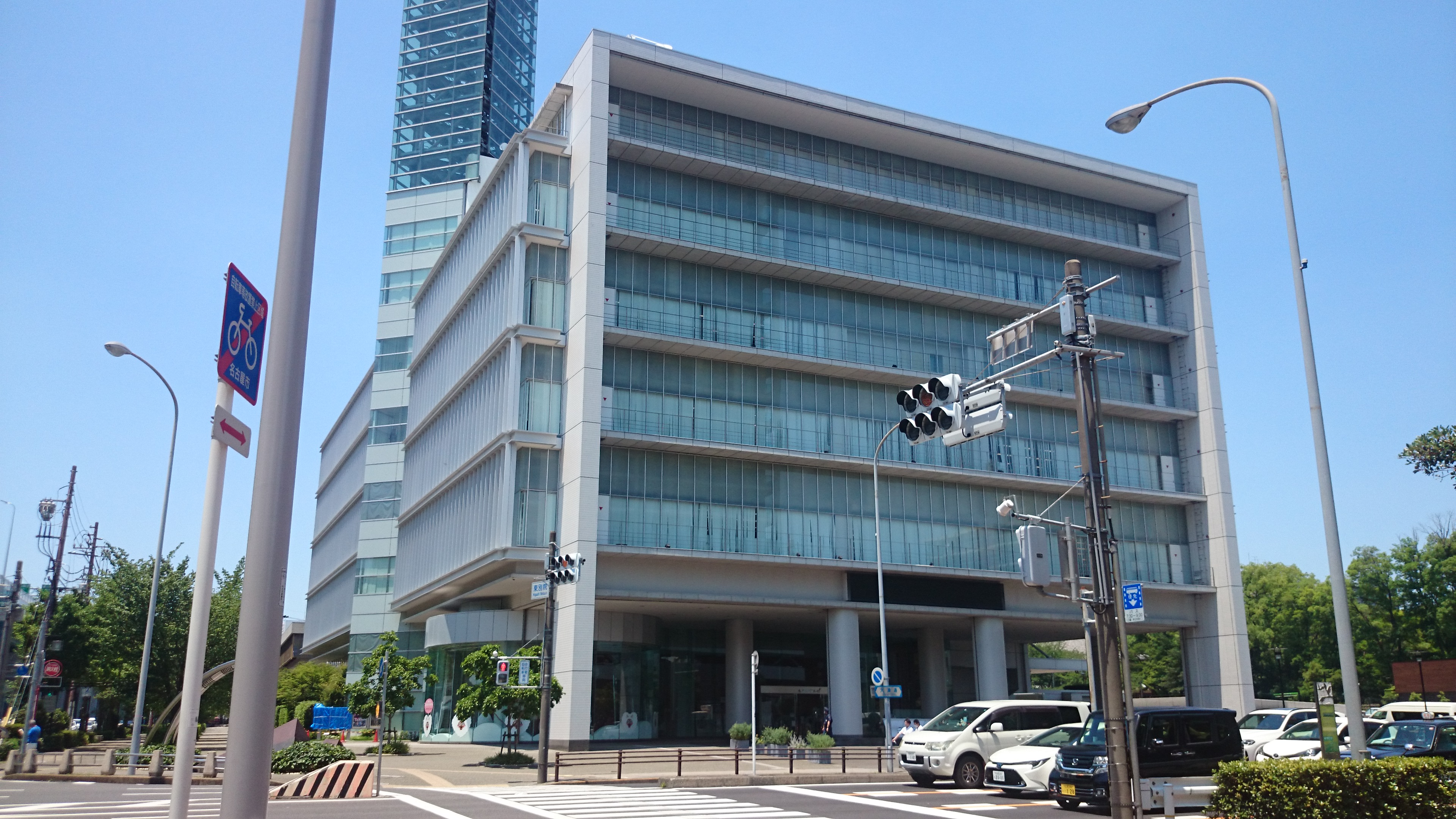
名古屋テレビ放送
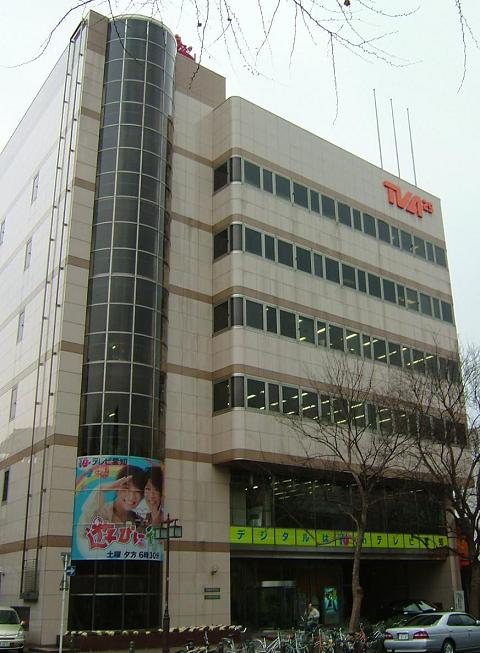
テレビ愛知
- エフエム愛知
- ZIP-FM
- Heart FM

- 中部日本放送
- 名古屋テレビ放送
- テレビ愛知

### 芸能事務所
- セントラルジャパン

## 教育

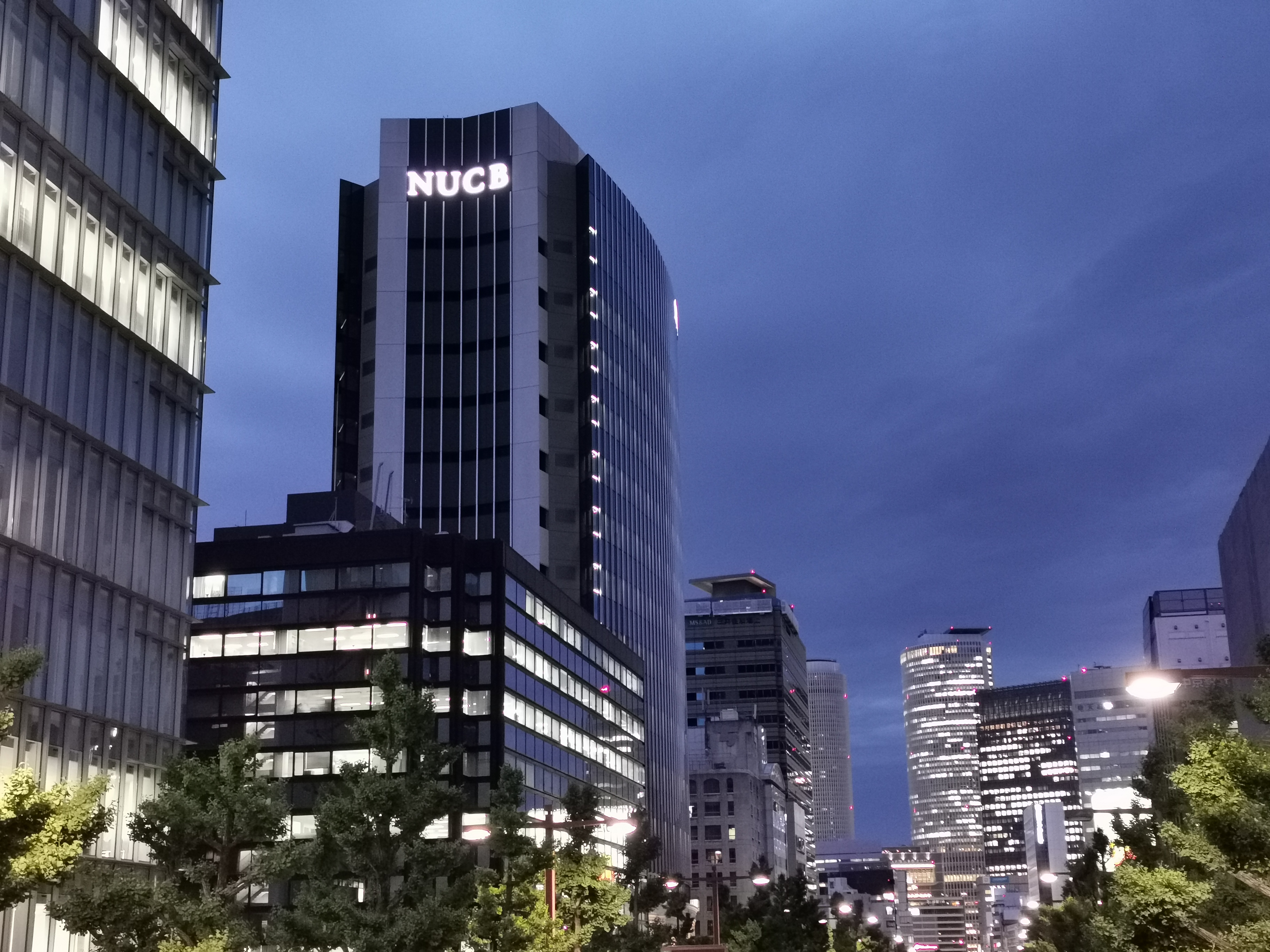
名古屋商科大学
名古屋キャンパス

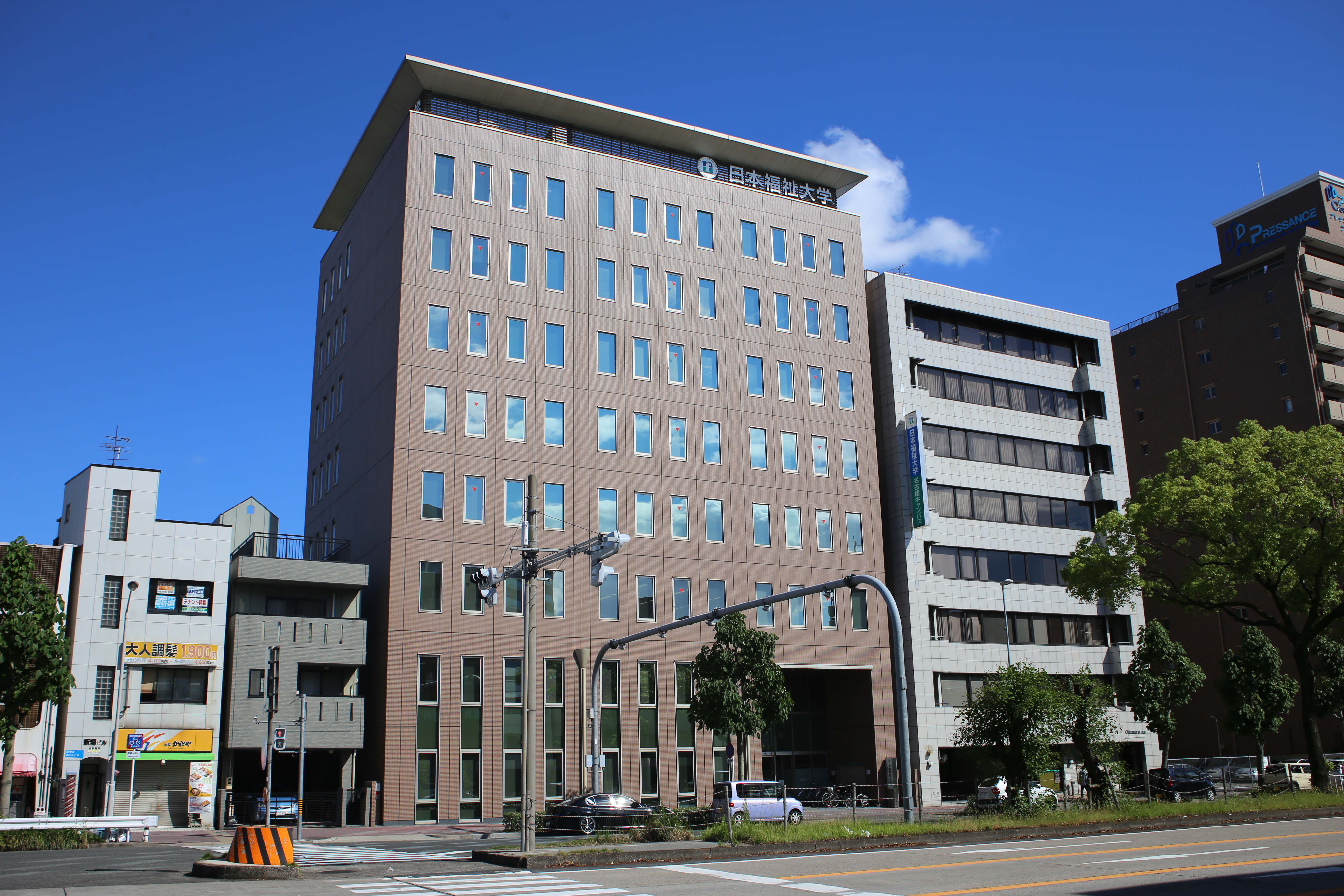
日本福祉大学
名古屋千代田キャンパス

### 大学
私立
- 星城大学 丸の内キャンパス
- 東京福祉大学 名古屋キャンパス
- 名古屋学芸大学 名城前医療キャンパス、新栄キャンパス
- 名古屋商科大学 名古屋キャンパス
- 日本福祉大学 名古屋キャンパス

### 専修学校
私立
- あいちビジネス専門学校
- 愛知美容専門学校
- 広告デザイン専門学校
- 国際製菓技術専門学校
- 東海工業専門学校金山校
- 名古屋医健スポーツ専門学校
- 名古屋ウェルネススポーツカレッジ
- 名古屋栄養専門学校
- 名古屋NSCカレッジ
- 名古屋音楽学校
- 名古屋観光専門学校
- 名古屋コミュニケーションアート専門学校
  - 名古屋ECO動物海洋専門学校
  - 名古屋カフェ・パティシエ&調理専門学校
  - 名古屋デザイン&テクノロジー専門学校
- 名古屋スクールオブミュージック&ダンス専門学校
- 名古屋製菓専門学校
- 名古屋綜合美容専門学校
- 名古屋ファッション専門学校
- ニチエイ調理専門学校
- 日本福祉大学中央福祉専門学校
- 専門学校名古屋スクール・オブ・ビジネス
- 専門学校名古屋デザイナー学院
- 専門学校名古屋ビジュアルアーツ

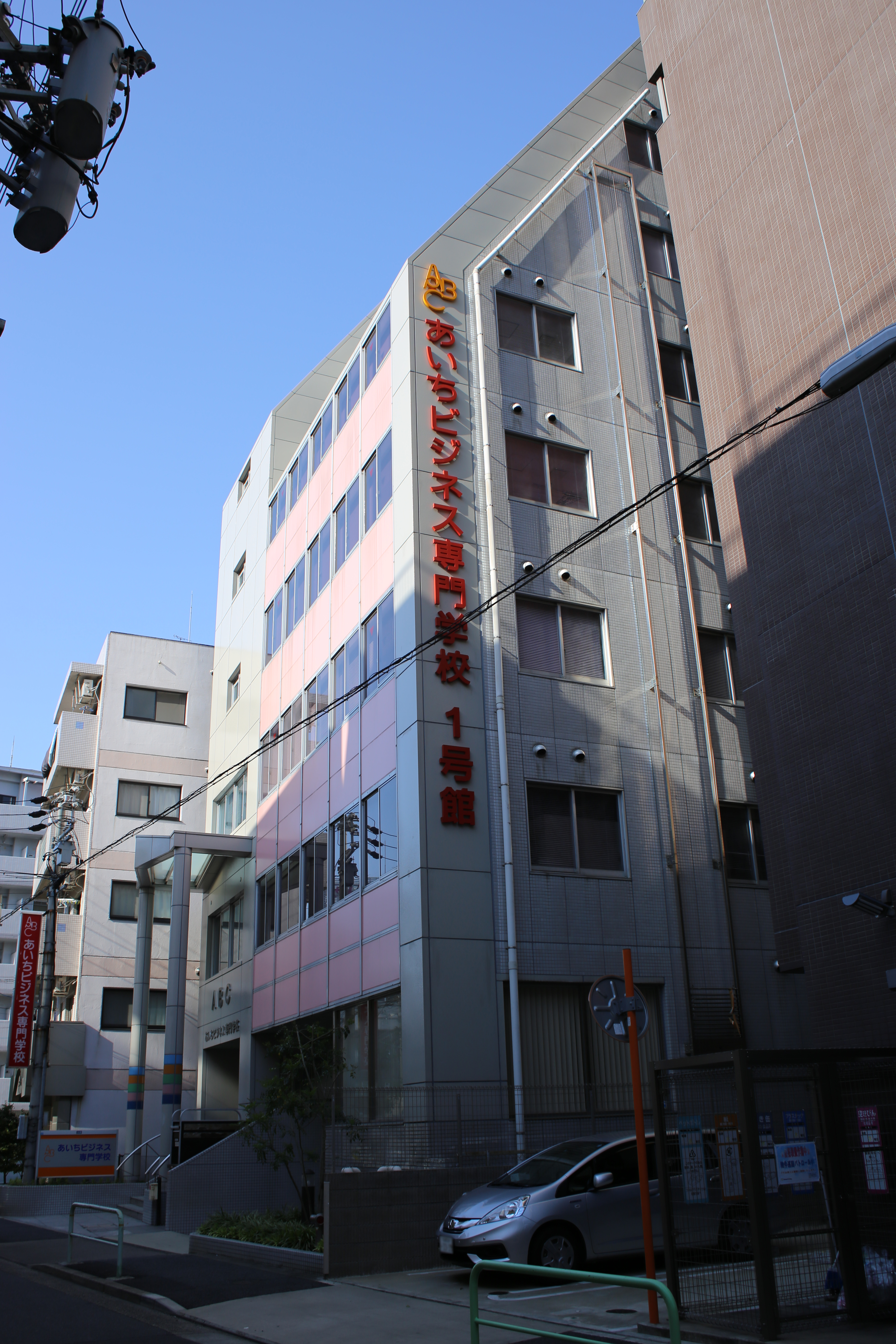
あいちビジネス専門学校
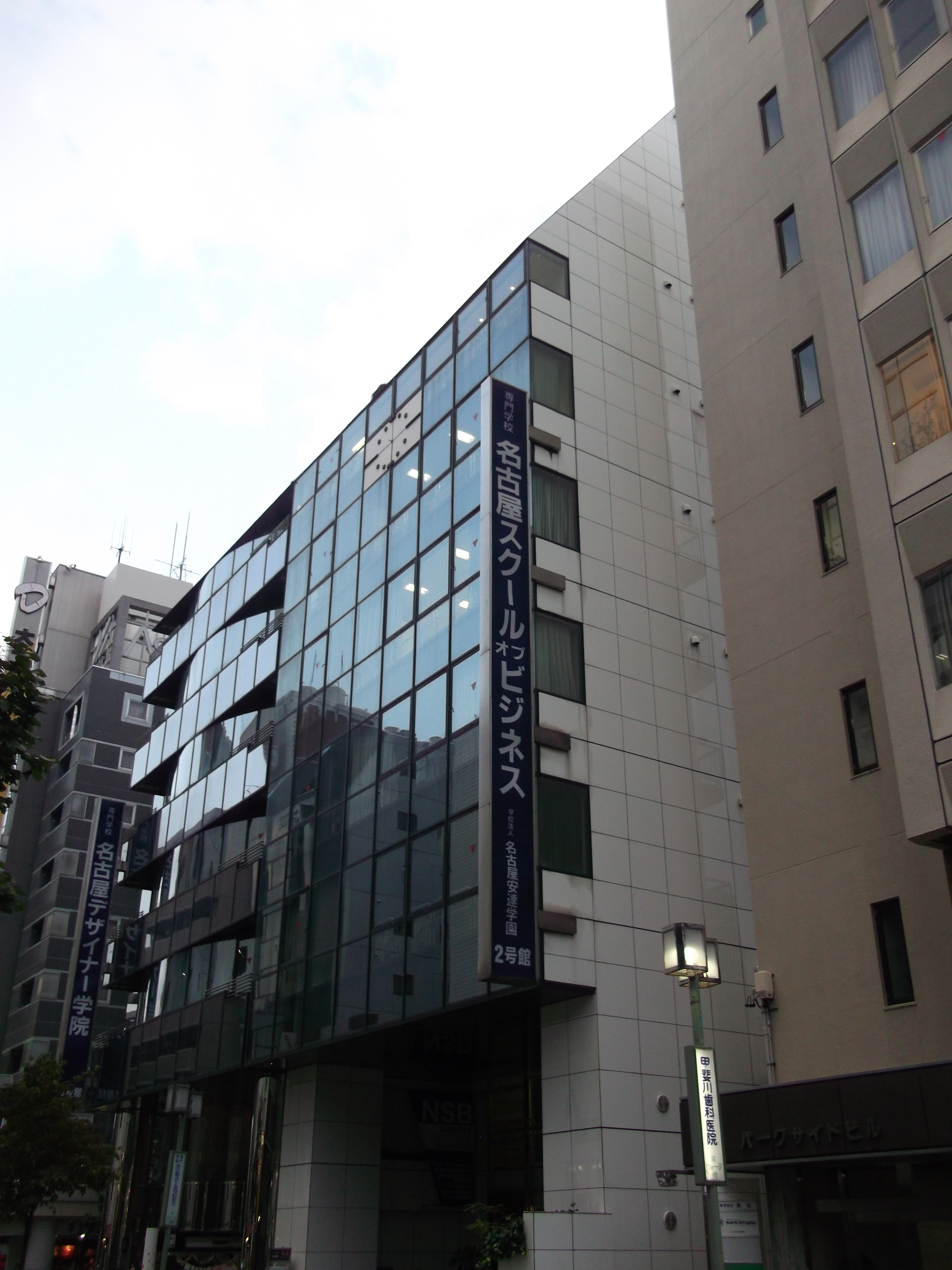
専門学校名古屋スクール・オブ・ビジネス
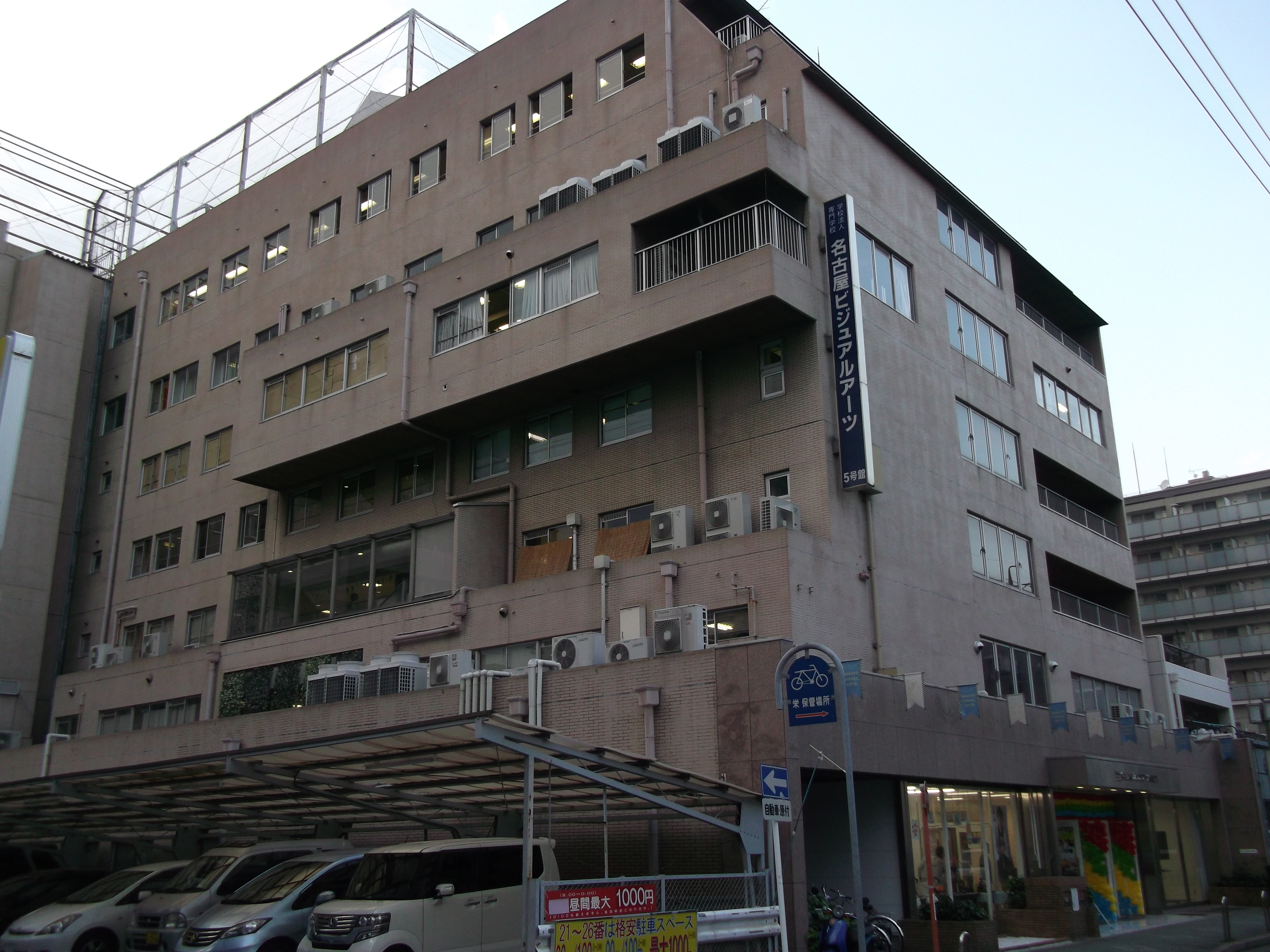
専門学校名古屋ビジュアルアーツ
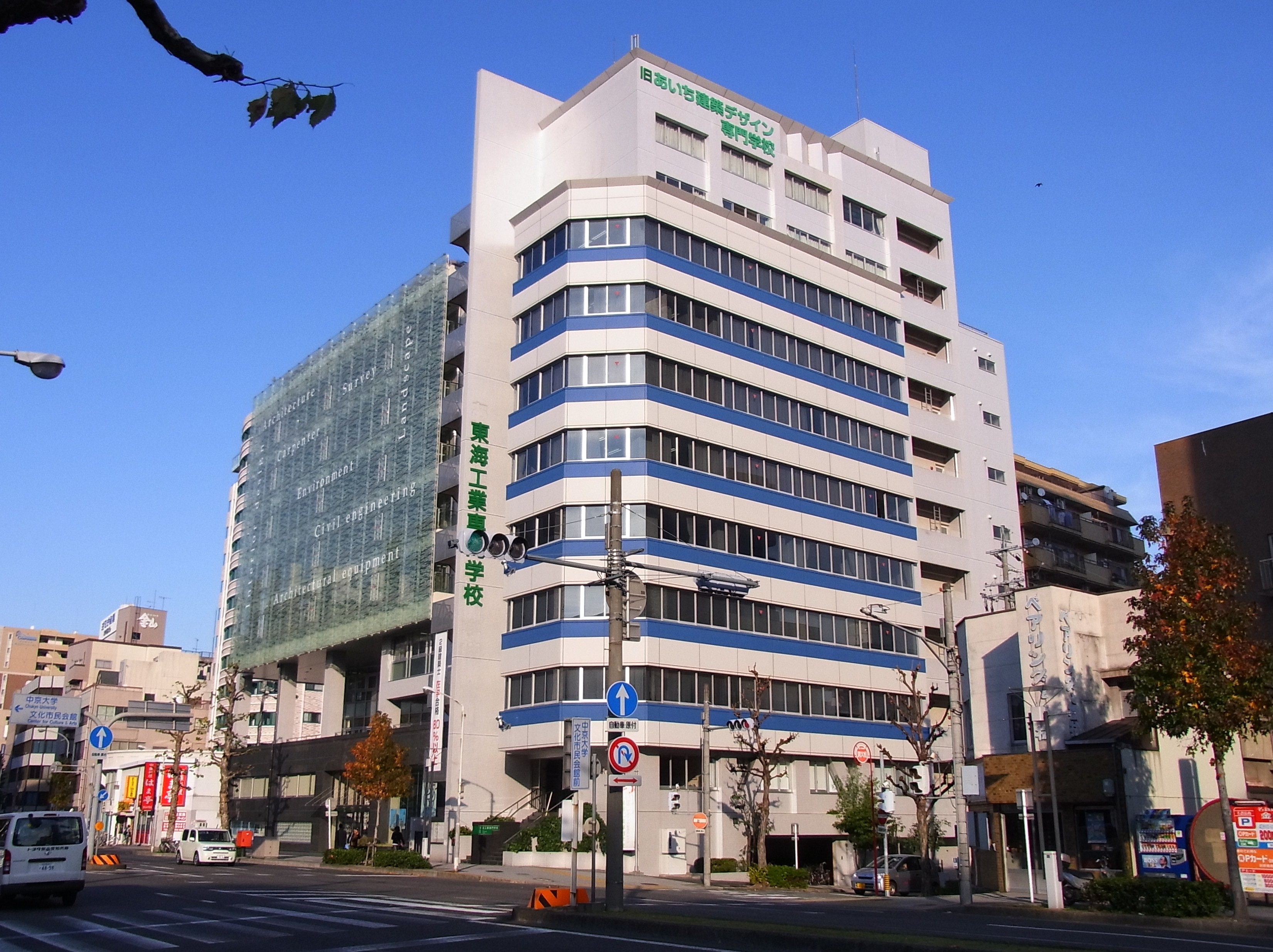
東海工業専門学校金山校
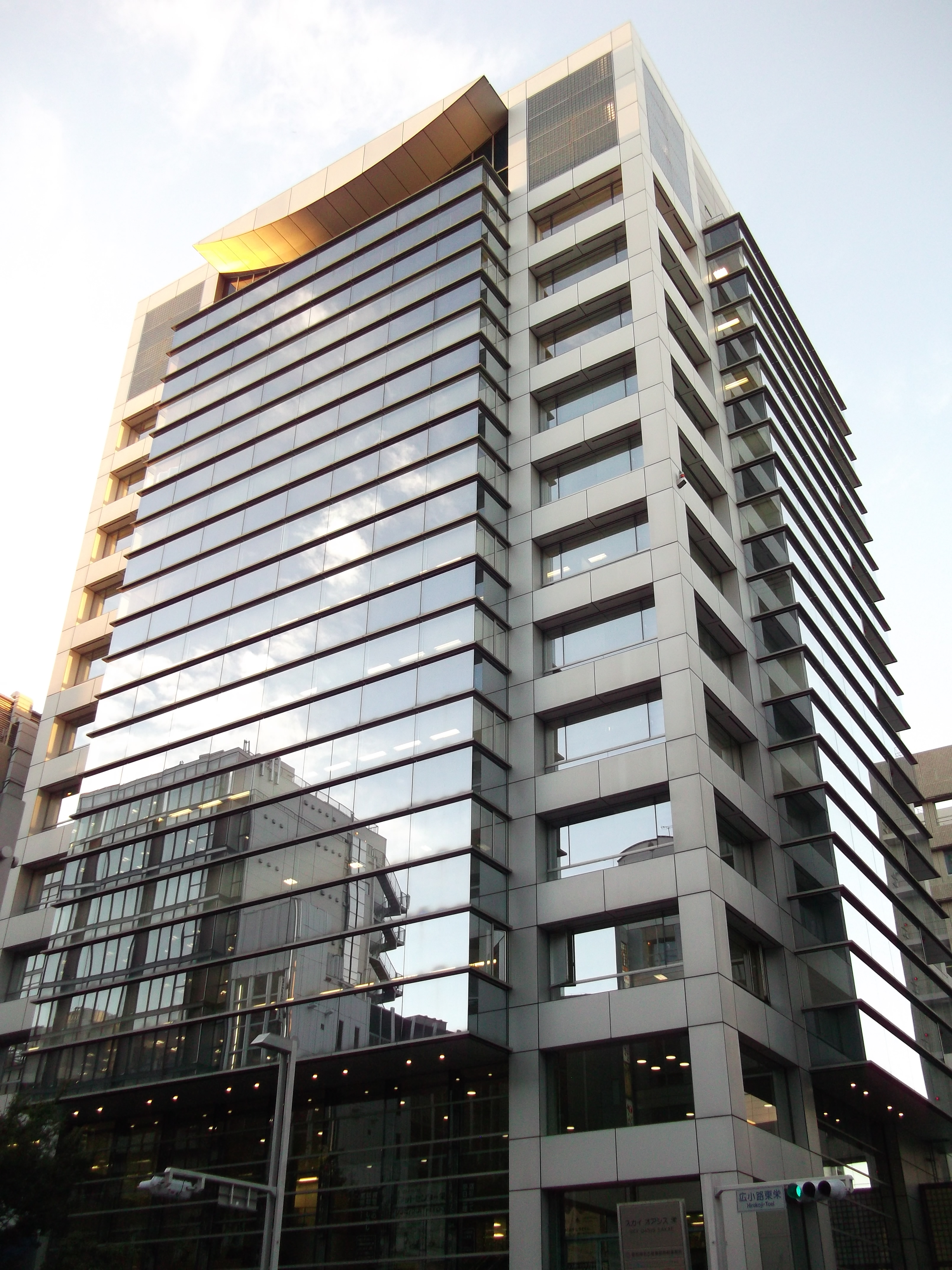
名古屋音楽学校
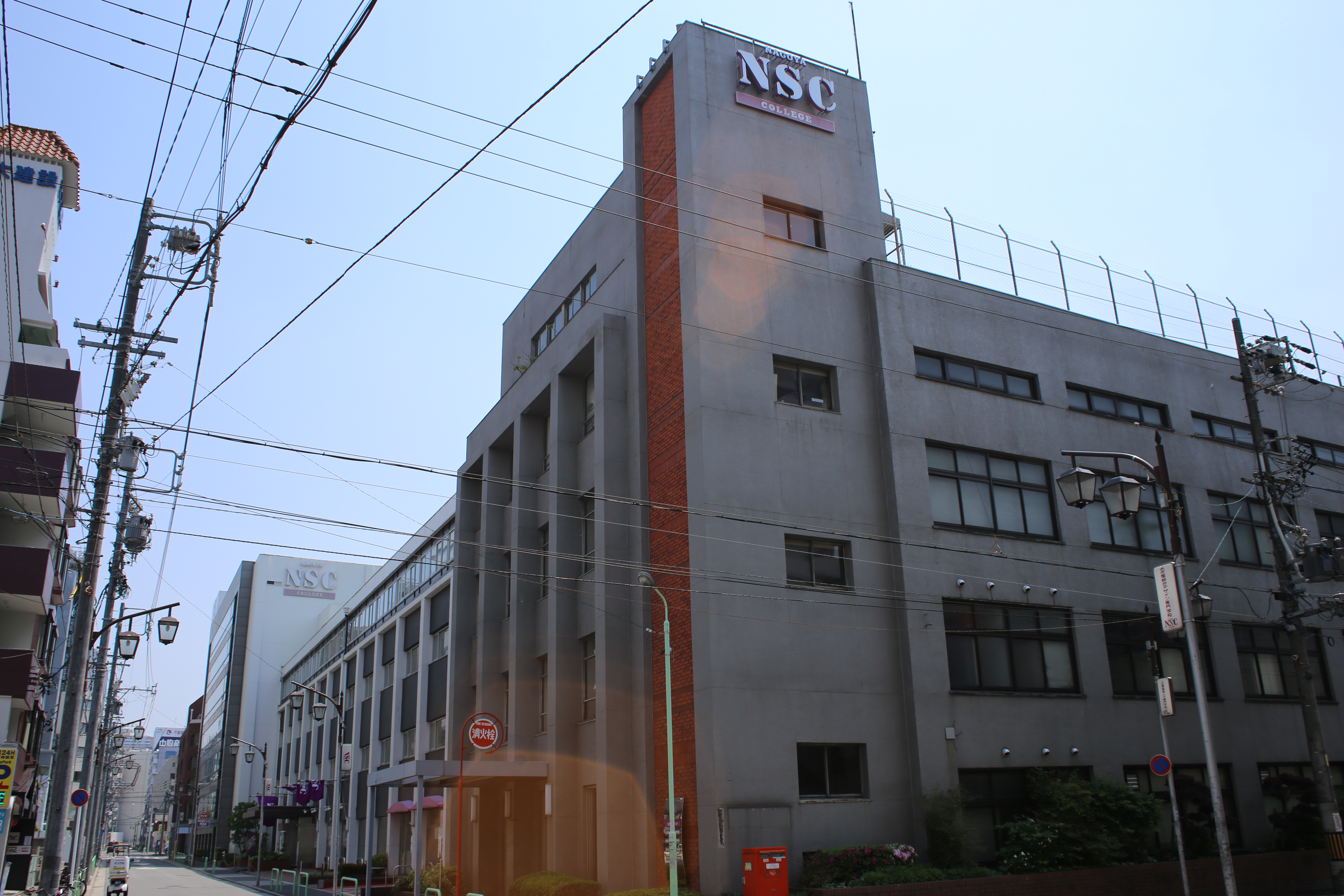
名古屋NSCカレッジ

### 高等学校
市立
- 名古屋市立中央高等学校

私立
- 名古屋たちばな高等学校

### 中学校
市立
- 名古屋市立伊勢山中学校
- 名古屋市立白山中学校
- 名古屋市立前津中学校
- 名古屋市立丸の内中学校

### 小学校
市立
- 名古屋市立老松小学校
- 名古屋市立大須小学校
- 名古屋市立栄小学校
- 名古屋市立新栄小学校
- 名古屋市立橘小学校
- 名古屋市立千早小学校
- 名古屋市立平和小学校
- 名古屋市立正木小学校
- 名古屋市立松原小学校
- 名古屋市立丸の内小学校

### その他の学校
- 小沢喜美子モード学院
- 東海聖書神学塾

## 交通

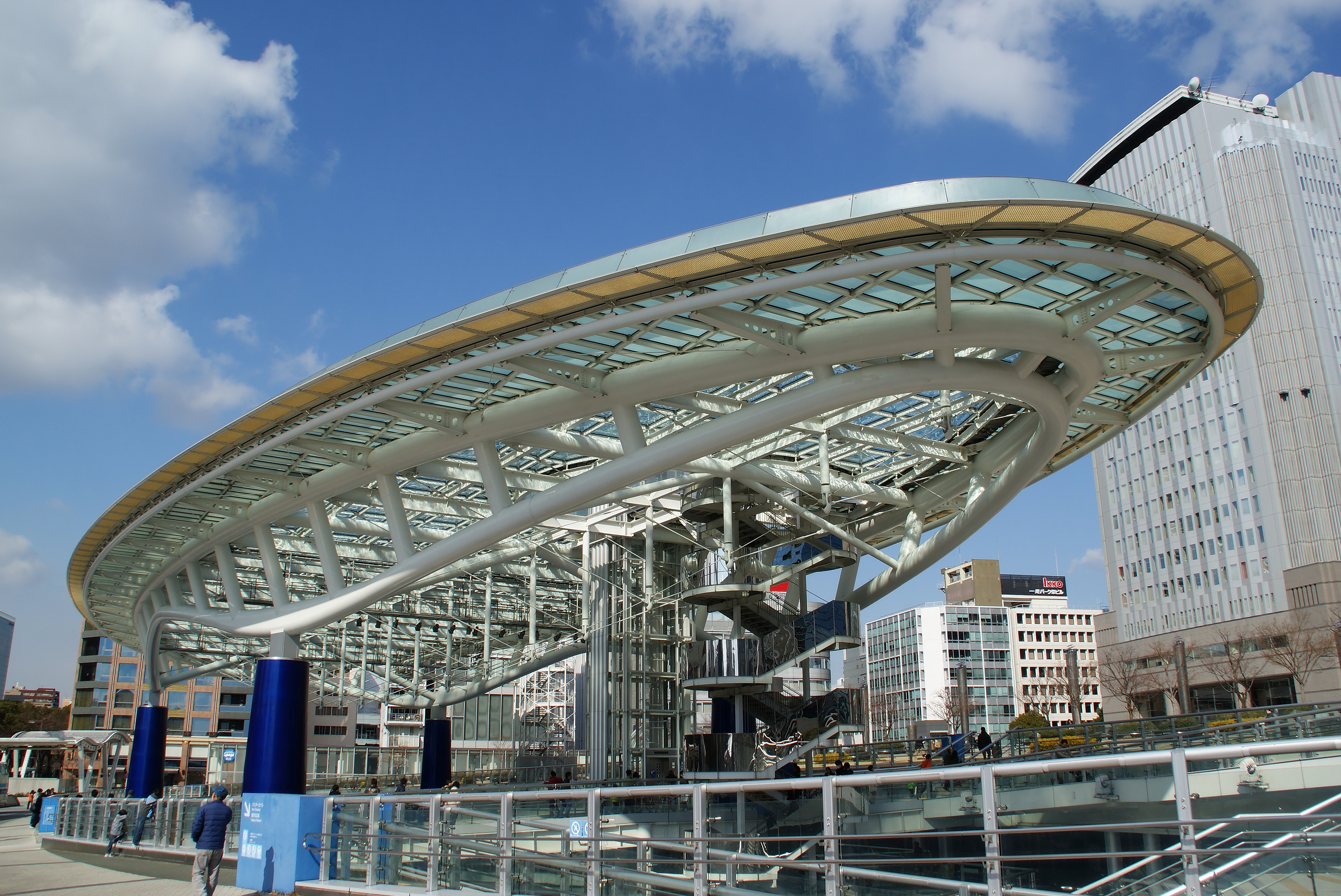
栄駅（オアシス21）

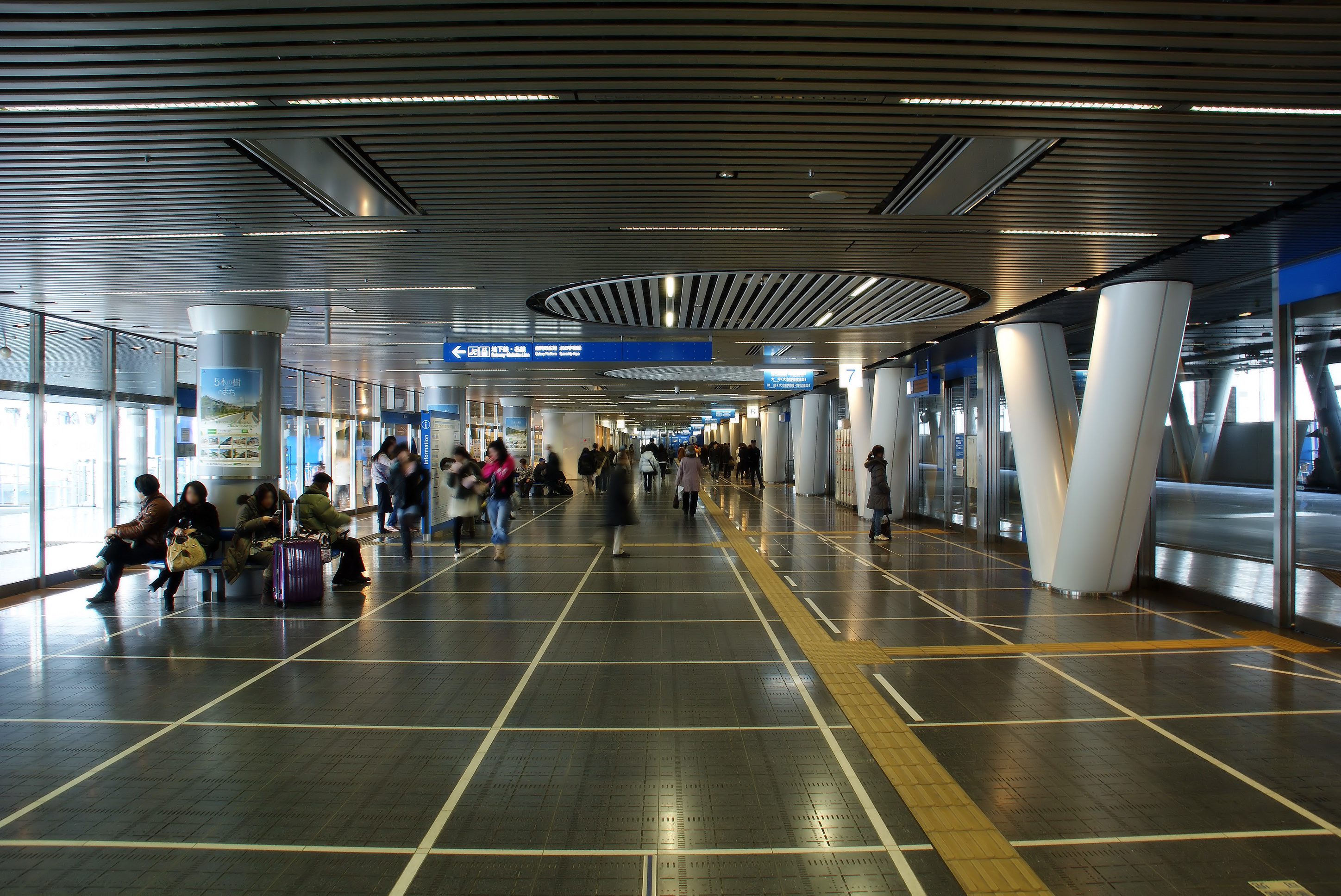
栄バスターミナル

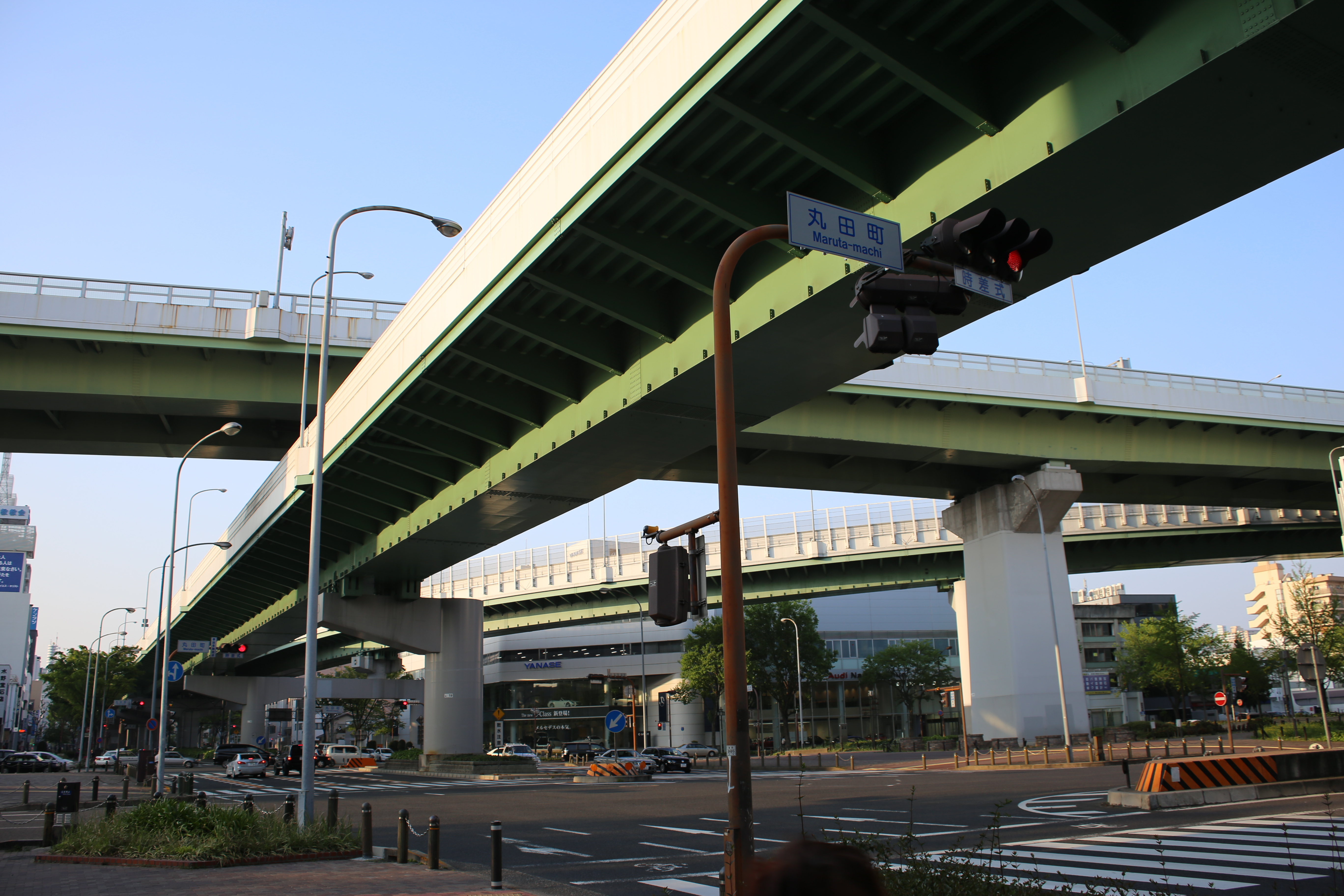
丸田町JCT

### 鉄道

#### 鉄道路線
東海旅客鉄道（JR東海）
■ 東海道本線：（名古屋市中川区）- 金山駅 -（名古屋市熱田区）
■ 中央本線：（名古屋市中村区）- 金山駅 - 鶴舞駅 -（名古屋市東区）
名古屋鉄道（名鉄）
■ 名古屋本線：（名古屋市中川区）- 金山駅 -（名古屋市熱田区）
■ 瀬戸線：栄町駅 - 東大手駅 -（名古屋市北区）
名鉄金山駅は熱田区金山町が所在地であり、中区との区境である。
名鉄公式サイトにおいては、栄町駅住所は「東区東桜一丁目12番先」とされている。駅自体は中区森の地下街のさらに地下に所在する。
東山線新栄町駅は駅名の由来は中区新栄町だが、駅は区境を越えた東区にある。

#### 地下鉄
名古屋市交通局（名古屋市営地下鉄）
■ 東山線：（名古屋市中村区）- 伏見駅 - 栄駅 - 新栄町駅 -（名古屋市千種区）
■ 名城線：（名古屋市北区）- 名古屋城駅 - 久屋大通駅 - 栄駅 - 矢場町駅 - 上前津駅 - 東別院駅 - 金山駅 -（名古屋市熱田区）
〓 名港線：金山駅 - （名古屋市熱田区）
■ 鶴舞線：（名古屋市西区）- 丸の内駅 - 伏見駅 - 大須観音駅 - 上前津駅 - 鶴舞駅 -（名古屋市昭和区）
■ 桜通線：（名古屋市中村区）- 丸の内駅 - 久屋大通駅 -（名古屋市東区）

### バス

#### 路線バス
- 名古屋市営バス
- 名鉄バス
- あおい交通（豊山町コミュニティバス）

### 道路

#### 高速道路
名古屋高速道路
- 都心環状線：丸の内入口・出口 - 東別院入口 - 鶴舞JCT - 丸田町JCT
- 2号東山線：白川出入口 - 丸田町JCT

#### 国道
- 国道19号（伏見通・桜通）
- 国道22号（伏見通）
- 国道41号（空港線）
- 国道153号（飯田街道）

#### 県道
主要地方道
- 愛知県道68号名古屋津島線（桜通）
- 愛知県道60号名古屋長久手線 （広小路通）
- 愛知県道200号名古屋甚目寺線（外堀通）

一般県道
- 愛知県道215号田籾名古屋線（出来町通）

#### 市道
- 名古屋市道山王線（山王通）
- 名古屋市道堀田高岳線（空港線）

#### 幹線道路の道路通称名
＜南北の道路＞
- 伏見通
- 大津通
- 久屋大通
- 空港線
- 飯田街道

＜東西の道路＞
- 出来町通
- 外堀通
- 桜通
- 錦通
- 広小路通
- 若宮大通
- 大須通
- 山王通

#### 中心部の道路通称名
＜南北の道路＞
- 木挽町通
- 皆戸通
- 竪三蔵通
- 中ノ町通
- 御園通
- 堀川東通
- 西大須通
- 常盤通
- 桑名町通
- 長島町通
- 長者町通
- 本町通
- 七間町通
- 呉服町通
- 伊勢町通
- 大須本通
- 門前町通
- 裏門前町通
- 新天地通
- 武平通
- 東栄通
- 前津通
- 西川端通
- 東川端通
- 千代田通
- 七本松通
- 中央線西通

＜東西の道路＞
- 京町通
- 上中通
- 魚ノ棚通
- 杉ノ町通
- 伝馬町通
- 袋町通
- 本重町通
- 入江町通
- 三蔵通
- 白川通
- 矢場町通
- 瓦通
- 東陽通
- 花園通
- 大須観音西通
- 赤門明王通
- 赤門通
- 大須観音通
- 万松寺通
- 仁王門通
- 東仁王門通
- 松元通
- 松ヶ枝通
- 宇津木橋通

## 観光

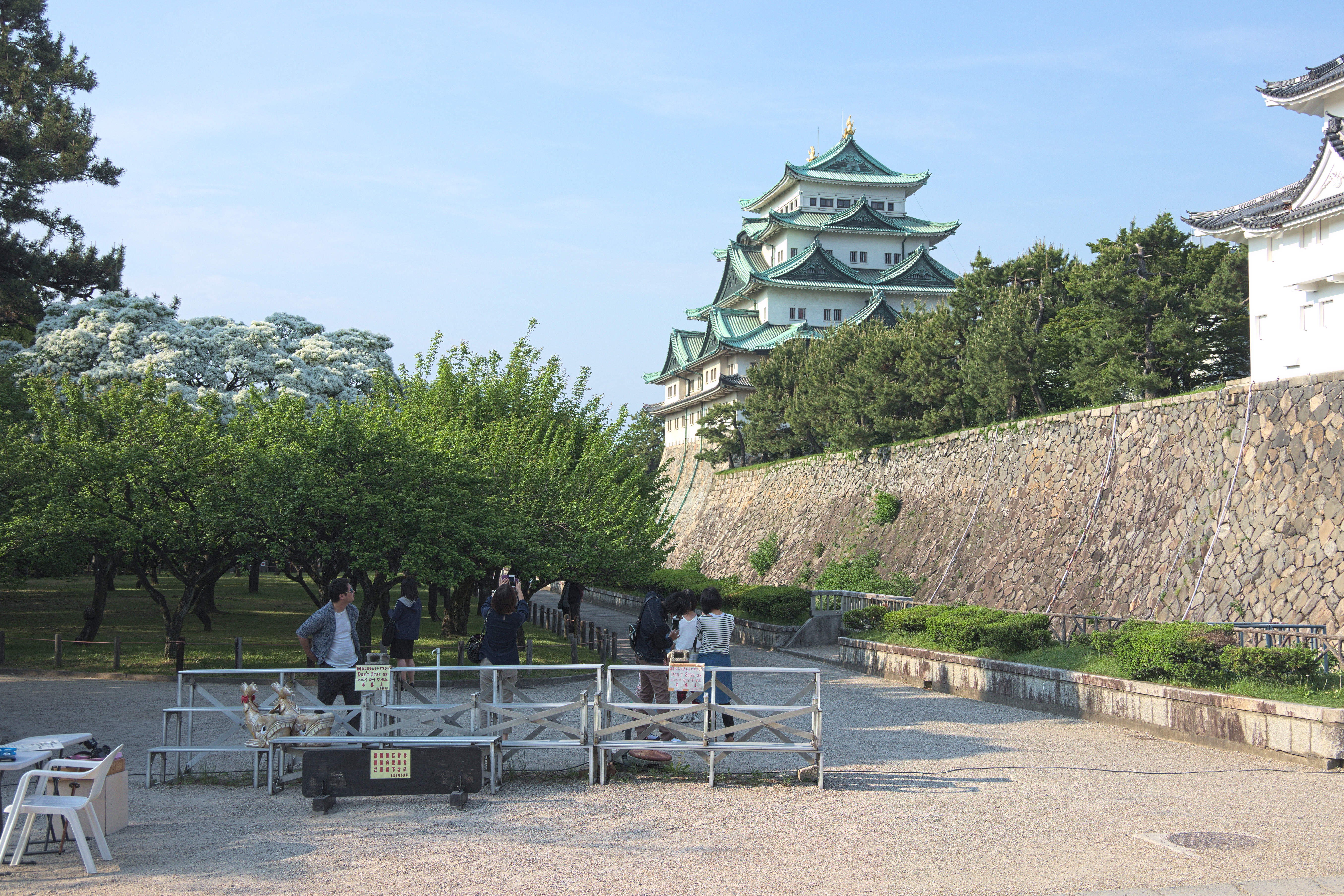
名古屋城

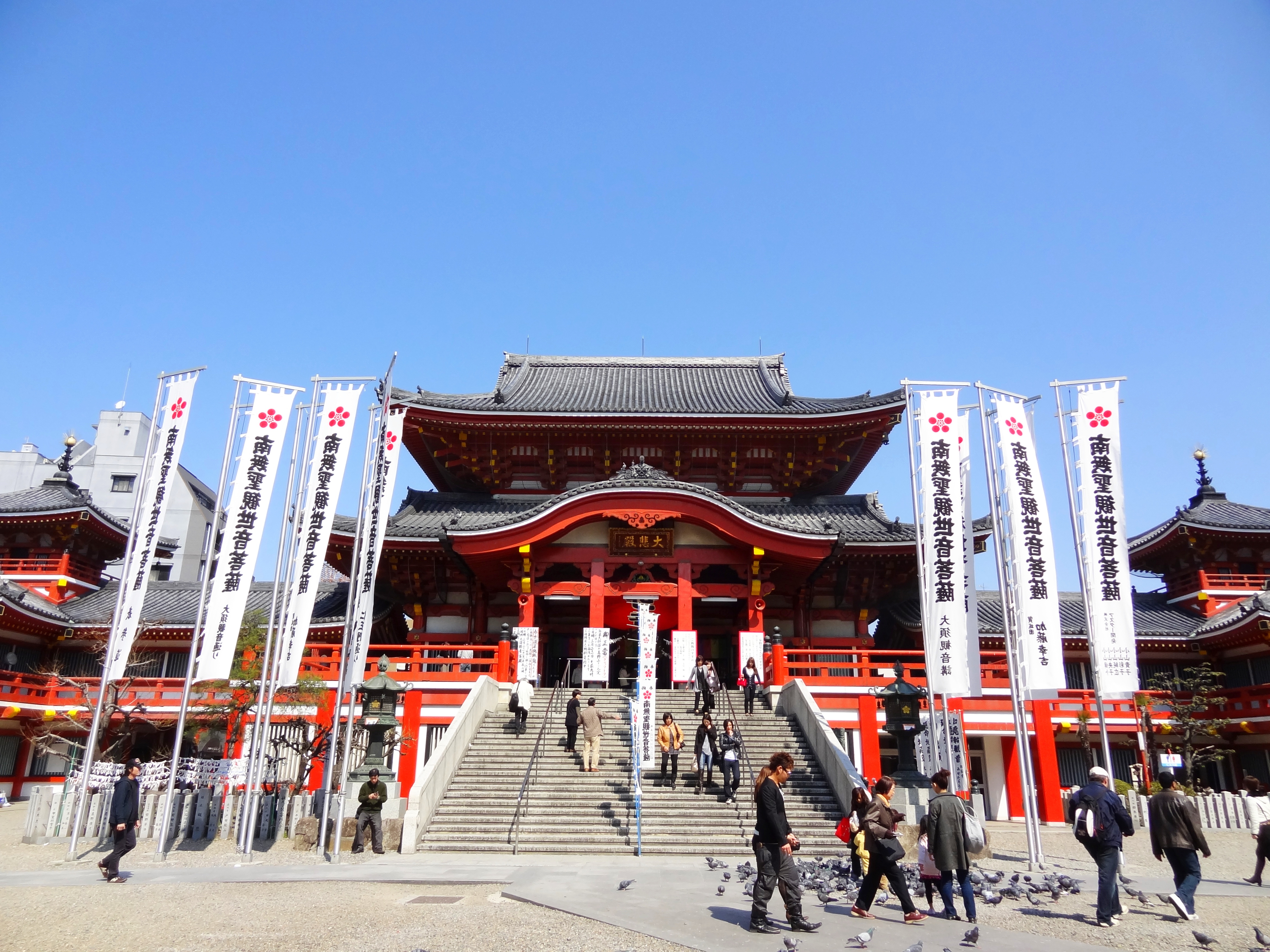
大須観音

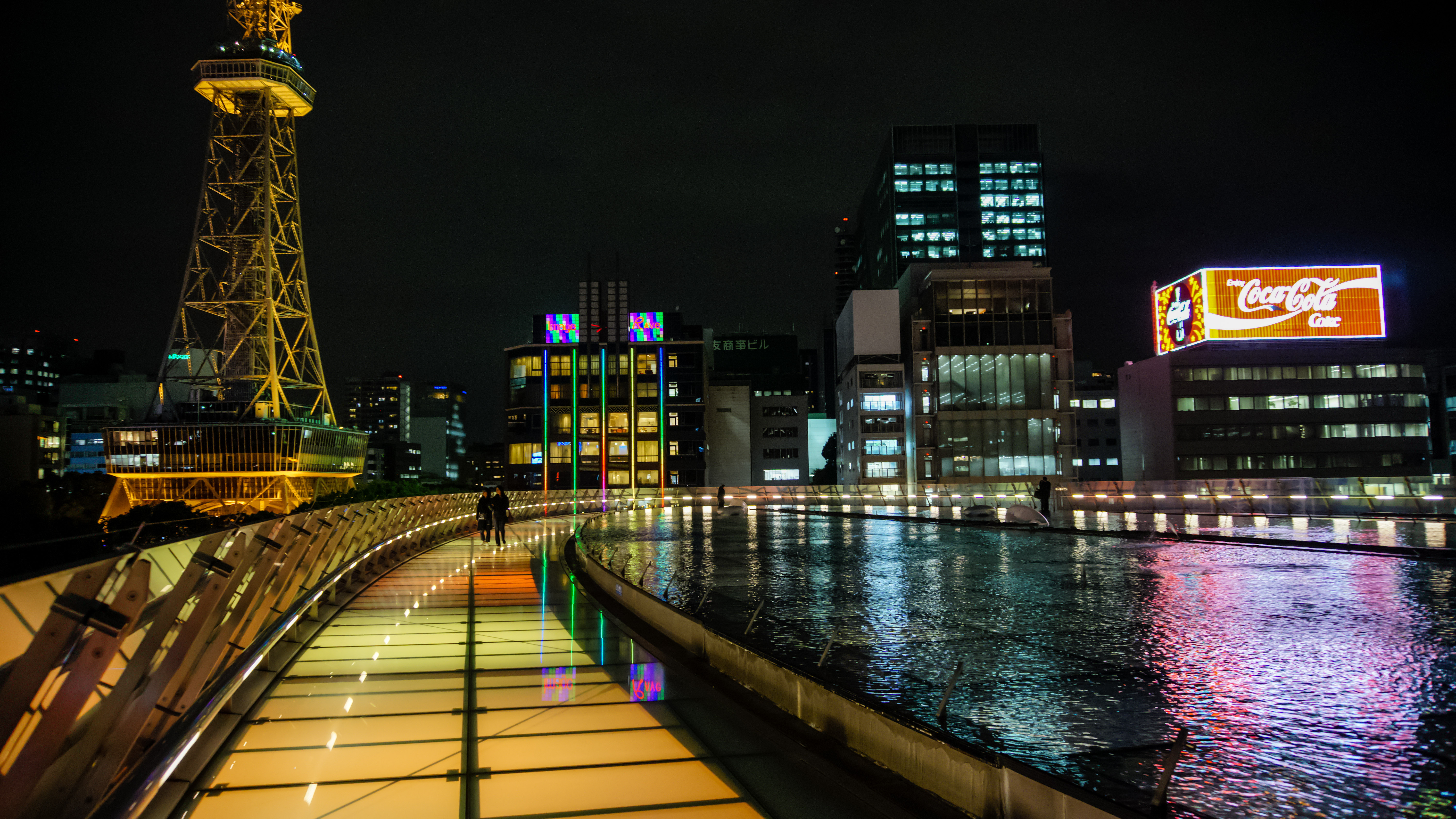
オアシス21と久屋大通公園内に建つ名古屋テレビ塔

### 名所・旧跡
主な城郭
- 那古野城
- 名古屋城
- 日置城
- 古渡城

主な寺院
- 栄国寺
- 大須観音（宝生院）
- 休玄寺
- 乾徳寺
- 誓願寺
- 政秀寺 - 平手政秀の菩提寺
- 千光寺
- 總見寺
- 大光院
- 長福寺
- 天寧寺
- 白林寺
- 万松寺
- 東本願寺名古屋別院（東別院）
- 福生院
- 本願寺名古屋別院（西別院）
- 萬福院

主な神社
- 愛知縣護國神社
- 闇之森八幡社
- 桜天神社 - 名古屋三天神の1つ。
- 洲崎神社
- 那古野神社
- 名古屋東照宮
- 白山神社
- 日置神社
- 三輪神社
- 若宮八幡社

宿場
- 美濃路
  - 名古屋宿

古墳・遺跡
- 大須二子山古墳
- 那古野山古墳
- 白山古墳

教会
- 名古屋教会

### 観光スポット
主な公園
- 池田公園
- 白川公園
- 久屋大通公園
  - 久屋大通庭園フラリエ
- 名城公園
- 若宮大通公園
- 下茶屋公園

主な文化施設
- 新名古屋ミュージカル劇場
- でんきの科学館
- 名古屋市科学館
- 名古屋市美術館
- 名古屋テレビ塔（中部電力 MIRAI TOWER）
- 名古屋ボストン美術館
- 御園座
  - 御園座演劇図書館
- サンシャイン栄
- 歯の博物館

## 文化・名物

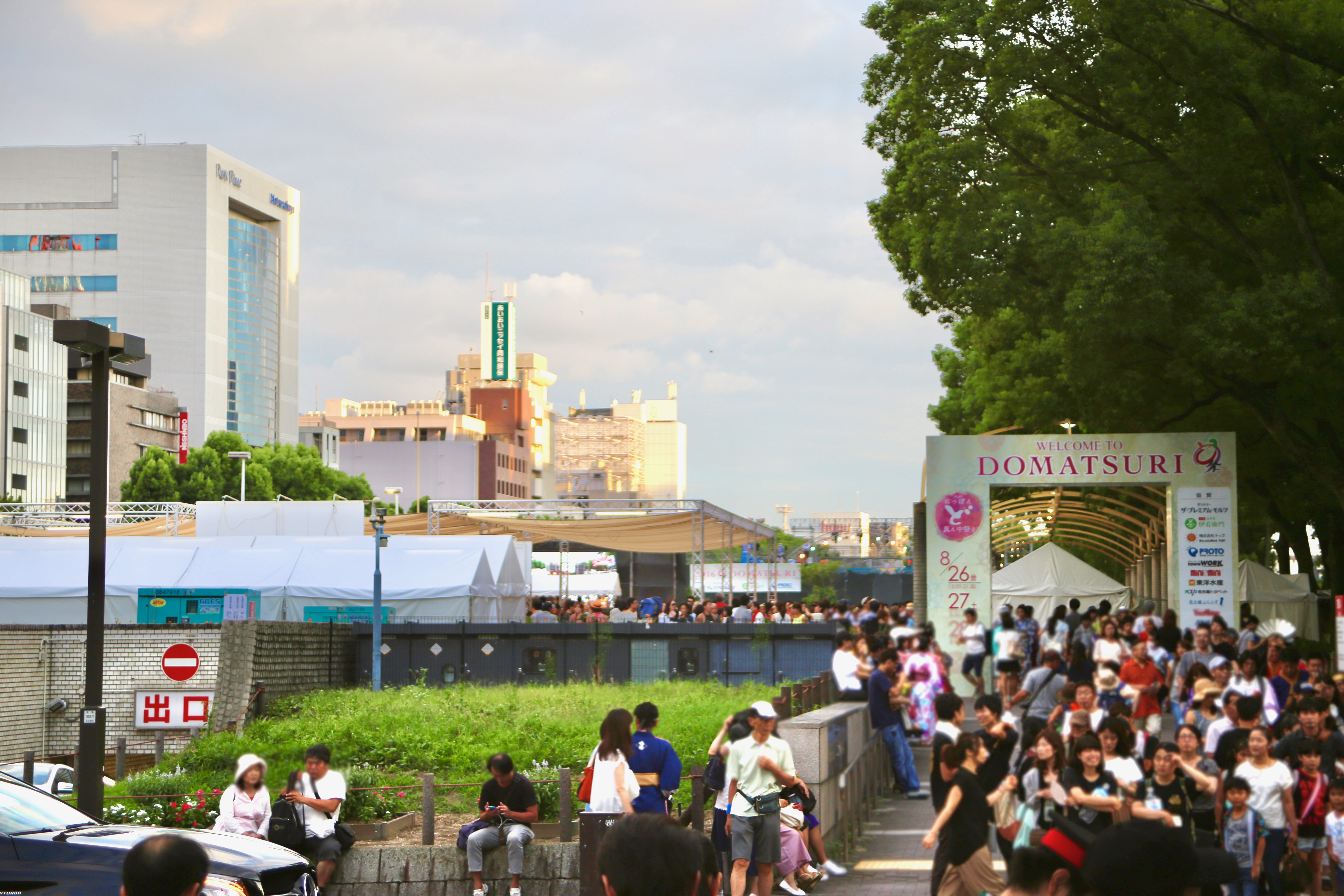
にっぽんど真ん中祭り

### 祭事・催事
主な祭事
- 大須大道町人祭
- 名古屋まつり
- 名古屋城夏まつり（2006年より「名古屋城宵まつり」として開催）
- にっぽんど真ん中祭り
- 広小路夏まつり

主な催事
- 大相撲名古屋場所 - 大相撲本場所

### 名産・特産
主な名産
- 東雲焼

## 出身関連著名人

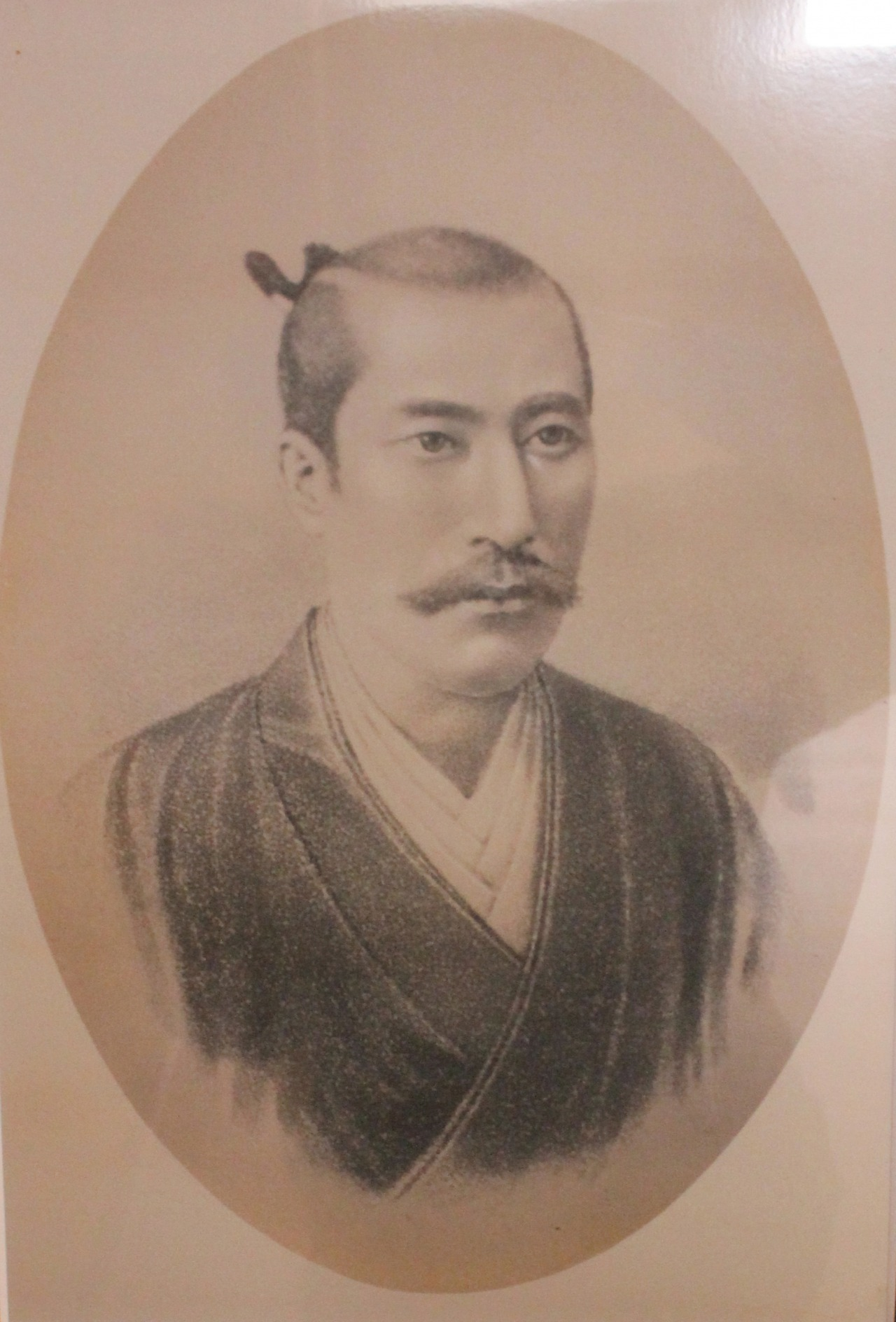
織田信長

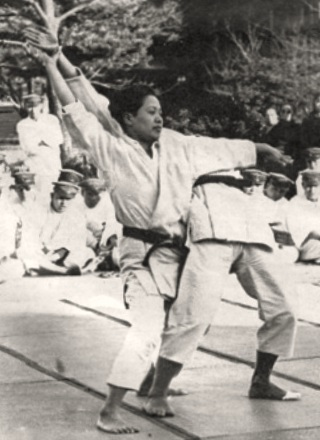
小崎甲子

### 出身著名人
- 織田信長 - 戦国時代の先駆者、三英傑の1人
- お市の方 - 織田信長の妹、浅井長政・柴田勝家の正室
- 奥村石蘭 - 日本画家
- 加藤由作 - 一橋大学名誉教授、初代日本保険学会理事長
- 加藤亮 - ライター、出生は昭和区
- 小崎甲子 - 女性初の黒帯柔道家
- 田島道治 - 初代宮内庁長官、ソニー会長
- 代官山康弘 - 十両力士
- 伊藤みどり - 元フィギュアスケート選手
- 宮地佑紀生 - 名古屋のローカルタレント
- 矢野きよ実 - 名古屋のローカルタレント
- 近藤芳正 - 俳優
- 舘ひろし - 歌手、俳優
- 山羊智詞 - ロック歌手、音楽プロデューサー、俳優
- 井上徳三郎 - 実業家
- 水谷孝次 - アートディレクター
- 真咲よう子 - 演歌歌手
- 田島荘三 - 音響監督
- 山田耕二 - ラグビー日本代表選手、ラグビー監督
- 村上佳菜子 - 元フィギュアスケート選手
- 木村三千夫 - 日本デコラックス創業者